# Helvetische Republik
Helvetische Republik (französisch République helvétique, italienisch Repubblica elvetica, rätoromanisch Republica helvetica) ist die offizielle Bezeichnung des schweizerischen Staatswesens, das am 12. April 1798 die alte Eidgenossenschaft ablöste und bis zum 10. März 1803 bestand. Dieser Abschnitt der schweizerischen Geschichte wird auch Helvetik genannt. Die Bezeichnung der Schweiz als «Helvetien» orientierte sich dem damaligen Zeitgeist entsprechend am antiken keltischen Volk der Helvetier.

## Geschichte

### Situation vor der Revolution

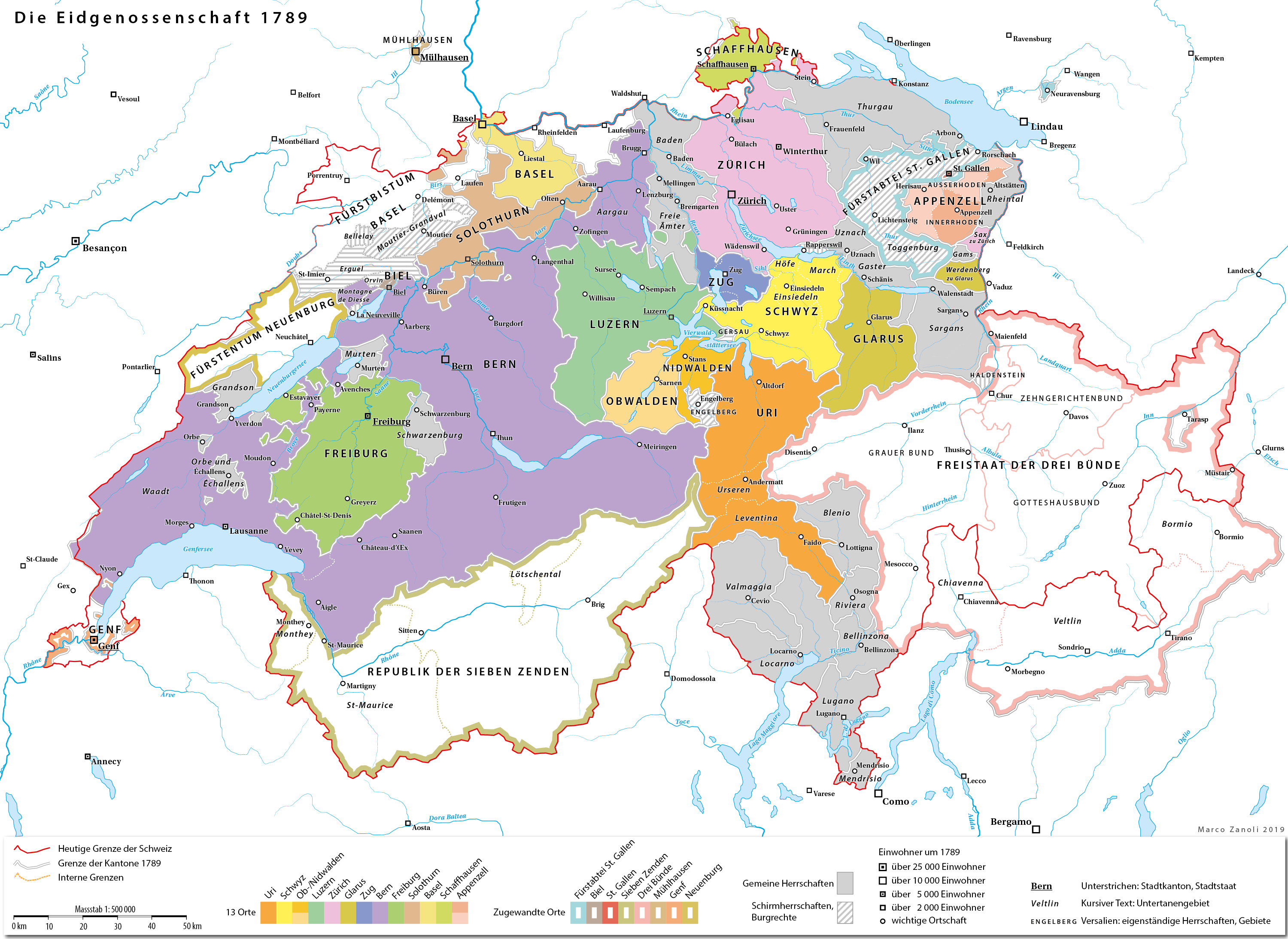
Karte der Alten Eidgenossenschaft 1789

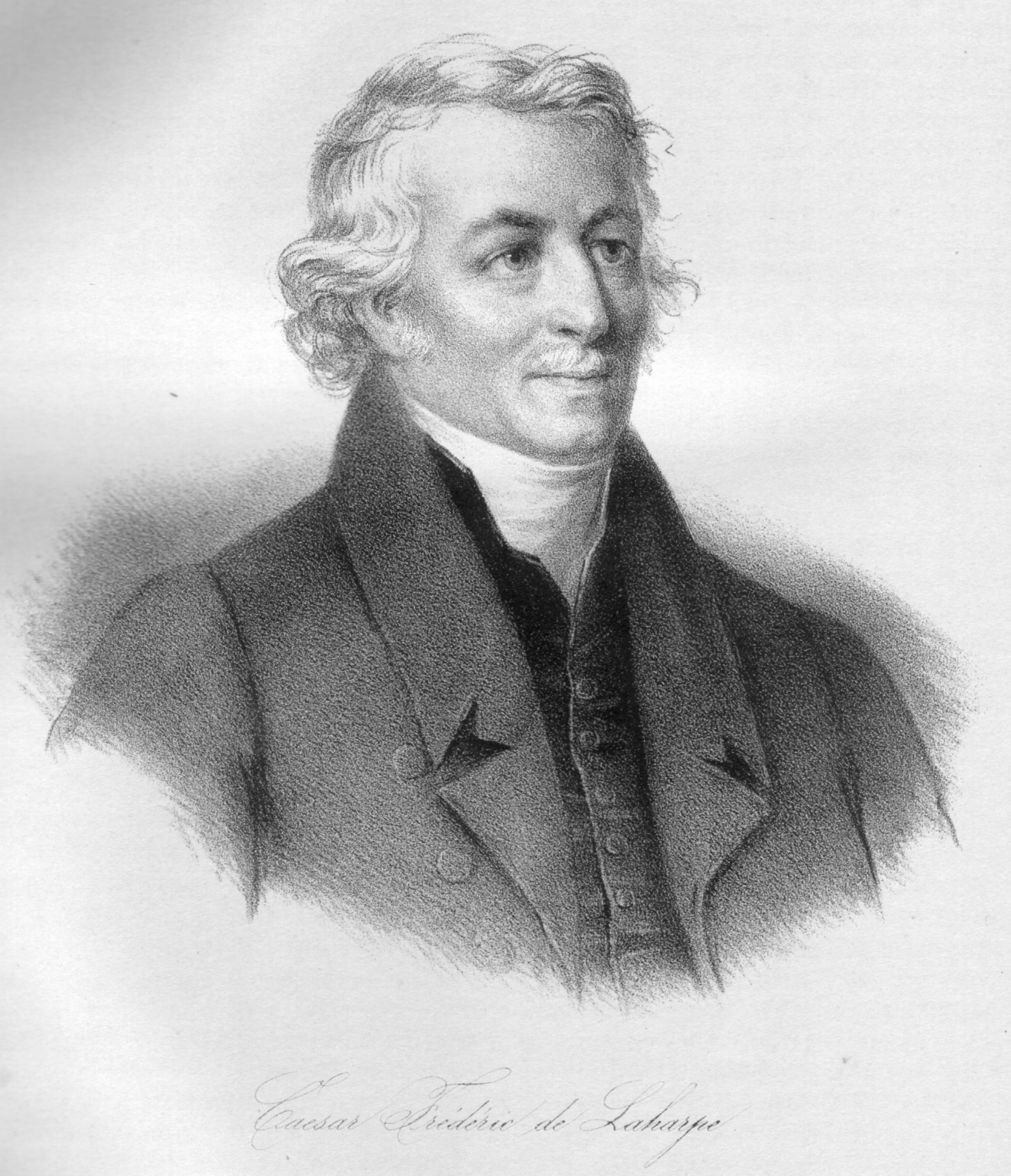
Frédéric-César Laharpe, Erzieher Zar Alexanders I. und Waadtländer Patriot

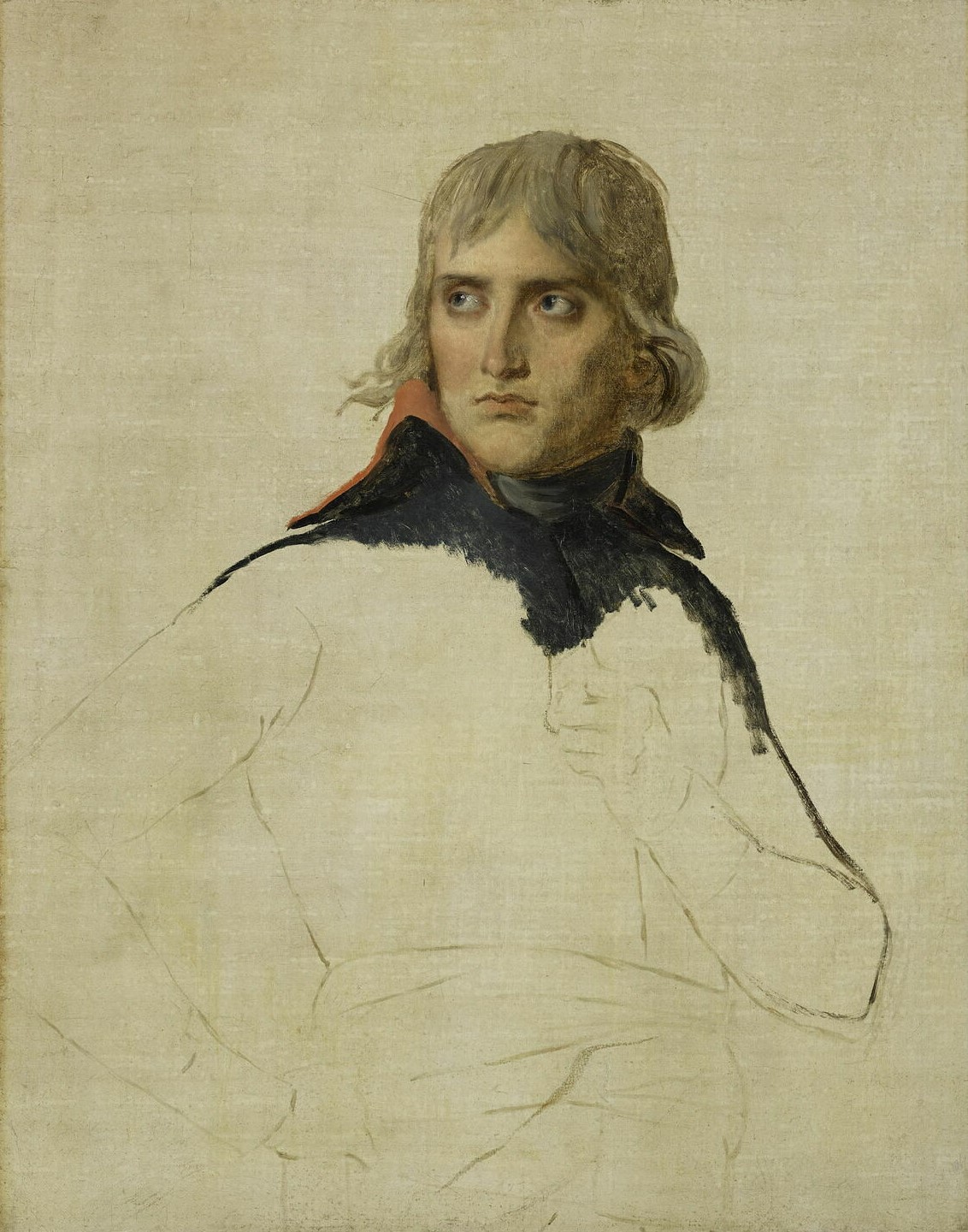
Porträt von General Napoléon Bonaparte 1797

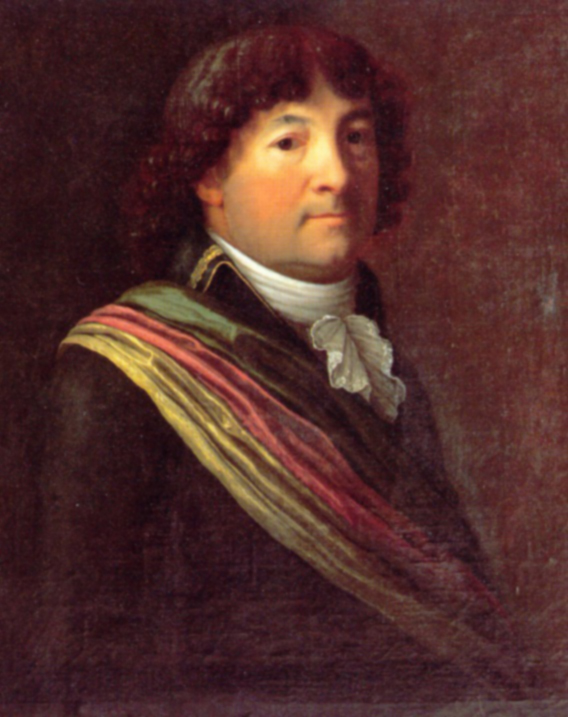
Der Basler Peter Ochs in der Amtstracht eines helvetischen Direktors

Im 18. Jahrhundert bestanden ausgesprochen gute und intensive Beziehungen zwischen der Eidgenossenschaft und Frankreich. Auf der Basis von Staatsverträgen dienten rund 25'000 Schweizer in Fremdenregimentern in der königlichen französischen Armee, und die Eidgenossenschaft genoss einen privilegierten Zugang zum französischen Markt und erhielt vergünstigte Lieferungen von Salz und Getreide. Die Allianz mit Frankreich enthielt auch ein Defensivbündnis, das der neutralen Eidgenossenschaft im Kriegsfall französische Hilfe zusicherte. Zur Zeit Ludwig XVI. erschien diese Verbindung enger denn je. 1777 erneuerte Frankreich das Soldbündnis – zum ersten Mal mit allen Kantonen – für fünfzig Jahre.
Obwohl das Verhältnis offiziell keine Abhängigkeit der Schweiz von Frankreich beinhaltete, war dennoch der finanzielle und politische Einfluss Frankreichs auf die Schweizer Politik im 18. Jahrhundert derart dominant, dass die Eidgenossenschaft schon fast als französischer Klientelstaat bezeichnet werden kann. Die Schweizer Aristokratie und das Patriziat unterhielten enge Beziehungen zu Frankreich, zahlreiche Schweizer wurden in den französischen Adelsstand erhoben und erreichten höchste Positionen in der französischen Wirtschaft und Verwaltung sowie im Militär. Auch französische Kultur und Geistesleben hatten starken Einfluss auf die Schweiz, so dass die Gedanken der Aufklärung auch in der Schweiz Verbreitung fanden. Durch die Schriften von Jean-Jacques Rousseau und Johann Heinrich Pestalozzi stiess die Schweiz auch in Frankreich auf starkes Interesse.
Die Französische Revolution fand dementsprechend starke Beachtung in der Schweiz und weckte in den verschiedenartigen Staaten der Alten Eidgenossenschaft in aufgeklärten und politisch oder ökonomisch benachteiligten Bevölkerungsgruppen Hoffnungen auf eine Reform der bestehenden Herrschaftsverhältnisse. Die Lage blieb in der Alten Eidgenossenschaft aber trotz der Agitation der als Patrioten bezeichneten Anhänger der Revolution bis 1797 relativ ruhig. Zentrale Anliegen der Patrioten waren die Abschaffung der Privilegien der herrschenden Familien, der Untertanenverhältnisse, des Feudalismus, die Einführung moderner Verfassungen, Wirtschafts-, Meinungs- und Handelsfreiheit. In den einzelörtischen oder gemeinen Herrschaften forderten die Untertanen Autonomie oder Unabhängigkeit, besonders in den von Bern beherrschten Gebieten der Waadt und des Aargaus.
Die aufklärerische Helvetische Gesellschaft forderte zudem Schritte zur nationalen Einheit in politischer, wirtschaftlicher und militärischer Hinsicht. Das Ansehen der Französischen Revolution sank jedoch auch bei Schweizer Patrioten angesichts der Gräueltaten des Tuileriensturms, des Septembermassakers und der Terrorherrschaft der Jakobiner. In den katholischen Länderorten war die Erbitterung über das Ende des lukrativen Söldnerwesens und die antiklerikalen Massnahmen der Revolutionsregierung besonders ausgeprägt.
Während die aufgeklärte Elite diese Eskalation als Folge der Fehler der Aristokratie und der Reformunfähigkeit des Ancien Régime interpretierte, sah sich die herrschende Aristokratie in ihrer kompromisslosen Haltung gegenüber Reformwünschen bestätigt, da sie die Revolution als Folge der Schwäche des Herrschaftssystems in Frankreich interpretierte. Reformen blieben deshalb aus, vielmehr wurden schon bescheidene Forderungen gewaltsam unterdrückt.
Durch hartes Durchgreifen wurden etwa die Untertanen der Städte Bern (Unruhen nach dem Föderationsfest 1791), Zürich (Stäfner Handel 1795) und Schaffhausen (Bauernaufstand 1790) sowie das Unterwallis (Aufstand 1790) in die Schranken verwiesen, als sie die «gnädigen Herren» um Reformen angingen. Eine Ausnahme bildete die Fürstabtei St. Gallen, wo den Untertanen 1795 und 1797 weitgehende Zugeständnisse wie die Schaffung einer Volksvertretung gewährt wurden. Auch eine Stärkung des gemeinsamen Bundes der eidgenössischen Orte zur Abwehr der französischen Bedrohung kam nicht zustande. Umgekehrt entstand in Frankreich durch die Propaganda der emigrierten Patrioten, die sich seit 1790 im «Schweizerklub» trafen, und die Beherbergung französischer Flüchtlinge der Eindruck, die Eidgenossenschaft sei ein Hort der Gegenrevolution.
Die ersten Gebiete der heutigen Schweiz, die von der Revolution erfasst wurden, waren das Fürstbistum Basel und die Stadtrepublik Genf. Das Fürstbistum Basel war am 20. März 1791 auf Gesuch des Bischofs von österreichischen Truppen besetzt worden. Aus diesem Grund besetzte die französische Armee nach dem Beginn des Krieges gegen Österreich am 29. April 1792 den nördlichen Teil des Bistums, der rechtlich zum Heiligen Römischen Reich gehörte. Im Dezember 1792 wurde auf dem nördlichen Gebiet des Fürstbistums die Raurakische Republik nach dem Vorbild Frankreichs gegründet, die jedoch bereits 1793 von Frankreich annektiert wurde.
Im Oktober 1792 versuchte das Direktorium auch die Stadt Genf zu besetzen. Dank der militärischen Intervention Berns und Zürichs konnte die Besetzung jedoch abgewendet werden, und Frankreich anerkannte die Unabhängigkeit Genfs, allerdings nur gegen die Zusicherung, dass keine eidgenössischen Truppen mehr nach Genf verlegt würden. Sobald die Zürcher und Berner Truppen abgezogen waren, brach in Genf mit französischer Unterstützung die Revolution aus. Nach einer ungeordneten und gewaltsamen ersten Phase gab sich die Republik Genf 1796 eine demokratische Verfassung.
Den Anstoss zum Sturz des Ancien Régime in der Eidgenossenschaft gab schliesslich das strategische Interesse Frankreichs an dem Gebiet der heutigen Schweiz. Einerseits war Frankreich nach dem Frieden von Basel 1795 mit Preussen nicht mehr an der Neutralität der Schweiz gelegen, da es nun seine ganze Kraft auf den Krieg mit Österreich konzentrieren konnte. Andererseits beherbergte die Eidgenossenschaft zahlreiche französische Emigranten und war eine Quelle wachsender konterrevolutionärer Propaganda und Umtriebe direkt an der französischen Grenze. Das französische Direktorium plante deshalb die Umwandlung der Schweiz in eine französische Tochterrepublik ähnlich wie in den Niederlanden (Batavische Republik) oder in Norditalien (Cisalpinische Republik), um sie in die französische Einflusssphäre zu integrieren.
Mit dem Frieden von Campo Formio, der im Oktober 1797 den Ersten Koalitionskrieg beendete, fielen alle linksrheinischen Gebiete des Heiligen Römischen Reiches an Frankreich, womit auch die Annexion der Herrschaftsgebiete des Fürstbistums Basel als Département du Mont Terrible durch Frankreich sanktioniert wurde. Die Untertanengebiete der Drei Bünde im Veltlin schlossen sich 1797 der Cisalpinischen Republik an, da ihnen die Gleichberechtigung verwehrt blieb. Den Bünden und der Eidgenossenschaft blieb angesichts der französischen Übermacht nichts anderes übrig, als den Gebietsverlust unter Protest hinzunehmen.
Der Abfall der Ennetbirgischen Vogteien im Tessin schien ebenfalls nur noch eine Frage der Zeit zu sein. Gleichzeitig begann Frankreich, diplomatischen Druck auf die Eidgenossenschaft auszuüben und durch Geld und Propaganda die Patrioten zu unterstützen. Bestärkt wurde es darin durch die zahlreichen seit 1789 aus der Eidgenossenschaft nach Frankreich geflüchteten Anhänger der Revolution, unter denen der Waadtländer Patriot Frédéric-César Laharpe eine Führungsrolle einnahm.
Im November unternahm der in Italien siegreiche französische General Napoléon Bonaparte eine Rekognoszierungsreise durch die Schweiz, als er an den Rastatter Kongress reiste. Sein triumphaler Empfang in der Waadt und seine Eindrücke in Bern und Basel sollen ihn darin bestärkt haben, dass die Schweiz reif für die Revolution sei. Frankreich lud darauf den Basler Oberstzunftmeister Peter Ochs, der den Frieden von Basel vermittelt hatte, nach Paris zu Gesprächen über eine mögliche Abtretung des Fricktals ein.
Nach verschiedenen Gesprächen des Direktors Jean François Reubell, des Bonaparte und des Aussenministers Charles-Maurice de Talleyrand-Périgord mit Ochs und Laharpe beschloss das Direktorium im Dezember die Umwandlung der Eidgenossenschaft in eine Republik nach französischem Vorbild. Ochs erhielt den Auftrag, eine Verfassung für eine «Helvetische» Republik zu entwerfen. Gleichzeitig verlegte Napoléon noch im Dezember als Vorbereitung für die «Revolutionierung» der Schweiz eine Division aus Italien nach Versoix und liess zwischen dem 13. und 16. Dezember 1797 den südlichen Teil des ehemaligen Fürstbistums Basel, Moutier, Erguel, Montagne de Diesse und Biel, militärisch besetzen. Die eidgenössischen Verbündeten des Zugewandten Ortes Biel schauten dem tatenlos zu. Weiter erklärte sich Frankreich zum Schutzherrn und Fürsprecher des Waadtlandes.
Angesichts der unmittelbaren Bedrohung des eidgenössischen Gebietes trafen sich die eidgenössischen Gesandten auf Einladung des Vorortes Zürich am 26. Dezember 1797 in Aarau zu einer ausserordentlichen Tagsatzung. Neben den 13 Kantonen entsandten nur noch die Zugewandten Orte Stadt und Fürstabtei St. Gallen, Wallis und Biel einen Vertreter. Die Stadt Mülhausen erwartete bereits den Anschluss an Frankreich und verzichtete auf die Teilnahme. Die Tagsatzung beschloss, Gesandte an den Rastatter Kongress zu entsenden und dort auf einen Rückzug der französischen Truppen aus dem Jura zu drängen. Um Stärke gegen aussen zu demonstrieren, wurde erstmals seit der Zeit der Reformation wieder eine gemeinsame Beschwörung der alten Bünde zum Ende der Tagsatzung am 25. Januar beschlossen. Unter freiem Himmel beschworen die Gesandten vor ca. 25'000 Zuschauern noch kurz vor dem Untergange und schon ohne die Vertreter Basels die alten Bünde und gingen anschliessend ohne konkrete militärische Beschlüsse auseinander. Dieser symbolische Akt kaschierte die offensichtliche Hilflosigkeit des Ancien Régime gegenüber den sich anbahnenden Entwicklungen nur ungenügend und hatte sicher nicht die erhoffte dissuasive Wirkung.

### Helvetische Revolution und Franzoseneinfall 1798

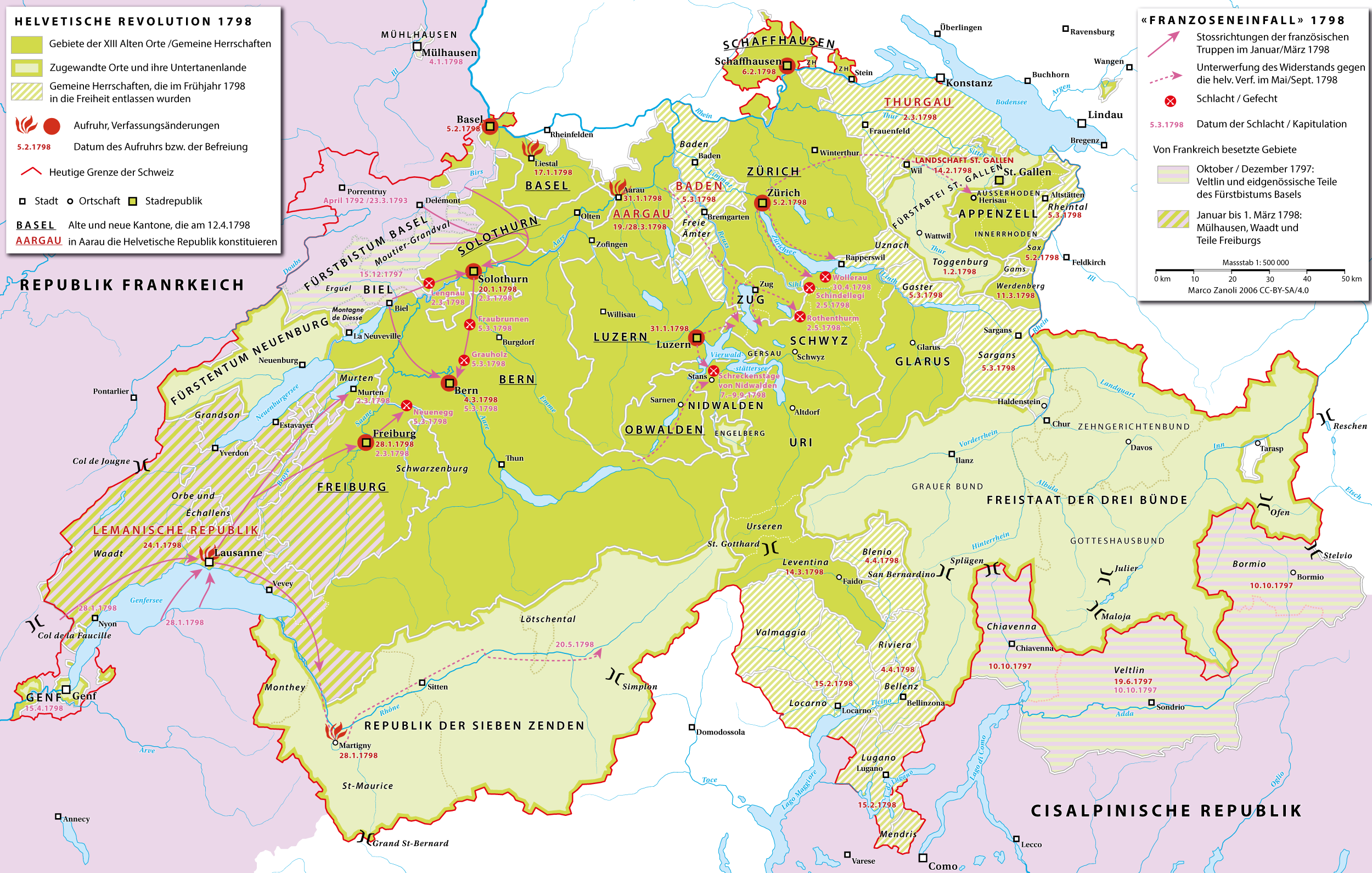
Die Helvetische Revolution und der «Franzoseneinfall» (1797/98)

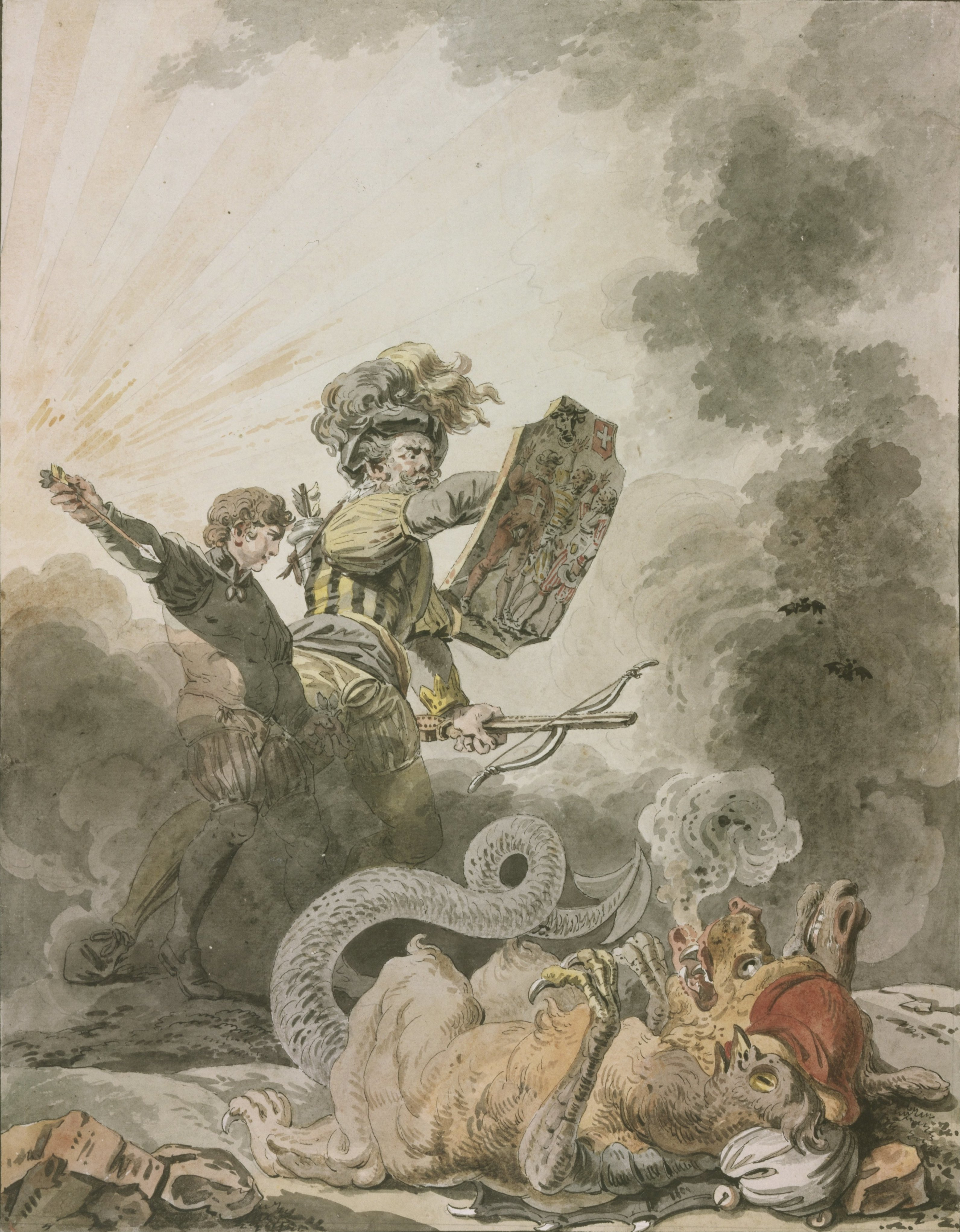
Wilhelm Tell bekämpft die chimärenhafte Revolution. Allegorische Darstellung des Untergangs der Alten Eidgenossenschaft von Balthasar Anton Dunker (1798)

Die Revolution begann im Herrschaftsgebiet der Stadt Basel. In Liestal wurde am 17. Januar 1798 ein Freiheitsbaum aufgerichtet, und die Untertanen stürmten die Schlösser, die Sitze der städtischen Landvögte. Die städtische Regierung dankte ab, und am 5. Februar trat die Basler Nationalversammlung als erstes revolutionäres Parlament der Schweiz zusammen.
Als der mit französischen Truppen an die bernische Grenze vorrückende französische General Philippe Romain Ménard in einer Proklamation den Waadtländer Patrioten Unterstützung zusicherte, wurde am 24. Januar in der Waadt die Lemanische Republik ausgerufen und die Abspaltung von Bern eingeleitet. Auch im Unterwallis kam es zu Unruhen. In Freiburg, Bern, Solothurn, Schaffhausen und zuletzt auch in Zürich gingen die Regierungen nun auf die Forderungen der Untertanen ein, begannen mit Verfassungsrevisionen und akzeptierten die Volkssouveränität und die Gleichberechtigung der Landschaft als Grundlagen der Reform.
Noch im Februar erklärten sich die meisten Gemeinen Herrschaften und übrigen Untertanengebiete für frei und wurden darauf von den ehemals herrschenden Orten in die Unabhängigkeit entlassen: Unterwallis und Toggenburg am 1. Februar; Sax am 5. Februar; die Alte Landschaft St. Gallen am 4. Februar; Lugano, Mendrisio, Locarno und das Maggiatal am 15. Februar; der Thurgau am 3. März; das Rheintal und Sargans am 5. März; Werdenberg am 11. März; der Unteraargau, das Freiamt und Baden am 19./28. März; die Leventina, Bellinzona, Blenio und die Riviera am 4. April.
Innerhalb weniger Wochen veränderte sich so die Alte Eidgenossenschaft von Grund auf. Die verschiedenen ehemaligen Untertanengebiete erklärten sich zu souveränen Kantonen und wünschten von den Dreizehn Alten Orten in die Eidgenossenschaft aufgenommen zu werden. Das französische Direktorium wollte jedoch keine Erweiterung der Alten Eidgenossenschaft, sondern eine Einheitsrepublik nach französischem Vorbild. Diesem Wunsch entsprach die von Ochs Mitte Januar vorgelegte Helvetische Einheitsverfassung, die in Frankreich gedruckt wurde und Anfang Februar überall in der Eidgenossenschaft kursierte.
Von den konservativen und föderalistisch gesinnten Kreisen wurde die Verfassung allerdings vehement abgelehnt und als «Ochsenbüchlein» bezeichnet. Weil sie keine Rücksicht auf schweizerische Eigenheiten nahm und als französisches Diktat empfunden wurde, lehnten sie sogar viele Patrioten ab. Besonders stark kritisiert wurde der Einheitsstaat und die zentralistische Bürokratie, die im Gegensatz zur traditionellen schweizerischen Gemeindeautonomie und regionaler Selbständigkeit standen.

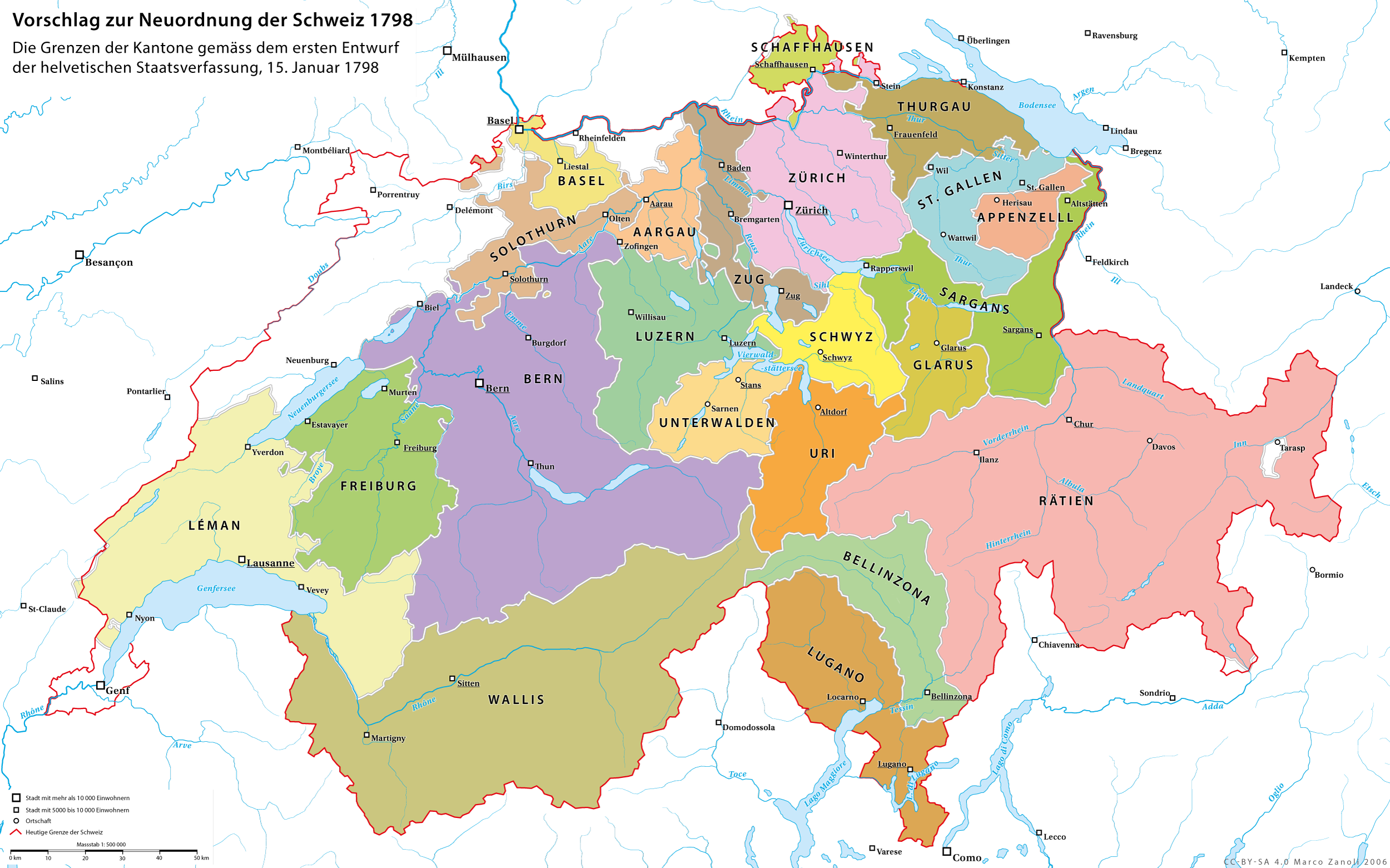
Vorschlag zur Neuordnung der Schweiz als Helvetische Republik vom 15. Januar 1798 mit den geplanten Kantonen Sargans, Bellinzona und Lugano

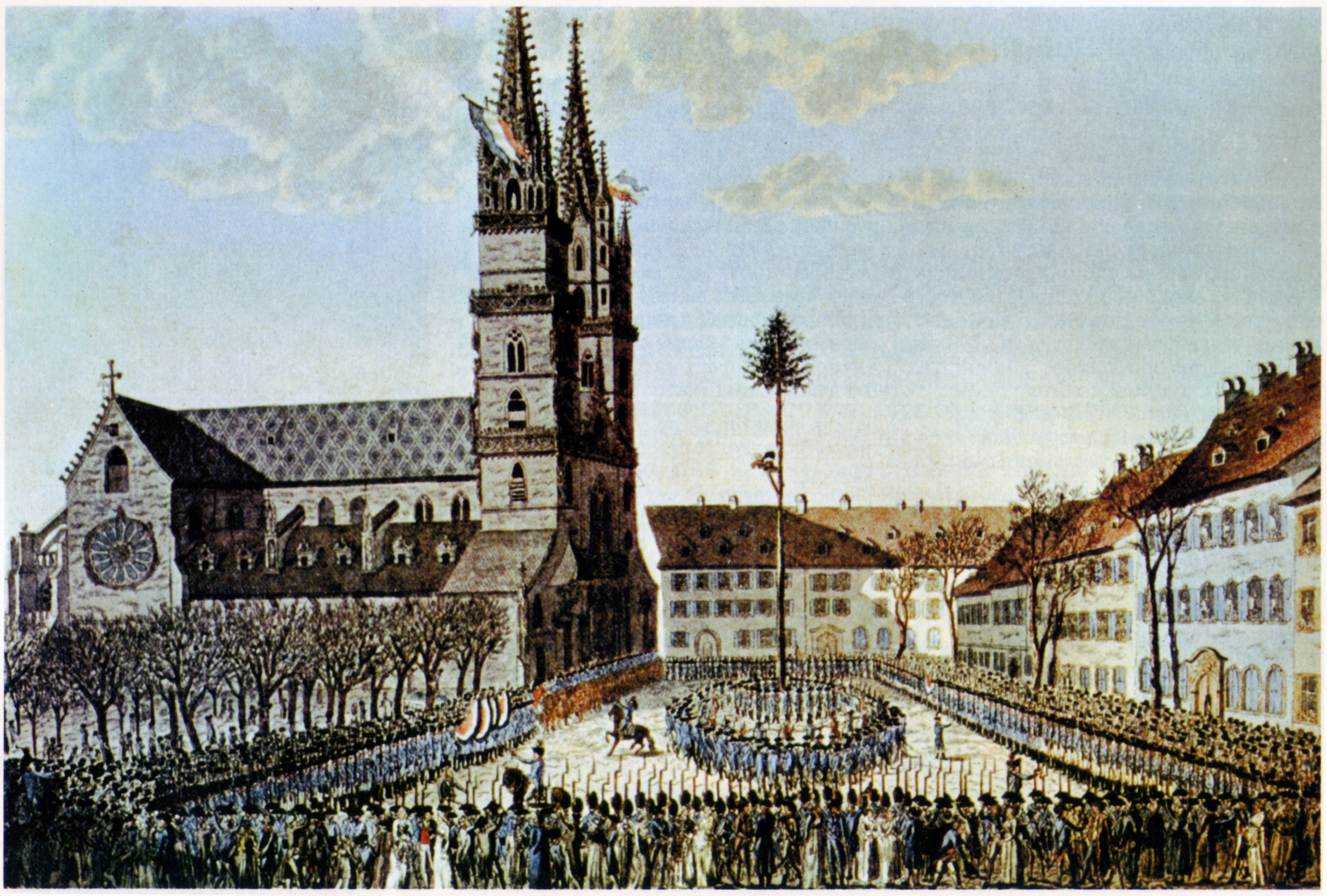
Vereinigungsfeier von Stadt und Landschaft Basel um den Freiheitsbaum auf dem Basler Münsterplatz am 20. Januar 1798. Das Aufrichten des Freiheitsbaums wurde in allen ehemaligen Untertanengebieten der Schweiz zum symbolischen Akt der Befreiung.

Die Waadt war in der Zwischenzeit am 28. Januar unter einem Vorwand von französischen Truppen besetzt worden, um die Lemanische Republik gegen Bern zu schützen. Die zu spät mobilisierten bernischen Truppen unter General Franz Rudolf von Weiss zogen sich kampflos zurück. Die Generäle Brune und Schauenburg rückten am 1. März auf Befehl des Direktoriums mit ihren Truppen vom Jura und vom Waadtland her gegen Bern vor, das vom Direktorium als Kern der Opposition gegen die Einheitsverfassung angesehen wurde.
In Paris fällte die Regierung offenbar im Februar den definitiven Entscheid, die Revolution in der Schweiz mit einer militärischen Intervention voranzutreiben. Generalmajor Karl Ludwig von Erlach, der den Oberbefehl über die Verteidigungsarmee Berns erhielt, wurde in seinen Anstrengungen durch Intrigen und Interventionen im Bernischen Kriegsrat stark behindert, da die Regierung und oppositionelle Kreise innerhalb des Patriziats gleichzeitig über seinen Kopf hinweg mit Brune über einen Regierungswechsel verhandelten. Als französische Truppen am 2. März gegen Solothurn und Freiburg vorrückten, kapitulierten beide Städte kampflos und liessen Bern damit in einer entscheidend verschlechterten strategischen Lage allein zurück.
Die französische Armee stand mit rund 35'000 Mann dem deutlich schwächeren bernischen Aufgebot von ca. 25'000 Mann gegenüber, wobei davon 4100 Mann Hilfstruppen waren. Verspätet trafen kleine Zuzüge aus Uri, Schwyz, Unterwalden, Luzern, Glarus, Zug, Zürich, St. Gallen und Appenzell Ausserrhoden ein – insgesamt rund 1440 Mann. Auch ein Regierungswechsel in Bern zugunsten einer provisorischen Regierung unter Karl Albrecht von Frisching konnte angesichts der Forderung Brunes, die Stadt Bern einer französischen Besatzung zu unterwerfen, eine Konfrontation nicht abwenden. Der Widerstand Berns wurde bei Fraubrunnen und im Grauholz gewaltsam gebrochen; der Sieg der Berner bei Neuenegg blieb ohne Wirkung. Am 5. März besetzten französische Truppen die Stadt Bern.
Der Widerstand Berns wurde in der Schweizer Geschichtsschreibung meist als «Rettung der Ehre der Schweiz» gewürdigt. Der Untergang Berns wurde aber auch als letztlicher Beweis dafür gewertet, dass das Ancien Régime in der Schweiz morsch und nicht mehr überlebensfähig gewesen sei. Während konservative Autoren wie Richard Feller betonen, dass die militärische Intervention in der Schweiz vor allem deshalb erfolgt sei, weil Frankreich unbedingt in den Besitz des reichen Berner Staatsschatzes kommen wollte – es gelangten rund 10,5 Millionen Pfund in bar und 18 Millionen Livres in Schuldverschreibungen in die Hände von General Brune, aus der übrigen Schweiz kamen bis im April noch einmal 16 Millionen Francs an Kontributionen zusammen –, sehen andere Autoren eher die militärisch-strategische Notwendigkeit und das französische Sicherheitsbedürfnis als ausschlaggebend an.

### Kampf um die neue Staatsordnung 1798

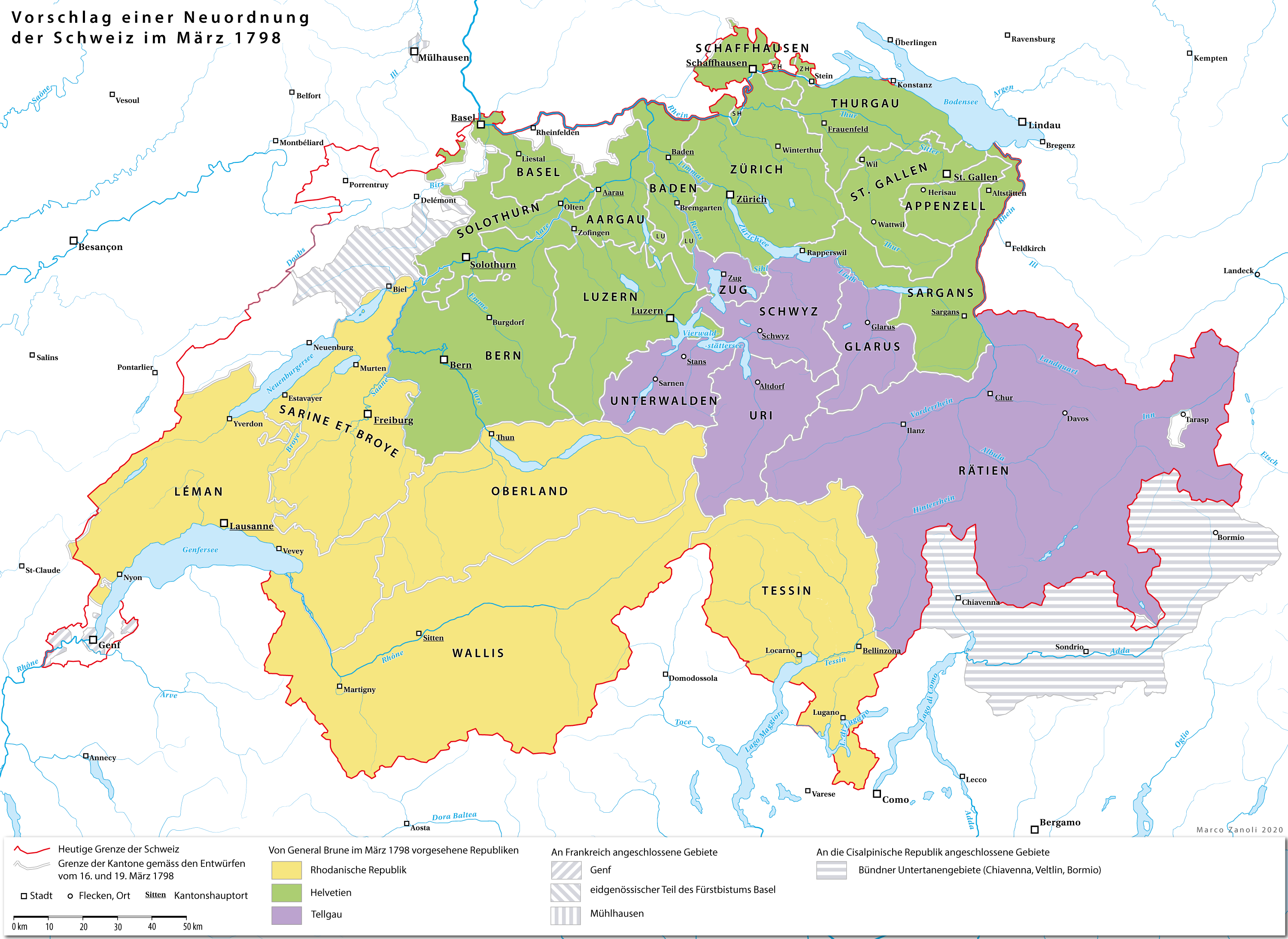
Vorschlag zur Aufteilung der Schweiz in drei Republiken vom 16./19. März 1798 (Guillaume Brune)

Über die neue Verfassung der Schweiz entbrannte zwischen Januar und März 1798 ein komplizierter Streit. Neben der in Paris abgesegneten Einheitsverfassung kursierten weitere Verfassungsentwürfe in den Kantonen, die je nachdem mehr oder weniger Autonomie für die Kantone sowie unterschiedliche Grenzziehungen vorsahen. Das Direktorium befahl deshalb am 27. Januar General Brune, die Eidgenossenschaft aufzuteilen, um primär die Verbindung zwischen Frankreich und Norditalien über die Pässe Simplon und Grosser St. Bernhard zu sichern.
Brune gründete darauf mit einer Proklamation am 16. März die Rhodanische Republik, bestehend aus der Waadt, Freiburg, dem Berner Seeland, dem Berner Oberland, dem Wallis und dem Tessin; Hauptstadt sollte Lausanne sein. Der Rest der Eidgenossenschaft sollte gemäss einer weiteren Proklamation vom 19. März zwei Staaten bilden: Die Helvetische Republik aus zwölf Kantonen mit der Hauptstadt Aarau und den «Tellgau», bestehend aus der Innerschweiz und Graubünden. Das Gebiet der Rhodanischen Republik war wohl für den späteren Anschluss an Frankreich vorgesehen.
Auf Intervention von Laharpe in Paris entschied das Direktorium sich schliesslich doch gegen den Teilungsplan, weshalb Brune am 22. März die Aufteilung widerrief. Ende März übergab Brune den Oberbefehl in der Schweiz an General Schauenburg. Als Statthalter in der Schweiz entsandte das französische Direktorium den Regierungskommissär Marie Jean François Philibert Lecarlier. Er verkündete der Schweiz zu seinem Amtsantritt am 28. März, dass der Pariser Entwurf der Helvetischen Verfassung verbindlich sei, und befahl die sofortige Konstituierung der Helvetischen Republik.
Am 12. April fanden sich unter Druck der französischen Besatzung in der provisorischen Hauptstadt Aarau 121 Deputierte der Kantone Aargau, Basel, Bern, Freiburg, Léman, Luzern, Oberland, Schaffhausen, Solothurn und Zürich ein und konstituierten die Helvetische Republik. Die Kantone der Inner- und Ostschweiz verweigerten den Beitritt. Als Nationalfarben legte man Grün, Rot und Gelb fest. Das erste Helvetische Direktorium, die Regierung, bestand aus Johann Lukas Legrand, Pierre-Maurice Glayre, Urs Viktor Oberlin, David Ludwig Bay und Alphons Pfyffer. Durch geschickte Taktik bei den Wahlen konnten die gemässigten Republikaner alle Sitze für sich gewinnen; die Patrioten Ochs und Laharpe wurden nicht gewählt. Die Position des Direktoriums wurde dadurch von Beginn weg geschwächt, da die Patrioten das Direktorium nicht stützten und ihre guten Kontakte bei den Franzosen dazu verwandten, die Politik der Republikaner zu untergraben.

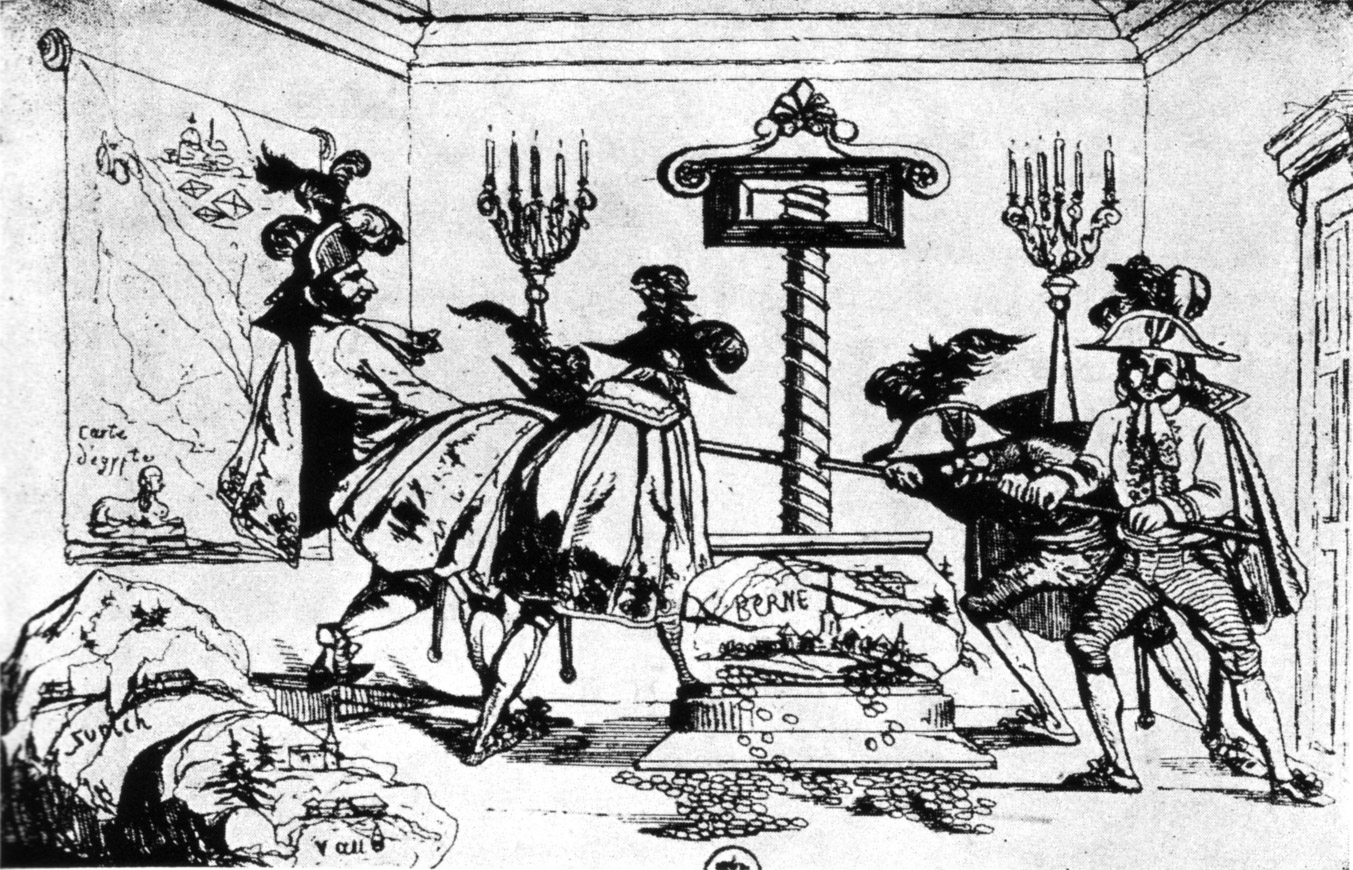
«L’or de la Suisse achètera l’Egypte». Französische Karikatur von 1798 auf die Finanzierung des Ägyptenfeldzugs durch die Ausplünderung der Eidgenossenschaft

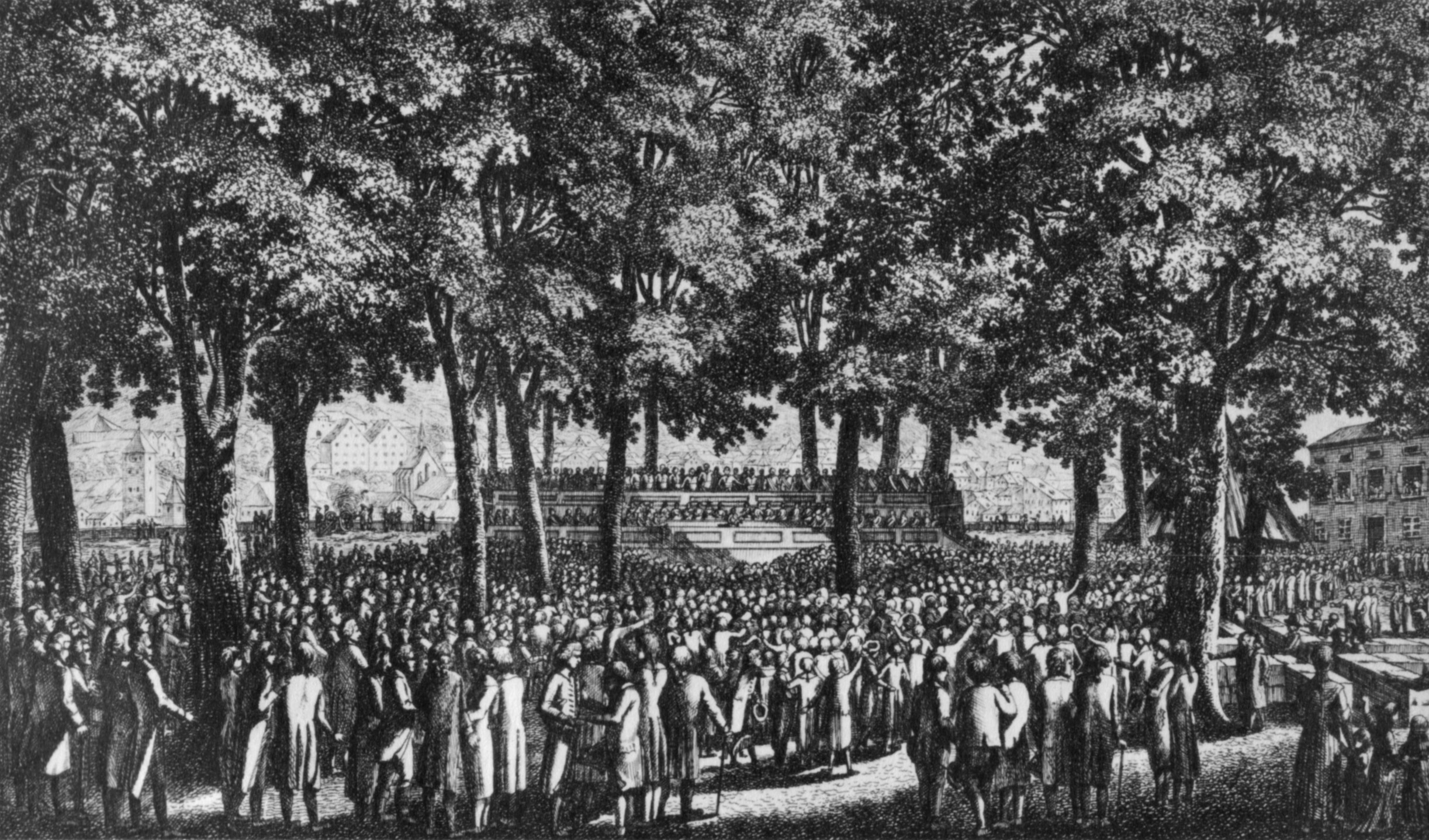
Die Bevölkerung der Stadt Zürich schwört den Bürgereid auf die Helvetische Verfassung

Schon bei der Konstituierung der Helvetischen Republik war die Uneinigkeit der Kantone durch die Abwesenheit der Kantone aus der Innerschweiz und der Ostschweiz offensichtlich geworden. Die Landsgemeindekantone wollten ihre Souveränität nicht opfern, die zahlreichen kleinen, erst während der Helvetischen Revolution in die Freiheit entlassenen Ostschweizer Kantone und Republiken hielten an der gerade gewonnenen Freiheit fest, und die alten Republiken Wallis und Drei Bünde sahen sich gar nicht mehr als Teil der Eidgenossenschaft.
Besonders in den katholischen Gebieten lehnte die Bevölkerung wegen antikirchlicher Massnahmen die Helvetische Verfassung als «Höllenbüchlein» ab. Die Patrizierfamilien fürchteten, ihren politischen Einfluss zu verlieren, aber auch ihre Einkünfte, die sich vornehmlich aus den Pensionen des Söldnerwesens und den Einkünften aus den Untertanengebieten speisten.

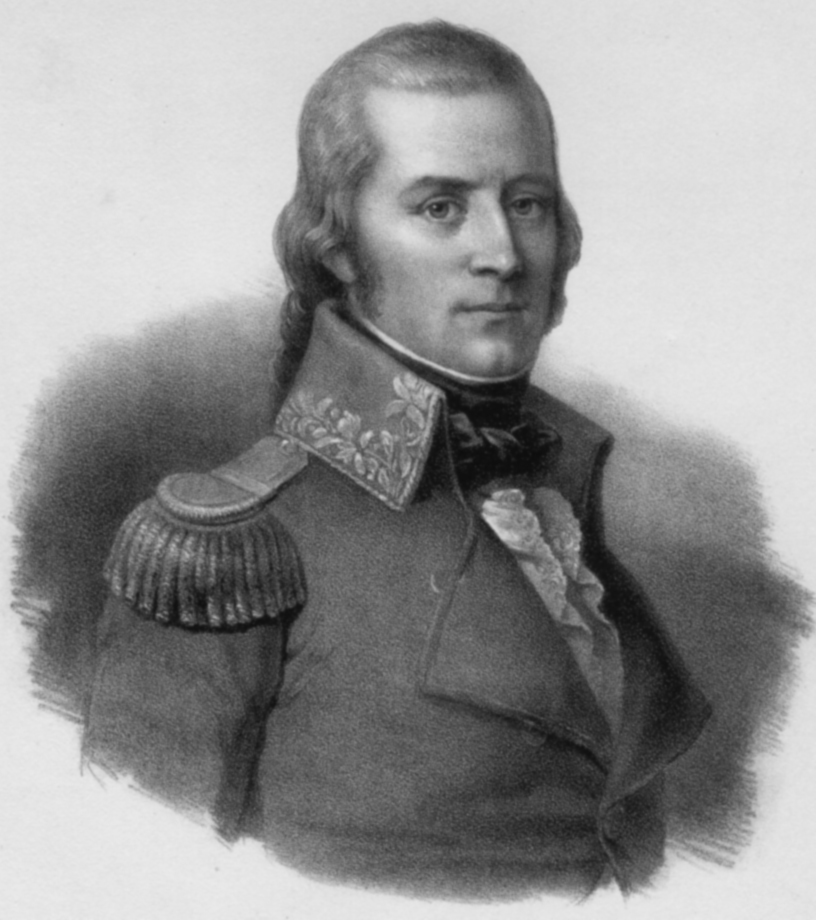
Alois von Reding, Landeshauptmann von Schwyz, führender Vertreter der Föderalisten

Auf die zunächst friedlichen Bemühungen der französischen Gesandten und der Vertreter der Helvetischen Republik hin schlossen sich einzig Obwalden und nach einem zwölftägigen Ultimatum vom 11. April 1798 auch die Ostschweizer Staaten (ausser dem Freistaat der Drei Bünde) der Republik an. Uri, Schwyz, Zug und Nidwalden gingen darauf unter dem Kommando des Schwyzer Landeshauptmanns Alois von Reding zum Angriff über und konnten bis ins Freiamt, nach Rapperswil, Luzern und über den Brünigpass vorstossen.
Als General Schauenburg zum Gegenangriff ansetzte, war der Widerstand jedoch nach drei Tagen gebrochen. Reding musste trotz militärischer Erfolge bei Rothenthurm am 4. Mai 1798 in eine ehrenvolle Kapitulation einwilligen. Der Widerstand des Wallis wurde ebenfalls durch französische Truppen am 17. Mai gebrochen. Die Konstituierung der helvetischen Kantone Bellinzona und Lugano in den ehemaligen Ennetbirgischen Vogteien im Tessin erfolgte dann im Juli und August.

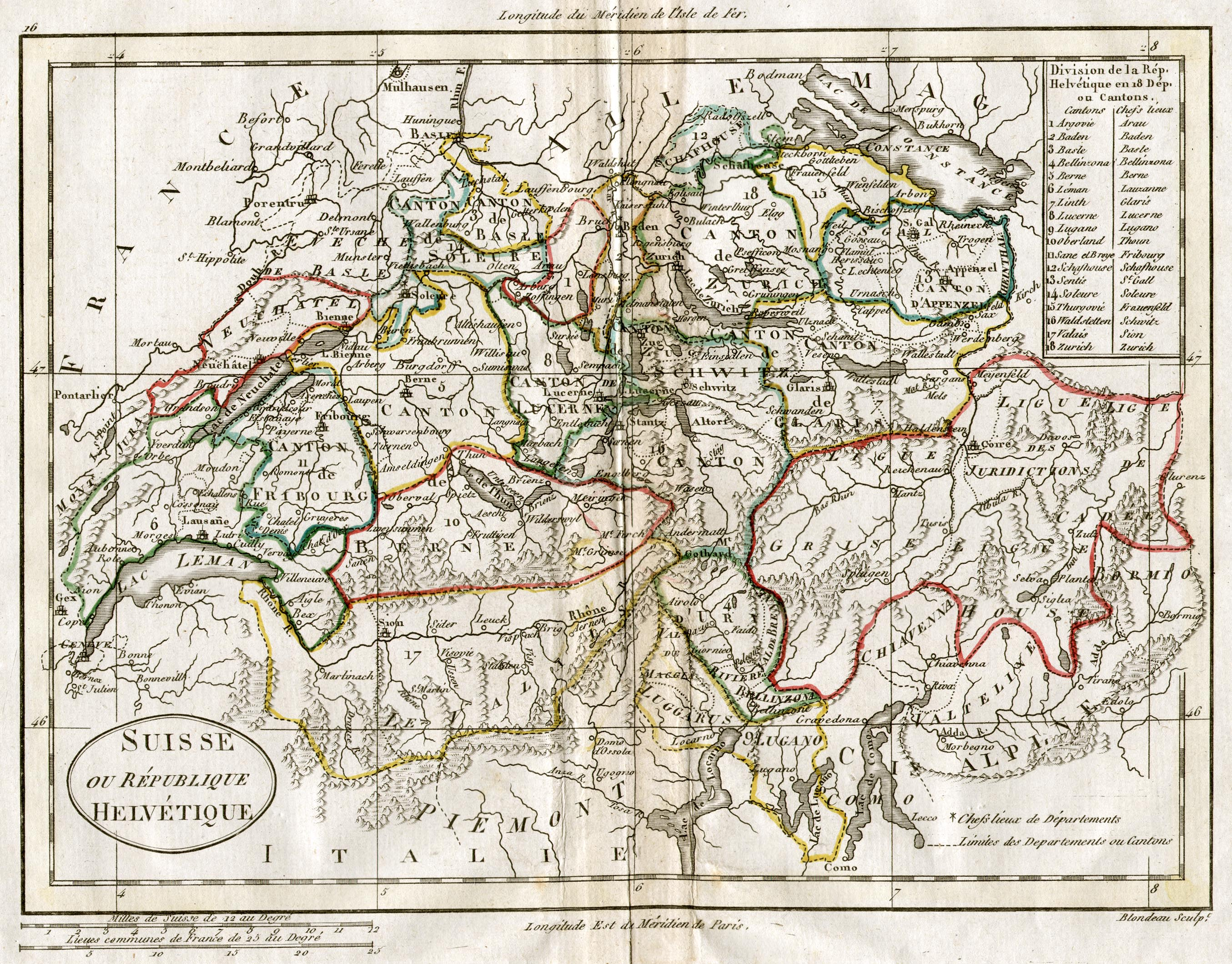
Historische Karte der Helvetischen Republik von 1798. Die neuen Grenzen der Kantone sind auf eine ältere Karte aufgedruckt

Die ursprüngliche Einteilung der Kantone der Helvetischen Republik wurde nach dem Widerstand der Innerschweiz noch einmal revidiert. Der Grosse Rat beschloss am 2. Mai 1798 auf den Vorschlag von Konrad Escher die Schaffung der Kantone Waldstätte, Säntis und Linth. Gemäss Proklamation des neuen französischen Regierungskommissär Jean-Jacques Rapinat an General Schauenburg vom 4. Mai 1798 wurden nach ihrer gewaltsamen Eroberung Uri, Schwyz, Zug und Unterwalden zum Kanton Waldstätte, Glarus mit dem Sarganserland, der March und Teilen des Rheintals zum Kanton Linth und beide Appenzell mit St. Gallen zum Kanton Säntis zusammengefasst.
Das politische Gewicht der als verfassungsfeindlich angesehenen Landkantone wurde so im Senat von 48 auf 12 und im Grossen Rat von 40 auf 15 reduziert. Die weitere Schwächung Berns durch die Gründung eines Kantons Oberland war bereits als einzige Neuerung gegenüber dem Pariser Entwurf von Lecarlier in die Helvetische Verfassung geschrieben worden.

### Verhältnis zu Frankreich und Probleme der Helvetischen Republik

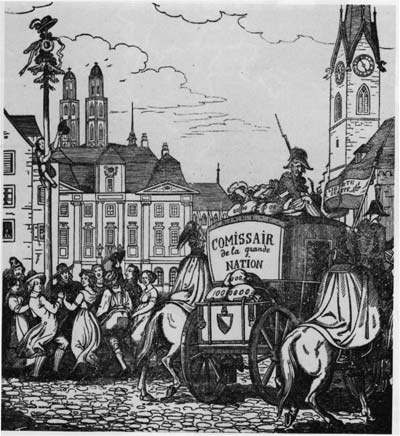
Karikatur auf die Helvetische Revolution: Während die Bevölkerung von Zürich um den Freiheitsbaum tanzt, schaffen die Franzosen den Staatsschatz weg (1848)

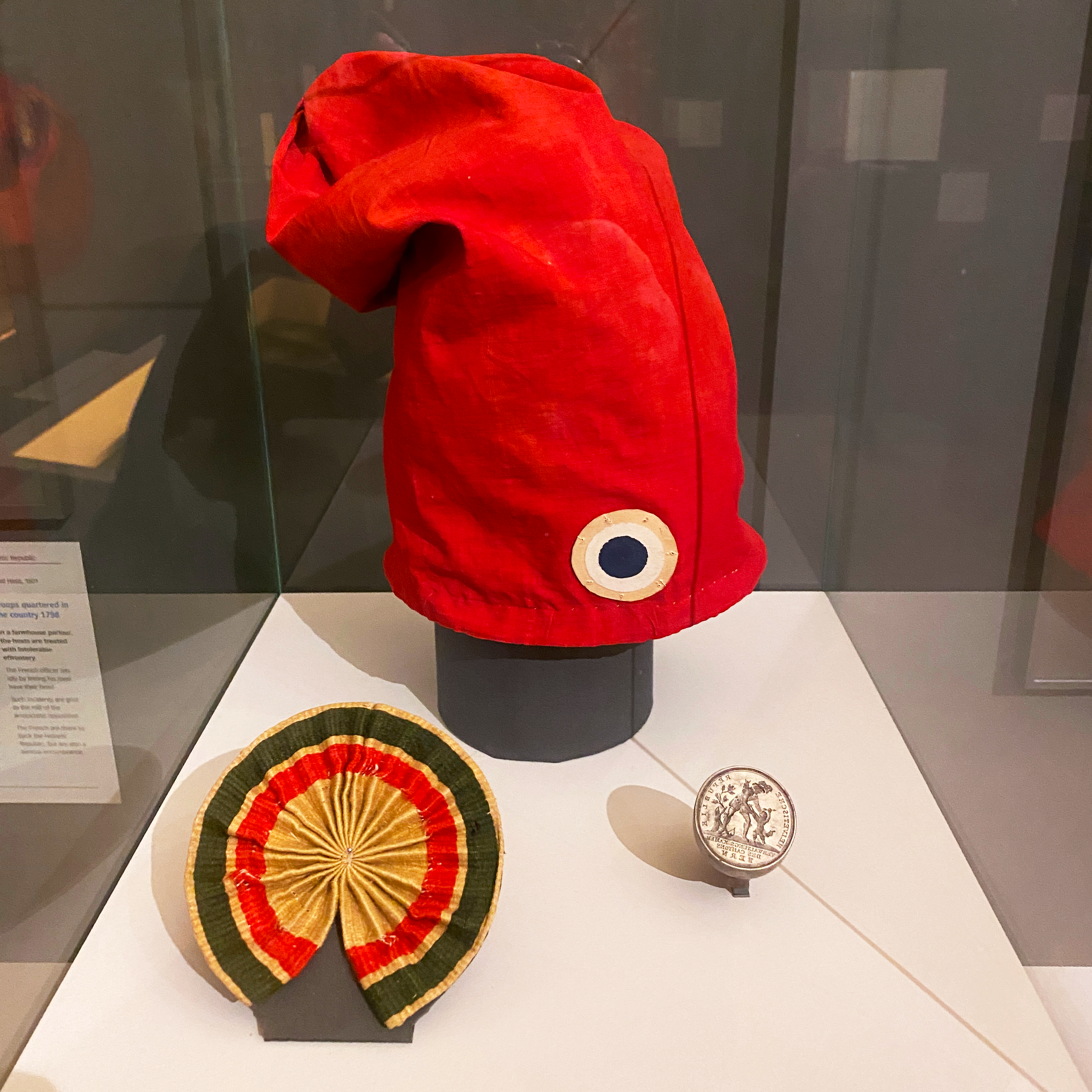
Jakobinermütze, Kokarde und Siegelstempel aus der Helvetik

Das grösste Problem für die Helvetische Republik war von Beginn weg bis zum Ende ihre Abhängigkeit von Frankreich. Je nach ihrer aussenpolitischen Interessenlage förderten die französischen Machthaber entweder die zentralistischen oder föderativen Interessengruppen im Land. Solange sich Frankreich im Kampf um die Hegemonie in Europa befand, wurden die Unitarier gefördert, die für ihre radikale Politik zugunsten des Einheitsstaates auf die Unterstützung der französischen Besatzungsarmee angewiesen waren. Nach der Sicherung Mitteleuropas durch Napoléon förderte dieser die Föderalisten, um die Schweiz politisch zu beruhigen, und versetzte damit der Helvetischen Republik den Todesstoss.
Eine der grössten Herausforderungen für die Republik stellte von Beginn weg die Finanzierung des für die damalige Schweiz ungewöhnlich grossen Staatsapparates und der französischen Besatzungskosten dar. Nicht nur hatte Frankreich das gesamte Staatsvermögen der Republiken Bern, Freiburg, Solothurn, Luzern und Zürich sowie ihre gesamten Zeughausbestände beschlagnahmt, sondern es waren darüber hinaus auch noch weitere 16 Millionen Francs als förmliche Kriegssteuer zu entrichten, die das Patriziat aufbringen sollte.
Mit dem Feldzug in die Schweiz soll – nach französischen Berechnungen – durch den französischen Staat die für damalige Verhältnisse ungeheure Summe von insgesamt 20 Millionen Francs eingenommen worden sein. Dabei sind die Kosten der Einquartierungen, Plünderungen, Unterschlagungen und die Bestechungsgelder nicht eingerechnet. Der grösste Teil der Gelder floss direkt in die Finanzierung des Ägyptenfeldzugs. Wegen der Lasten der Besatzung kam es zwischen dem helvetischen Direktorium und dem französischen Kommissär Jean-Jacques Rapinat zu ständigen Spannungen. Im Juni wurden deshalb auf dessen Druck die Direktoren Bay und Pfyffer abgesetzt und durch die Frankreich ergebenen Laharpe und Ochs ersetzt.
Das Verhältnis zwischen der Helvetischen Republik und Frankreich wurde durch einen förmlichen Allianzvertrag am 19. August 1798 abschliessend geregelt. Beide Staaten verpflichteten sich zu wechselseitiger defensiven und offensiven Unterstützung – die faktische Neutralität der Schweiz unter französischem Schutz des 17./18. Jahrhunderts endete damit definitiv. Frankreich wurde die freie Benützung der Heeresstrassen durch das Wallis über den Simplonpass und entlang des Rheins und des Bodensees in Kriegs- und Friedenszeiten zugesichert.
Frankreich verpflichtete sich dafür, die Versorgung der Helvetischen Republik mit Salz zu übernehmen, ihr Staatsgebiet und ihre Verfassung zu garantieren und – in geheimen Zusatzartikeln – das Fricktal, Rätien und Vorarlberg mit ihr zu vereinen. Die Besatzungstruppen sollten drei Monate nach der Ratifikation des Vertrages zurückgezogen werden. Nach dem Austausch der Ratifikationsurkunden am 19. September 1798 wurde die Helvetische Republik diplomatisch auch von allen mit Frankreich verbündeten Staaten sowie von Spanien anerkannt.

### Unterwerfung Nidwaldens und Zweiter Koalitionskrieg 1799

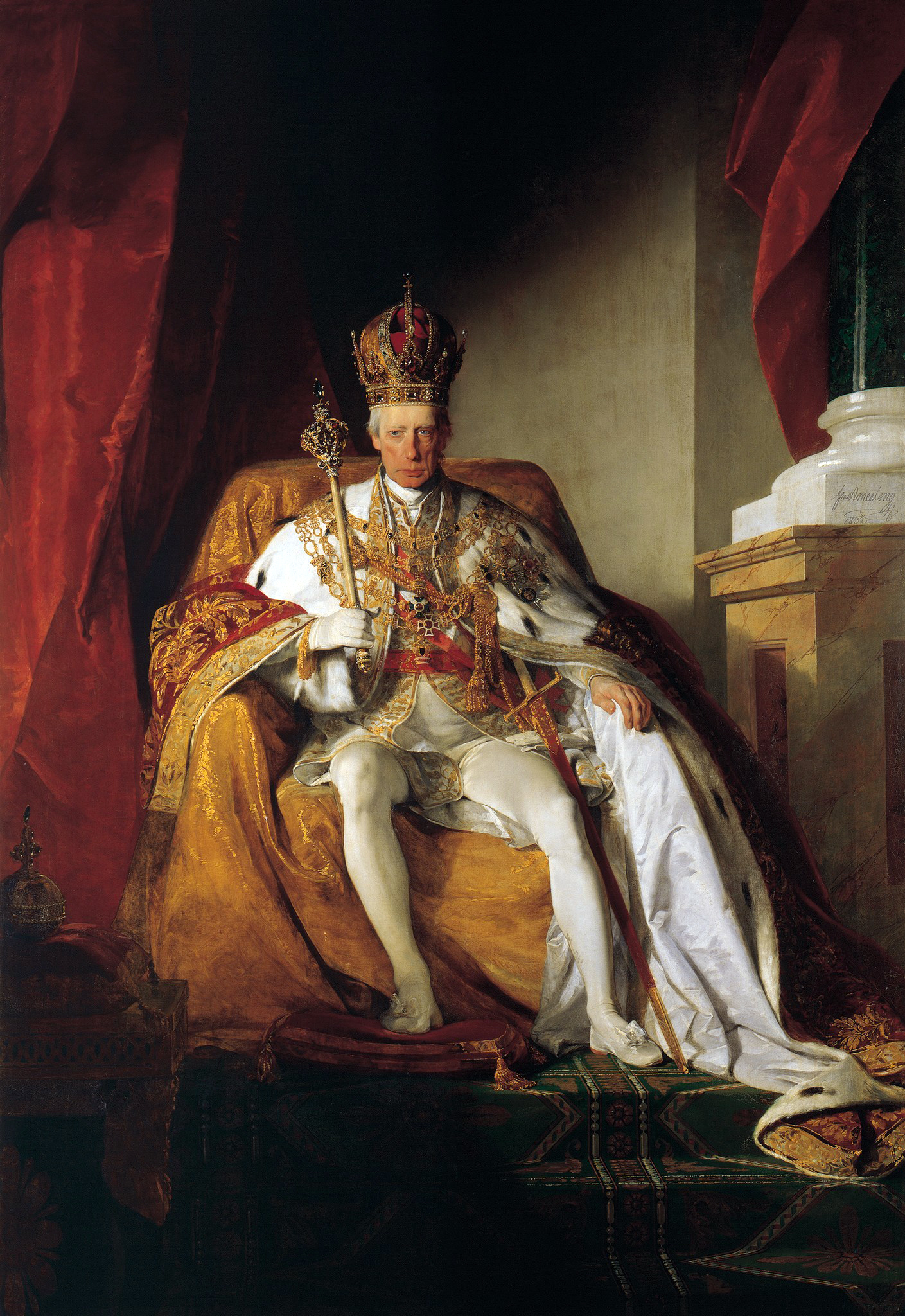
Der römische Kaiser Franz II., hier als Kaiser Franz I. von Österreich dargestellt (1832)

Der Kaiser des Heiligen Römischen Reiches, der Habsburger Franz II., erkannte die Helvetische Republik, die durch den Allianzvertrag zu einem französischen Vasallenstaat geworden war, nicht an. Aus diesem Grund flohen alle Feinde der Helvetischen Republik, sowohl die konservativen Aristokraten und Patrizier, als auch liberale Föderalisten, in den österreichischen Machtbereich und versuchten, vom Exil aus Widerstand zu organisieren. Mit österreichischem Geld wurde vor allem in der Innerschweiz und der Ostschweiz agitiert, um einen Aufstand gegen die neue Ordnung zu provozieren. Während in Raststatt noch über die neue Ordnung in Europa verhandelt wurde, schlossen Grossbritannien, Österreich, Russland, das Osmanische Reich, Portugal und Neapel sich zur zweiten Koalition gegen Frankreich zusammen und bereiteten sich für den Krieg vor. Dieser sollte hauptsächlich in Deutschland, der Schweiz und Oberitalien geführt werden, wobei die französischen Truppen durch Aktionen in Süddeutschland zur Räumung der Schweiz gezwungen werden sollten. Das noch unabhängige und nicht französisch besetzte Graubünden sollte als Ausgangspunkt für die österreichischen Aktionen gegen die Helvetische Republik dienen, wobei bei Kriegsbeginn Aufstände in der Republik die französische Besatzungsarmee zusätzlich schwächen sollten.
Im August 1798 begann die Agitation erste Früchte zu tragen. Seit dem 12. Juli bestand die gesetzliche Pflicht, dass jeder Bürger der Republik einen Eid auf die Verfassung ablegen musste. In fast allen Kantonen wurde der Eid ohne Widerstand öffentlich geleistet, nur in Schwyz und Nidwalden weigerte sich aufgrund der Aufwiegelung der Kirche und der Exilanten ein Teil des Volkes und begann am 18. August den Aufstand gegen die Republik. Nach gescheiterten Vermittlungsversuchen marschierten französische Truppen am 9. September zum zweiten Mal in die Innerschweiz ein und brachen den Widerstand mit äusserster Härte (→Schreckenstage von Nidwalden). Österreich konnte jedoch die Aufständischen nicht wie von diesen erhofft unterstützen, da es noch nicht kriegsbereit war. Anschliessend wurden alle verbliebenen Sonderrechte der Innerschweiz aufgehoben, und die helvetischen Räte siedelten im Oktober 1798 in die verfassungsmässige Hauptstadt Luzern über.
In Graubünden entwickelte sich die politische Situation ebenfalls im österreichischen Sinn. Im Juli 1798 kam es zu einem Referendum über den Anschluss an die Helvetische Republik, das negativ ausfiel. Das am 6. August bekannt gegebene Ergebnis lautete, dass 11 Hochgerichte für den Anschluss, aber 34 dagegen stimmten und 16 eine Verschiebung des Anschlusses wünschten. Ein wichtiges Argument gegen den Anschluss war die seit 1518 bestehende Erbeinigung mit Österreich sowie die habsburgischen Herrschaftsrechte in Rhäzüns. Die Patrioten begannen nun, in den revolutionär gesinnten Gerichten trotzdem Freiheitsbäume aufzurichten. Die Gerichte Maienfeld und Malans, ein gemeinsames Untertanengebiet der Bünde, ersuchten um Aufnahme in die Helvetische Republik. Der Bundestag von Ilanz ersuchte darauf in Berufung auf die Erbeinigung im September 1798 Österreich um bewaffnete Unterstützung. Am 18. Oktober rückten österreichische Truppen unter General Auffenberg im Churer Rheinland und im Oberengadin ein.

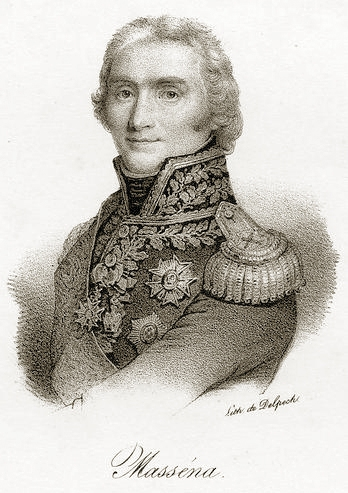
Der französische General André Masséna

Inzwischen begann in Italien ein Krieg zwischen Frankreich und den Verbündeten Sardinien-Piemont und Neapel. Ende Oktober 1798 verlangte Frankreich von der Helvetischen Republik die Stellung von 18'000 Mann Hilfstruppen. Der Kommandant der französischen Armee auf dem Boden der Helvetischen Republik, André Masséna, hatte jedoch grosse Schwierigkeiten, diese Truppe anzuwerben, weil die helvetischen Behörden gleichzeitig versuchten, eine eigene Armee aufzustellen – es kamen deshalb nie mehr als 4000 Mann zusammen. Im März 1799 eröffnete Frankreich den Zweiten Koalitionskrieg gegen Österreich mit Angriffen am Oberalppass, am Kunkelspass sowie am Rhein zwischen Trübbach und Vaduz auf den St. Luzisteig und Feldkirch. Die französischen Generäle Masséna, Demont und Lecourbe verdrängten die österreichischen Truppen dabei erfolgreich aus den Drei Bünden und stiessen bis Ende März über das Engadin bis in den Vinschgau bei Mals und in Tirol bis Pfunds vor, scheiterten aber bei Feldkirch. Am 29. März ersuchte die provisorische Regierung der zurückgekehrten Bündner Patrioten die Helvetische Republik um den Anschluss, der am 21. April vollzogen wurde.

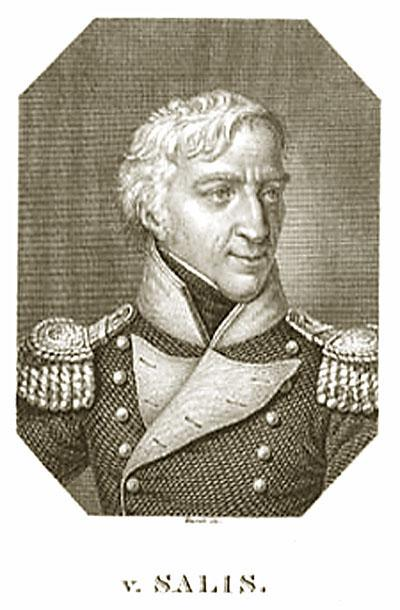
Der «Dichtergeneral» der Helvetischen Republik, Johann Gaudenz von Salis-Seewis

Nach den Niederlagen Frankreichs in den Schlachten bei Ostrach und Stockach nördlich des Bodensees am 21. bzw. am 25. März und Italien an der Adda am 25.–27. April wandelte sich die strategische Lage schlagartig zu Ungunsten Frankreichs und der Helvetischen Republik. Am 13. April besetzten die habsburgisch-österreichischen Truppen Schaffhausen, überschritten aber vorläufig nicht den Rhein. Im Süden wurde Mailand von russischen Truppen unter General Suworow Ende April eingenommen. Die helvetischen Behörden begannen fieberhaft mit dem Aufbau der helvetischen Armee und der Beschaffung der dazu nötigen Finanzmittel. Augustin Keller wurde zum General der helvetischen Truppen ernannt, Johann Gaudenz von Salis-Seewis zum Generalstabschef. Bis am 20. April kamen ca. 22'000 Mann helvetische Truppen zusammen, die jedoch schlecht ausgerüstet und untrainiert waren. Das Direktorium erhielt aber von den Räten vorläufig nicht die Erlaubnis, Österreich den Krieg zu erklären, da eine relativ grosse Fraktion nach wie vor darauf hoffte, den Konflikt noch zu vermeiden.
Die Nähe der feindlichen Truppen, denen die Althelvetische Legion, ein Korps aus schweizerischen Emigranten unter Alexandre de Rovéréa, angeschlossen war, motivierte die der Republik feindlich gesinnten Kräfte im Sommer 1799 zu zahlreichen gegenrevolutionären Aufständen. Das Direktorium musste erneut französische Truppen anfordern, die unter Oberstleutnant Nicolas-Jean de Dieu Soult die Aufstände schnell niederschlugen. Heftige Kämpfe im Oberwallis, in Urseren und Disentis verwüsteten erneut ganze Landstriche. Allein beim Gefecht bei Domat/Ems starben rund 600 Aufständische aus dem Bündner Oberland.
General Masséna verfügte in Helvetien insgesamt über 60'000 Mann französische Truppen, die entlang des Rheins verteilt waren. Auf der anderen Seite des Rheins standen drei Armeen mit rund 100'000 Mann unter den Kommandeuren Karl von Österreich-Teschen nördlich von Schaffhausen und Friedrich von Hotze im Vorarlberg, während General Heinrich von Bellegarde in Tirol bereitstand. Die Österreicher eröffneten den Kampf um die Schweiz am 30. April. Zuerst eroberten sie Graubünden, dann die Ostschweiz und warfen die Franzosen auf Zürich zurück.
Nach der Ersten Schlacht bei Zürich am 4. Juni 1799 musste Masséna sich zurückziehen, die Österreicher besetzten auch die Innerschweiz, das Tessin und das Oberwallis. Im Gefolge der kaiserlichen Truppen kehrten die Emigranten in die «befreiten» Gebiete zurück und versuchten, ihre verlorenen Herrschaften wieder aufzurichten, etwa Fürstabt Pankraz Forster in St. Gallen. Geistiger Führer der restaurativen Kräfte war der Berner Staatsrechtler Karl Ludwig von Haller. Eine von ihm veröffentlichte revidierte Verfassung für die Eidgenossenschaft sah eine Wiederherstellung der Souveränität der Dreizehn Orte und der Untertanengebiete vor. Der Staatenbund sollte allerdings eine stärkere Zentralgewalt erhalten als vor 1798.

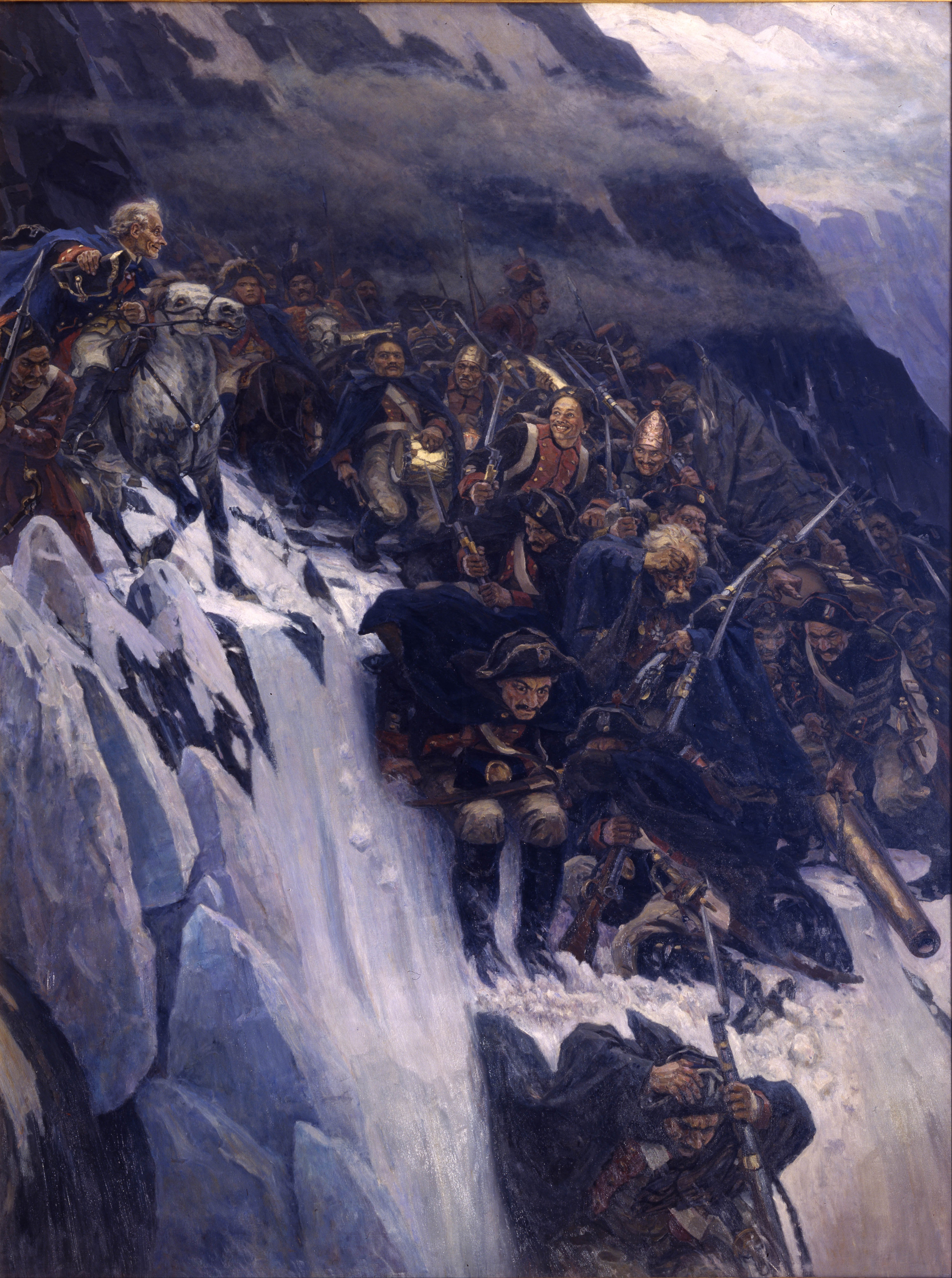
Die Armee des russischen Generals Suworow überquert die Alpen. Heroisierende Darstellung aus Russland (1899)

Die Helvetische Republik geriet durch die drohende französische Niederlage in Bedrängnis. Zwar kam es unter dem Eindruck der im Frühjahr erfolgten gewaltsamen Niederschlagung der Unruhen nicht wie von Österreich erhofft zu breiten Aufständen, aber das helvetische Heer löste sich im Chaos des Rückzuges nach der Ersten Schlacht bei Zürich fast vollständig auf. Am 25. Juni zwang das helvetische Direktorium Peter Ochs zum Rücktritt, weil er als Parteigänger Frankreichs galt. Man hoffte, durch diesen Schritt doch noch in letzter Minute von Frankreich und der Koalition die Neutralität zugestanden zu bekommen. In der Zwischenzeit erhielt der österreichische General Karl von Österreich den Befehl, seine Armee nach Deutschland zu verlegen. Die österreichischen Truppen bei Zürich sollten durch russische Truppen unter Korsakow und Suworow ersetzt werden, die dann den Angriff auf Masséna fortführen sollten. Durch den Fehlschlag dieser Umgruppierung wendete sich das Blatt wieder zugunsten Frankreichs.
General Masséna setzte bei Dietikon über die Limmat und schlug in der Zweiten Schlacht bei Zürich am 25./26. September die russischen Truppen unter Korsakow und Lecourbe vertrieb die Österreicher aus Uri, Schwyz und Glarus. Mit Angriffen beim Grimsel und Simplon gelang es auch die strategisch wichtigen Pässe Simplon und Gotthard unter französische Kontrolle zu bringen und den bevorstehenden Alpenübergang der russischen Truppen unter Suworow zu stören. Bis Oktober standen die französischen Truppen wieder am Rhein zwischen Koblenz, Schaffhausen, Konstanz und Sargans. General Suworow gelangte mit seinen russischen Truppen vom Tessin her zwar nach seinem Sieg beim Gotthard bis nach Uri, konnte aber danach nicht wie geplant nach Zürich vorstossen und musste sich unter hohen Verlusten aus Altdorf über den Chinzig nach Muotatal, dann über den Pragel nach Glarus und schliesslich über den Panixerpass ins österreichisch besetzte Graubünden retten. Die russischen Truppen zogen sich anschliessend nach Deutschland zurück, wonach die Franzosen auch den östlichen Teil Graubündens zwischen Reichenau und dem Oberalppass besetzten.
Der Zweite Koalitionskrieg hatte die Helvetische Republik bis an die Grenzen ihrer Leistungsfähigkeit gebracht. Zwar wurden überall nach der französischen Rückeroberung die Freiheitsbäume wieder aufgerichtet, aber die Begeisterung hielt sich angesichts enormer Kriegsschäden und erneuter Kontributionen in Grenzen. General Masséna verbrachte nämlich mit seiner ganzen Armee auch noch den Winter in der Ostschweiz. Berühmt geworden sind die gut dokumentierten Kriegslasten des Urserentals: 1034 Einwohner der Talschaft hatten im Sommer/Herbst 1799 insgesamt 48'044 Übernachtungen von Offizieren und 913'731 Übernachtungen von Soldaten aller Kriegsparteien erlebt und praktisch ihre gesamte Viehhabe, ihren Besitz und ihre Vorräte verloren. Daneben war 1799 auch eine Missernte zu beklagen gewesen, weshalb Teuerung, Elend und Verzweiflung sich breitmachten. Die helvetische Regierung sah sich mangels Steuereinnahmen und daher chronisch leerer Kasse kaum dazu in der Lage, den verwüsteten Kantonen Hilfe zu leisten.

### Erster Staatsstreich vom 8. Januar 1800

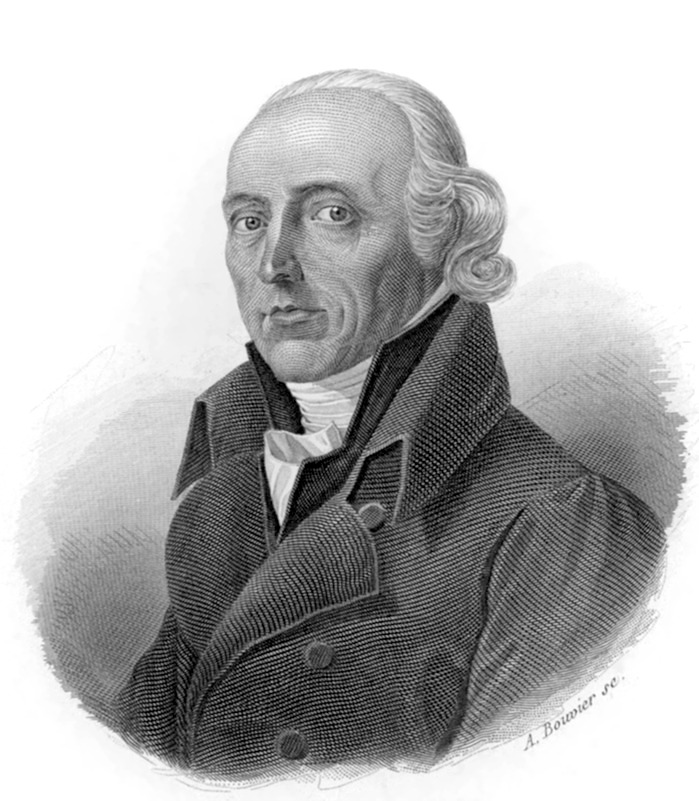
Hans Konrad Escher aus Zürich, einer der führenden Köpfe der Republikaner

Die Erschütterung der Helvetischen Republik durch den Zweiten Koalitionskrieg führte zu einer Spaltung der Anhänger der Revolution in zwei Gruppen. Neben den Patrioten, die sich als Volkspartei sahen und ihren stärksten Rückhalt in den ehemaligen Untertanengebieten der Stadtkantone bzw. den Gemeinen Herrschaften hatten, standen die Republikaner. Sie befürworteten zwar die Rechtsgleichheit und den Einheitsstaat, vertraten aber das liberale, gebildete städtische Bürgertum. Deswegen bekämpften sie das allgemeine Wahlrecht, das sie durch ein Zensuswahlrecht ersetzen wollten.
Sie bekämpften auch vehement alle Versuche des Direktoriums, durch Sondersteuern zusätzliche Geldmittel aus den Städten und dem Bürgertum zu erhalten, um die Krisensituation zu bewältigen. Da in den bisher herrschenden Städten Bildung das Monopol der reichen und mächtigen Familien gewesen war, kann man die Republikaner als gemässigte Aristokraten bezeichnen, denn ihre wichtigsten Exponenten kamen alle aus dem Kreis vornehmer und reicher Familien, etwa Hans Konrad Escher, Paul Usteri, Albrecht Rengger, Bernhard Friedrich Kuhn.

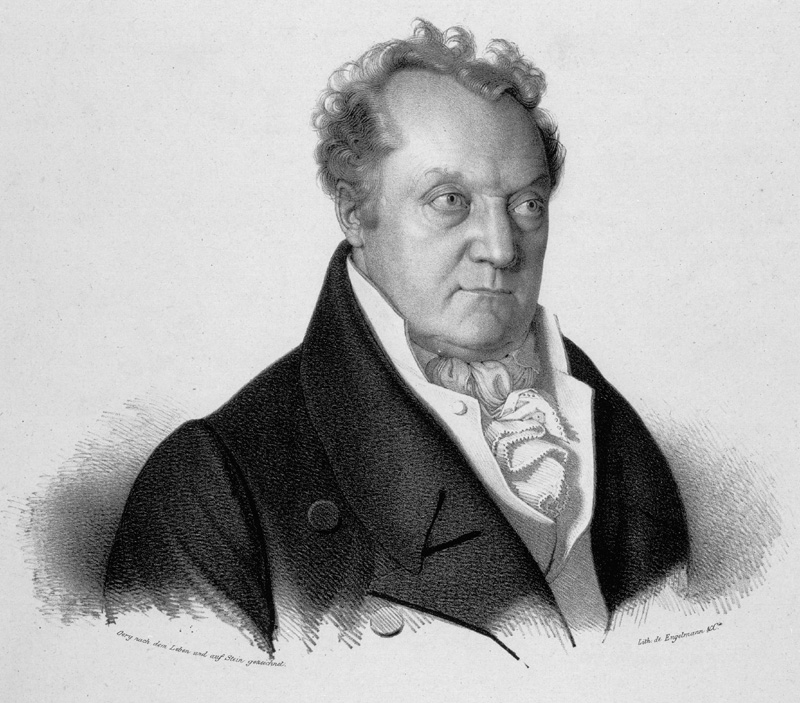
Paul Usteri, Herausgeber der Zeitschrift Der Republikaner

Nach der Erhebung Napoléons zum 1. Konsul im Dezember 1799 entzog Frankreich den radikalen Patrioten die Unterstützung und wandte sich den gemässigten Republikanern zu. Am 7. Januar 1800 gelang es deswegen den Republikanern, in beiden Kammern des helvetischen Parlaments einen Beschluss durchzubringen, mit dem die Direktoren Laharpe, Oberlin und Secrétan abgesetzt wurden und das Direktorium als Institution überhaupt abgeschafft wurde. An dessen Stelle trat nach dem Staatsstreich ein provisorischer Vollziehungsausschuss, bestehend aus den ehemaligen Direktoren Glayre, Dolder und Savary, dem ehemaligen Minister Finsler sowie drei Vertretern der Republikaner, Karl Albrecht von Frisching, Karl von Müller-Friedberg und Carl Heinrich Gschwend.
Der Sturz der Patrioten beruhigte vorübergehend die politische Lage. Eine politische Amnestie ermöglichte den Emigranten die Rückkehr, womit die reaktionären Kräfte noch gestärkt wurden. Gegenüber Frankreich bestand der Vollziehungsausschuss energisch auf der Anerkennung der Neutralität und der Bezahlung der von der französischen Armee verursachten Kosten. Die Helvetische Republik blieb im weiteren Verlauf des Krieges wenigstens von Kampfhandlungen verschont und erhielt bis in den Sommer aus den durch Frankreich zurückeroberten Gebieten Schaffhausen, das Tessin und Graubünden zurück.

### Zweiter Staatsstreich vom 7. August 1800
Die Regierung und das Parlament der Republik befassten sich seit dem Staatsstreich fast ausschliesslich mit der Frage, wie die Helvetische Verfassung zu revidieren sei. Verschiedene Verfassungsentwürfe machten die Runde, die entweder durch ein kompliziertes Wahlverfahren über mehrere Stufen die Bürger faktisch entmachteten oder ein eher repräsentatives System vorsahen.
Da Patrioten und Republikaner sich im Parlament nicht einigen konnten, verfügte der Vollziehungsausschuss am 7. August 1800 mit Unterstützung Frankreichs die Auflösung des Parlaments und das Inkrafttreten einer neuen Verfassung, die einen gesetzgebenden Rat von 43 Mitgliedern und einen Vollziehungsrat von 7 Mitgliedern vorsah. Der Vollziehungsausschuss bestimmte 35 Räte aus den Reihen des aufgelösten Parlaments, die ihrerseits weitere 8 Mitglieder bestimmten. Der so neu konstituierte Rat wählte schliesslich die neue Exekutive, der neben einigen Mitgliedern des Vollziehungsausschusses neu Karl Friedrich Zimmermann, Johann Jakob Schmid und Vinzenz Rüttimann angehörten.

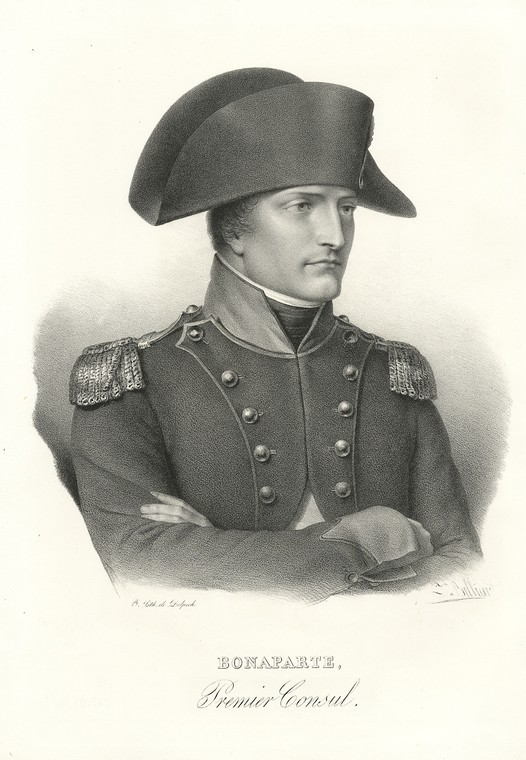
Napoléon Bonaparte als Erster Konsul der Französischen Republik. Lithographie von 1798/99

Seit den Staatsstreichen des Jahres 1800 versuchten alle Parteien der Schweiz, via Paris Einfluss auf die politische Entwicklung in der Helvetischen Republik zu nehmen. Man unterschied nun die Parteien nur noch nach Unitariern und Föderalisten. Während die ersteren die Beibehaltung des Einheitsstaates befürworteten und mehr oder weniger radikale Anhänger der Revolution waren, wollten letztere die kantonale Souveränität wiederherstellen und die Volkssouveränität zugunsten der Patrizier wieder einschränken.
Der grösste Fürsprecher der Föderalisten in Paris war der französische Gesandte in Helvetien, Karl Friedrich Reinhard, während Pierre-Maurice Glayre die Unitarier und die helvetische Regierung vertrat. Im Januar 1801 überbrachte Albrecht Rengger einen geheimen Verfassungsentwurf an Glayre, der Napoléon vorgelegt werden sollte. Der Entwurf führte zwar den Einheitsstaat weiter, jedoch mit einem weit komplizierteren Institutionengefüge. Als wichtigste Neuerungen waren ein Präsident der Exekutive und die Einschränkung des Wahlrechts durch einen Zensus vorgesehen. Napoléon ging jedoch vorläufig nicht darauf ein, da er mit der Kriegsführung beschäftigt war und jedes Interesse daran hatte, die helvetische Regierung nicht zu sehr zu stärken.
Am 9. Februar 1801 endete mit dem Frieden von Lunéville der Zweite Koalitionskrieg. Die Friedensbedingungen zwangen Österreich zur Anerkennung der Helvetischen Republik. Zusätzlich wurde in geheimen Zusatzartikeln Frankreich auch das Recht eingeräumt, über deren Verfassung zu verfügen. Die territorialen Wünsche der helvetischen Regierung wurden nicht berücksichtigt, Napoléon liess sich von Österreich aber das Fricktal abtreten, das er gegen das Wallis tauschen wollte. Mit dem Bau einer neuen Heeresstrasse über den Simplonpass gedachte Napoléon die französischen Interessen in Norditalien abzusichern. Als weiteren Anreiz für den Tausch wurde der Helvetischen Republik die Anerkennung ihrer Neutralität durch Frankreich in Aussicht gestellt.

### Verfassung von Malmaison 1801

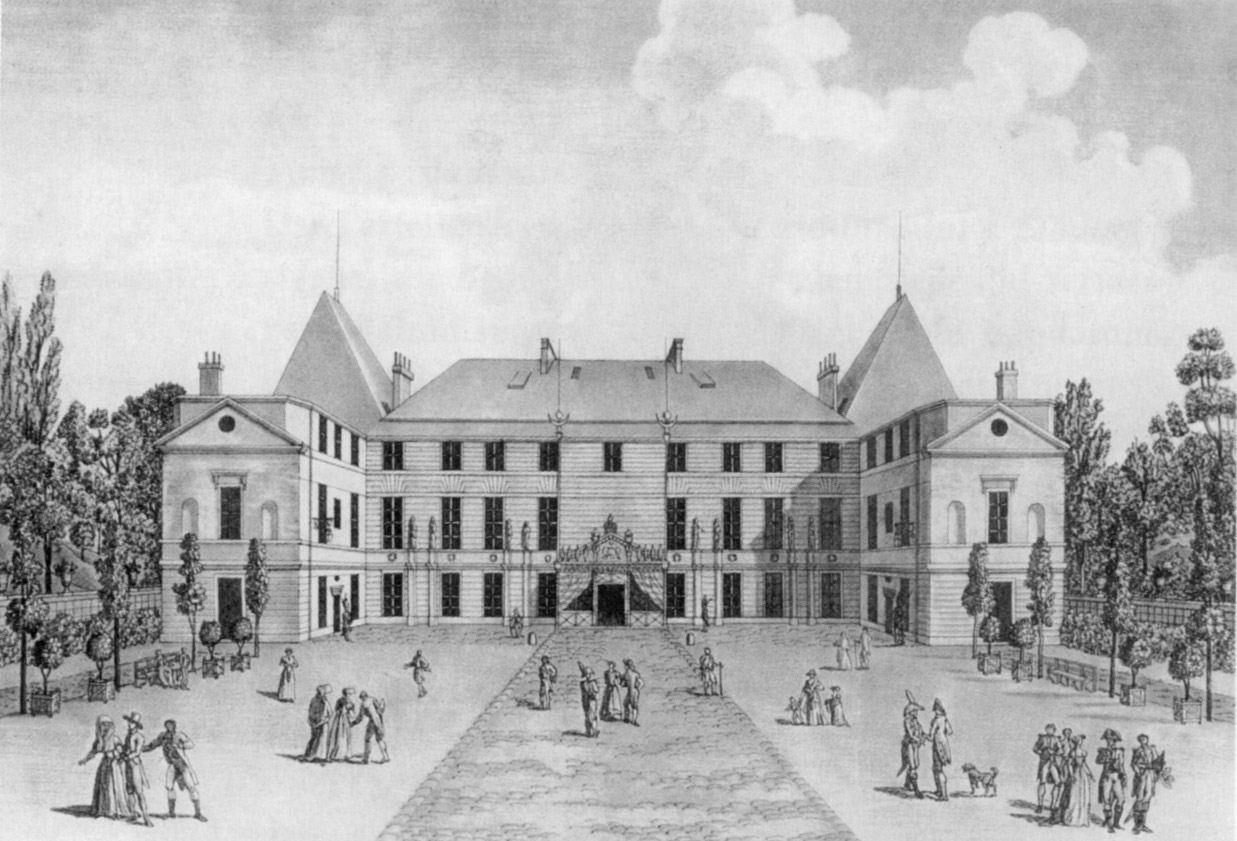
Das Schloss Malmaison, private Residenz Napoléons und zeitweise Sitz der französischen Regierung 1799–1802

Am 29. April 1801 empfing Napoléon auf Schloss Malmaison Pierre-Maurice Glayre und Philipp Albert Stapfer zu einer Unterredung über die künftige Verfassung der Helvetischen Republik. Dabei verwarf Napoléon den Verfassungsentwurf der helvetischen Regierung und händigte nach kurzen Verhandlungen am 9. Mai den beiden Gesandten eine selbst entworfene Verfassung aus, die sie als Ultimatum an ihre Regierung überbringen mussten. Diese sogenannte «Verfassung von Malmaison» bestätigte zwar die Einheit der Helvetischen Republik, gab ihr jedoch gleichzeitig die Struktur eines Bundesstaats.
Neben der Zentralgewalt waren 17 Kantone vorgesehen, die ihre inneren Verfassungen selbst ausgestalten sollten. Die Zentralgewalt bestand aus einer Tagsatzung und einem Senat. Die Tagsatzung setzte sich aus 77 Vertretern der Kantone zusammen, die gemäss ihrer Bevölkerungszahl vertreten waren. Der Senat aus 25 Mitgliedern war von der Tagsatzung zu wählen und bildete die ausführende wie die gesetzgebende Gewalt. Zwei Landammänner standen dem Senat vor; ein vierköpfiger Kleiner Rat bildete unter dem Vorsitz der abwechselnd regierenden Landammänner die engere Exekutive. Die Tagsatzung trat eigentlich nur in Aktion, wenn ein Gesetzesentwurf des Senats nicht von mehr als 12 Kantonen angenommen worden war.
Der Bundesebene standen die höhere Polizeigewalt, die Wehrhoheit, die Aussenpolitik, das Bildungswesen, das Zivil- und Strafrecht, das Salz-, Post-, Berg-, Zoll- und Münzregal zu. Die Verfassungen der Kantone waren nicht näher geregelt, ausser dass an ihrer Spitze ein vom regierenden Landammann zu wählender Statthalter stehen sollte. Im Vergleich mit der Ersten Helvetischen Verfassung bedeutete die Verfassung von Malmaison einen Sieg für die Föderalisten. Als besonderes Zugeständnis wurde auch der Kanton Waldstätte wieder in die vier ursprünglichen Kantone aufgeteilt. Als «bittere Pille» war das Wallis nicht mehr unter den Kantonen aufgeführt, sondern zur Annexion an Frankreich vorgesehen. Als Entschädigung sollte das Fricktal dienen, das von Österreich an Frankreich abgetreten worden war. Schliesslich wurde das allgemeine Wahlrecht insofern eingeschränkt, als dass Mindestvermögen für die Wählbarkeit in die Institutionen festgelegt wurden.

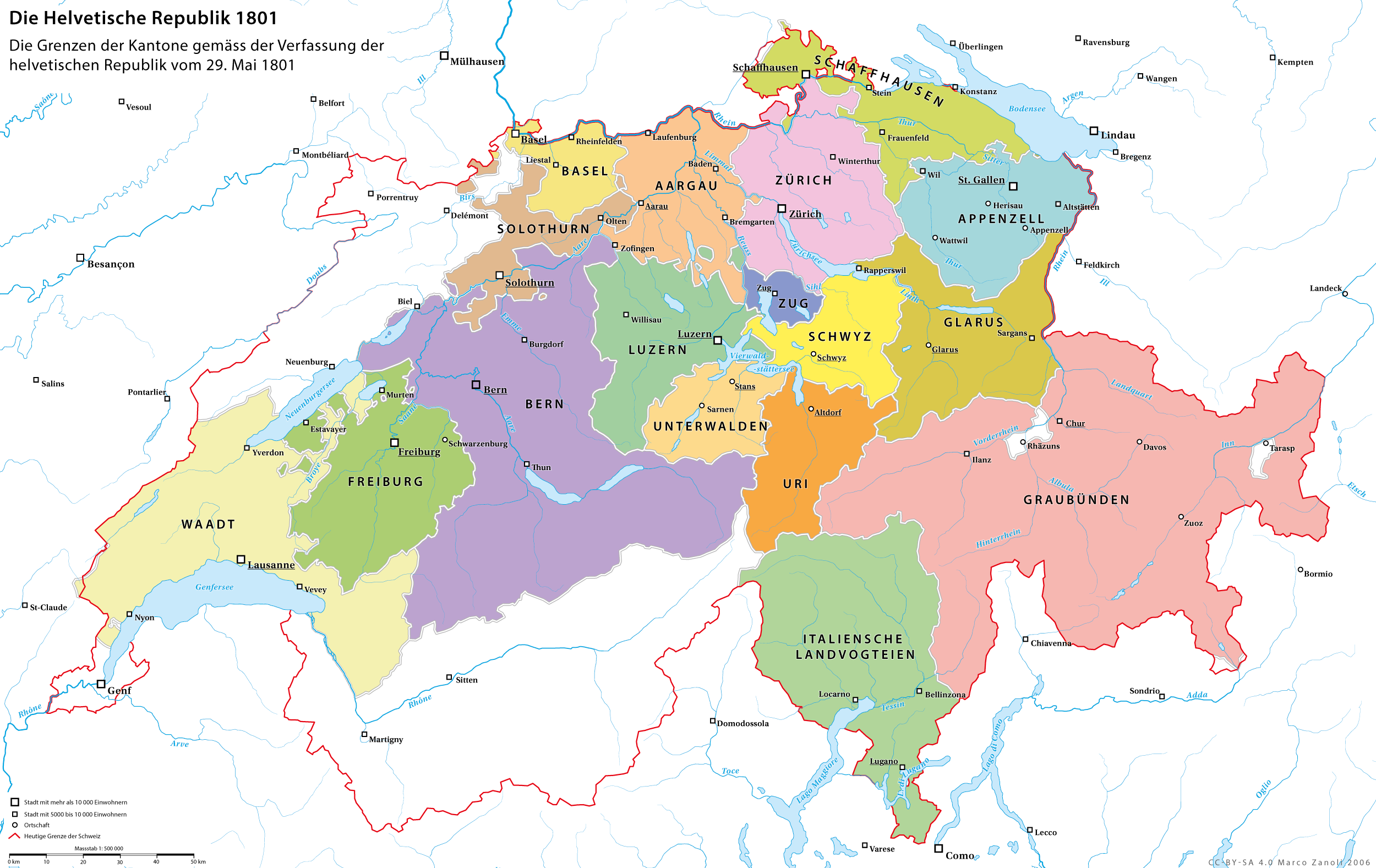
Grenzen der Kantone gemäss der provisorischen Verfassung von Malmaison

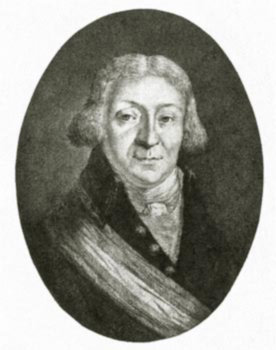
Pierre-Maurice Glayre, führender Unitarier aus der Waadt

Der gesetzgebende Rat der Helvetischen Republik sah sich faktisch gezwungen, dem Entwurf Napoléons nach einigen Tagen geheimer Beratungen am 29. Mai zuzustimmen. Die Föderalisten und die konservativen Kräfte waren von der neuen Verfassung allerdings enttäuscht. Sie hatten eine weitgehende Wiederherstellung der Zustände vor 1798 erhofft, insbesondere eine völlige Wiederherstellung der Souveränität der Kantone, die Berner gar die Wiedergewinnung der Waadt und des Aargaus.
Im Juli fanden in allen Kantonen Wahlen zu den vorgesehenen kantonalen Tagsatzungen statt. Die Wahl erfolgte indirekt, wobei auf 100 Aktivbürger ein Wahlmann kam. Eine Einschränkung des Wahlrechts durch einen Zensus von 4000 Franken scheiterte am Widerstand der Patrioten. Daraufhin wurden in fast allen Kantonen mit mehr oder weniger Problemen Verfassungen beraten und eingeführt. Hauptstreitpunkt in den Stadtkantonen war überall die Gewichtung des Einflusses der Städte im Verhältnis zur Landbevölkerung. Die Wahlen zur Tagsatzung der Republik brachten einen Sieg der Unitarier, die fast zwei Drittel der 77 Sitze erhielten. Der Rest ging an die Patrioten und wenige Konservative.

### Dritter Staatsstreich vom 27./28. Oktober 1801

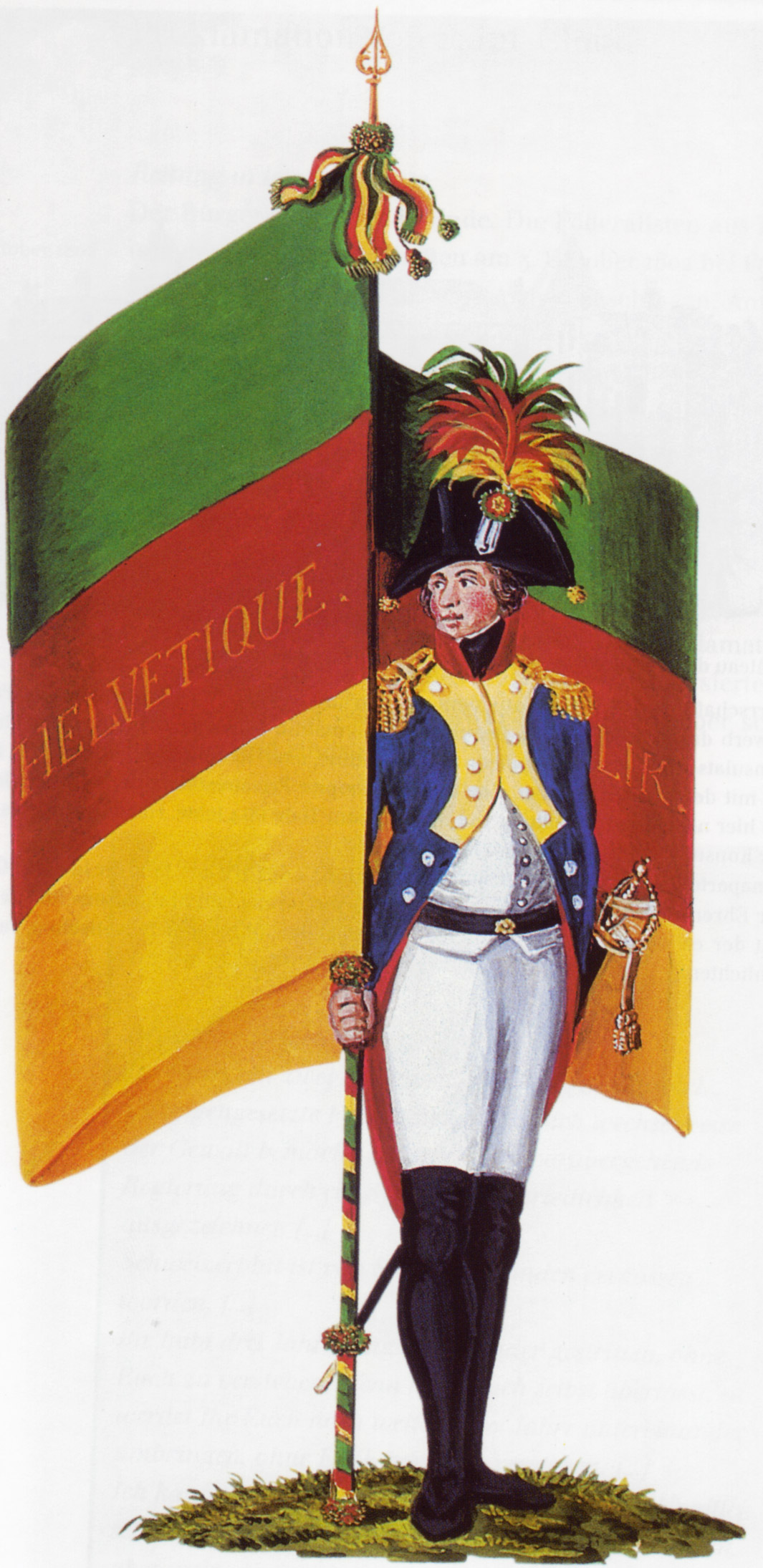
Bannerträger mit der helvetischen Trikolore

Die Tagsatzung trat am 7. September 1801 zum ersten Mal in Bern zusammen und begann sofort die Verfassung von Malmaison im Sinn der Unitarier und Patrioten zu revidieren. Dadurch verärgerte sie Napoléon, besonders da das Wallis wieder in die Reihe der Kantone eingefügt wurde. Die Föderalisten traten mit Rückhalt aus Paris in die Opposition, so dass sich bis 17. September die Abgeordneten von neun Kantonen aus der Tagsatzung zurückzogen.
Schliesslich gelang den Föderalisten mit Unterstützung des neuen französischen Gesandten in der Schweiz, Raymond Verninac, und des kommandierenden Generals der französischen Armee in Helvetien, Monchoisy, vom 27. auf den 28. Oktober 1801 in Bern mit einem Staatsstreich die Machtübernahme. Die Tagsatzung, der Vollziehungsrat und der gesetzgebende Rat wurden aufgelöst, die Regierungsgewalt provisorisch auf die Föderalisten Dolder und Savary übertragen. Alle Verfassungsänderungen wurden für ungültig erklärt, der im Napoléonischen Verfassungswerk vorgesehene 25-köpfige Senat fast ausschliesslich mit Föderalisten bestückt.
Die Föderalisten konnten zwar den Einheitsstaat vorläufig nicht zerschlagen, sie säuberten aber die Verwaltung auf allen Ebenen von den Unitariern und Republikanern. Alois Reding, Aristokrat und Held des Innerschweizer Widerstands gegen Frankreich, wurde zum Ersten Landammann ernannt. Als zweiter Landammann amtete der Berner Aristokrat Johann Rudolf von Frisching – die beiden symbolisierten das Zusammengehen der konservativ gesinnten ländlichen und städtischen Eliten gegen die Revolution.
Napoléon verweigerte der neuen Regierung der Helvetischen Republik die Anerkennung. Reding und Frisching vertraten ja im Prinzip die aristokratische Schweiz und waren in der Vergangenheit gegenüber Frankreich feindlich eingestellt gewesen. Reding reiste deshalb persönlich nach Paris und unterbreitete dem Ersten Konsul Frankreichs die Forderungen und Anliegen der Föderalisten. Napoléon empfing Reding und sagte ihm sogar zu, in einigen Punkten seinen Anliegen entsprechen zu wollen (Abtretung des Fricktals, Wiedervereinigung der Jura-Südtäler mit Helvetien, Schaffung von neu 23 Kantonen, Gewährung der Neutralität), er verlangte aber im Austausch die Aufnahme von sechs Unitariern in den Kleinen Rat.

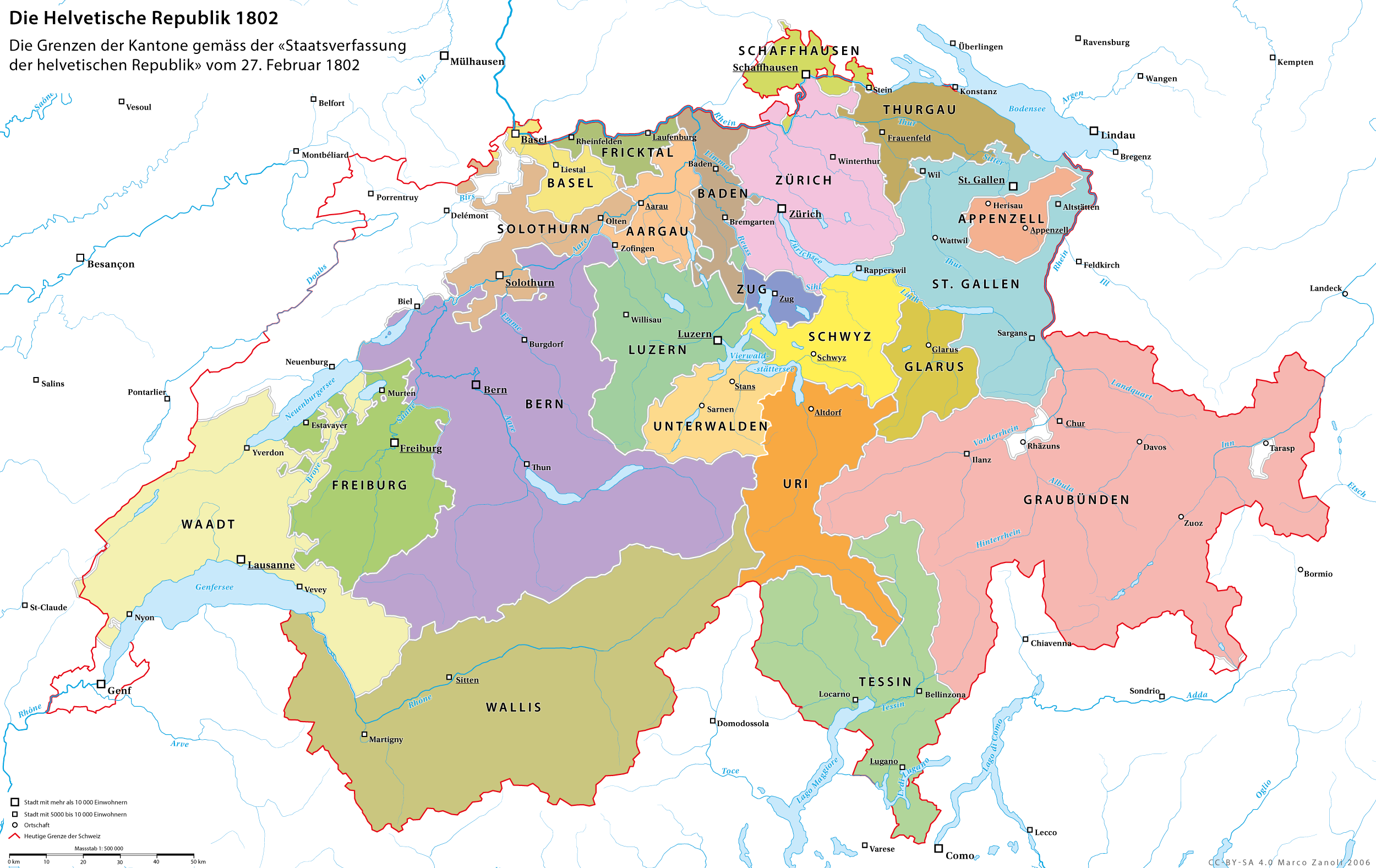
Karte der Helvetischen Republik mit den Kantonsgrenzen gemäss der föderalistischen Verfassung vom 27. Februar 1802

Obwohl so schliesslich sechs Unitarier in den Kleinen Rat aufgenommen wurden, blieben die Föderalisten und die Konservativen klar in der Mehrheit. Im Frühjahr berieten der Kleine Rat und der Senat über einen Verfassungsentwurf von David von Wyss, der zwar auf der Verfassung von Malmaison aufbaute, diese aber doch in mehreren Punkten stark im Sinn der Föderalisten veränderte. Die Niederlassungsfreiheit wurde wieder eingeschränkt, das helvetische Bürgerrecht durch Kantons- und Gemeindebürgerrecht ersetzt, der Zensus deutlich erhöht und die einheitliche nationale Rechtssetzung und Gesetzgebung an die Kantone delegiert.
Gegen den starken Widerstand der Unitarier wurde dieser Entwurf am 27. Februar 1802 vom Senat gebilligt. Weil sich die Föderalisten damit zu weit vom revolutionären Ideal wegbewegten und wegen des anhaltenden Streits über die Zugehörigkeit des Wallis zeigte sich Napoléon über die föderalistische Regierung und insbesondere Alois Reding mehr und mehr ungehalten, nicht zuletzt, weil Reding offenbar versuchte, in Österreich Rückhalt für seinen Widerstand in Bezug auf die Abtretung des Wallis zu finden.

### Vierter Staatsstreich vom 17. April 1802

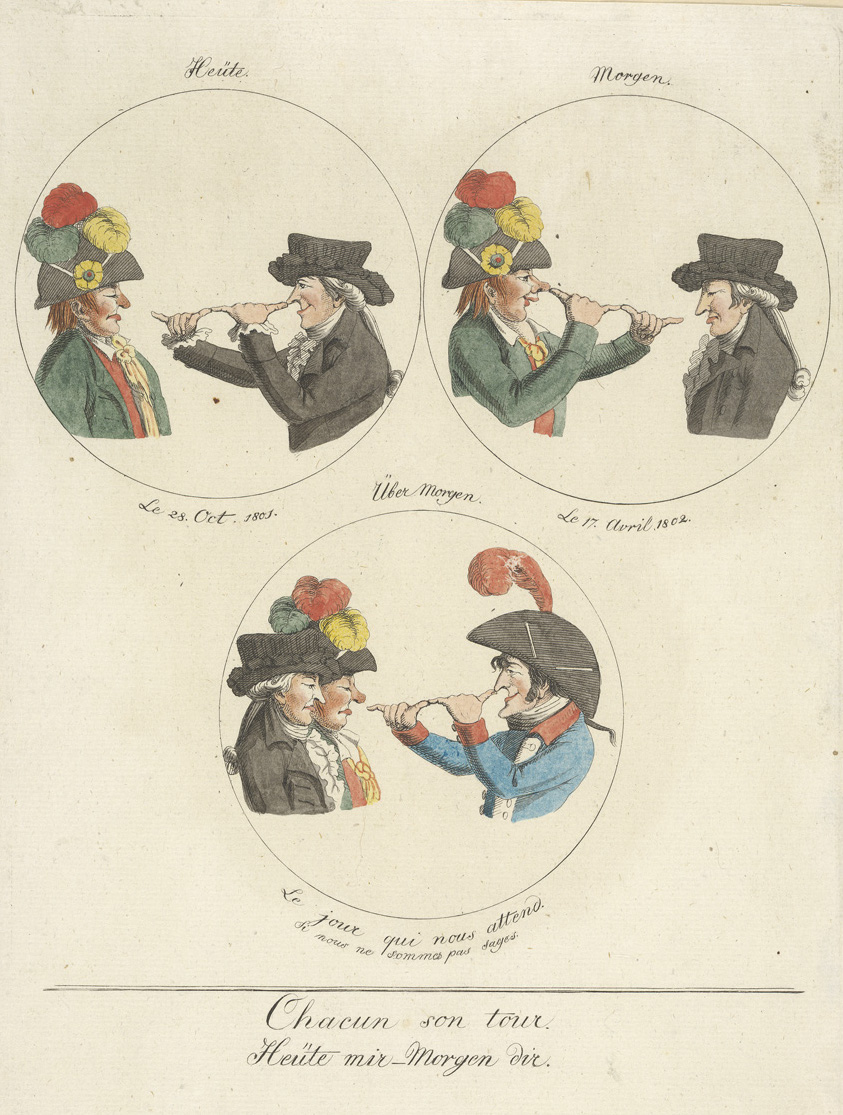
Karikatur von 1803

Am 2. April 1802 fand eine Volksabstimmung über den föderalistischen Verfassungsentwurf statt. Es stimmten jedoch nicht die gesamte Bürgerschaft, sondern nur die kantonalen Tagsatzungen ab, die in jedem Kanton durch eine zwölfköpfige Wahlkommission aus einer Liste der wählbaren Bürger des Kantons bestimmt wurde. Die Kommission wurde dabei zur Hälfte von den kantonalen Behörden bzw. vom helvetischen Senat ernannt. Dieses Abstimmungsverfahren sollte eine Abstimmung im Sinn der Regierung herbeiführen, da auf diese Weise eigentlich nur Vertrauensleute der Föderalisten in die Tagsatzungen hätten gewählt werden sollen.
Trotzdem nahmen nur Appenzell, Baden, Solothurn und Zürich die Verfassung bedingungslos an. Die meisten Kantone stimmten zwar im Prinzip zu, verlangten aber grössere Änderungen (Basel, Bern, Freiburg, Glarus, Schaffhausen, Schwyz und Waadt), lehnten ganz ab (Aargau, Luzern, St. Gallen, Tessin, Thurgau, Zug) oder brachten keine fristgerechte Abstimmung zustande (Graubünden, Uri, Unterwalden). Dieses unklare Ergebnis bedeutete das Ende der föderalistischen Regierung.
Die Abwesenheit vieler katholischer Föderalisten über Ostern 1802 nutzten die Unitarier zu einem neuerlichen Staatsstreich. Auf Initiative Bernhard Friedrich Kuhns beschlossen am 17. April 1802 sechs Angehörige des Kleinen Rates die Vertagung des Senats und die Einsetzung einer Versammlung von Notabeln, um die Verfassungsfrage im Sinn der Unitarier zu lösen. Hirzel, Escher und Frisching traten deshalb von ihren Ämtern zurück. Reding wurde nach seiner Rückkehr nach Bern unter Tumult von seinem Amt abgelöst und durch Vinzenz Rüttimann ersetzt.

### Zweite Helvetische Verfassung 1802

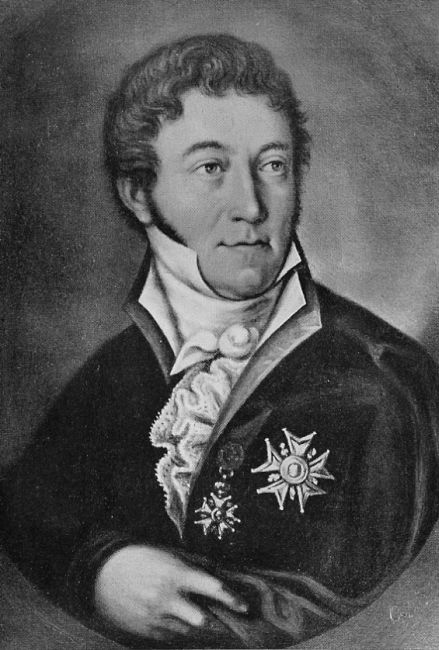
Vinzenz Rüttimann, der neue starke Mann der Helvetischen Republik 1802

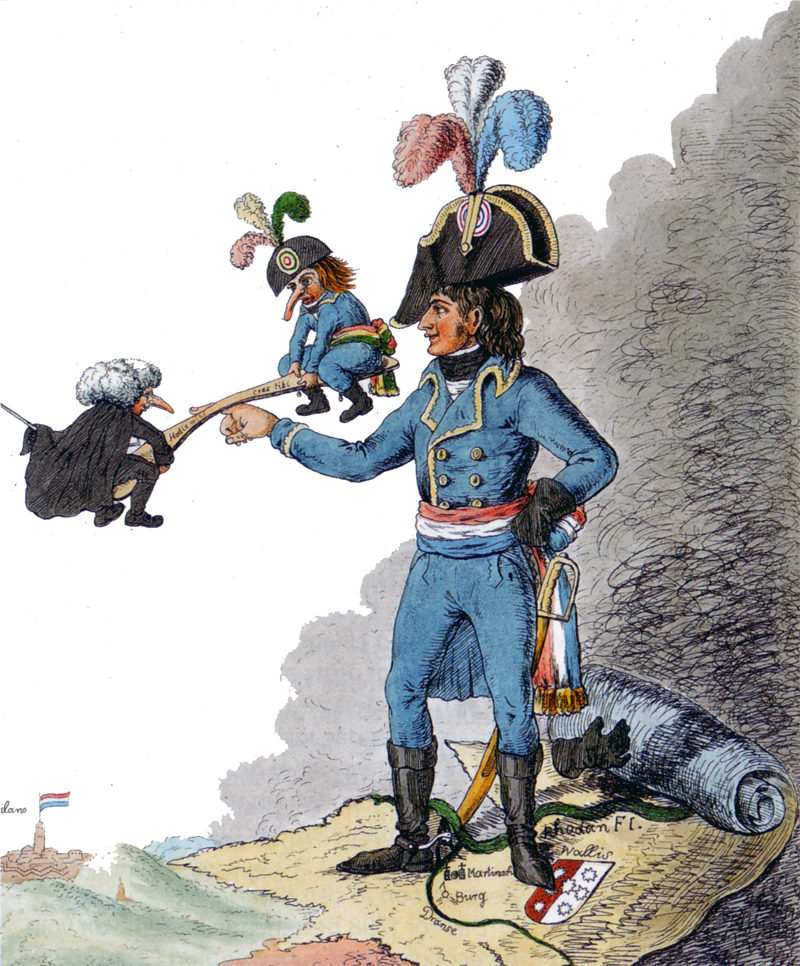
Zeitgenössische Karikatur: Während der Erste Konsul als Mediator die aristokratisch-föderalistischen und die revolutionär-unitarischen Hanswurste auf der «politischen Schaukel» beschäftigt, annektiert er das strategisch wichtige Wallis.

Am 30. April 1802 trat die Notablenversammlung zusammen, um wie vorgesehen über die neue Verfassung zu beraten. Da sich Albrecht Rengger und der französische Gesandte Raymond de Verninac bereits über einen Entwurf einig geworden waren, blieb der Versammlung nichts mehr anderes übrig, als diesen zu billigen. Diese zweite Verfassung der Helvetischen Republik, auch «Verfassung der Notablen» genannt, orientierte sich wie verlangt stark am napoléonischen Verfassungsentwurf von Malmaison. Sie trägt im Original auf Deutsch den Titel «Staatsgrundgesetz Helvetiens».
Die Zahl der Kantone wurde auf 18 festgesetzt, Senat und Tagsatzung wurden beibehalten. Auf 25'000 Bürger sollte ein Tagsatzungsmitglied kommen, mindestens jedoch eines pro Kanton. Die Einteilung der Kantone wurde vom Entwurf von Malmaison übernommen, allerdings wurden Thurgau und Schaffhausen getrennt und Zug um das obere Freiamt erweitert. Die Kantone Linth und Säntis sollten in Appenzell und Glarus umbenannt werden.
Das Wahlverfahren war sehr kompliziert und deshalb eher undemokratisch. Jeder Kanton erhielt zwei Wahlkorps, ein vorschlagendes und ein ernennendes. Die Angehörigen des ernennenden Korps waren auf Lebzeit bestimmt, das erste Mal vom Senat, später sollte dieses Korps sich selbst ergänzen. Wählbar in das vorschlagende Korps waren nur Bürger mit einem gewissen Grundeigentum.
Die konkrete Wahl lief dann so ab, dass die Aktivbürger eine Liste von Wählbaren zusammenstellten, aus der das vorschlagende Korps einige zur Wahl vorschlug, von denen wiederum das ernennende Korps die genehmen Kandidaten für fünf Jahre in die Tagsatzung ernannte. Lange Amtsdauern sollten die Kontinuität sicherstellen. Als Exekutive war ein Vollziehungsrat vorgesehen, der aus einem Landammann, zwei Statthaltern und fünf Staatssekretären bestand. Die Amtsdauer der Exekutive betrug neun Jahre. Die Kantone erhielten einige Kompetenzen, ohne jedoch den Zentralstaat zu stark zu schwächen: Sie durften ihre Verfassung selbst festlegen, die Volksschule beaufsichtigen sowie die Besoldung der Geistlichen und den Unterhalt der Infrastruktur bestreiten. Weiter sollten im Rechtsbereich einige Kompetenzen an die Kantone abgetreten werden.
Der Kleine Rat legte die Zweite Helvetische Verfassung inklusive einer Namensliste von 27 Senatoren am 25. Mai dem Volk zur Abstimmung vor. Diese gilt als erste wirkliche Volksabstimmung auf dem Boden der heutigen Schweiz. Alle Bürger mussten innerhalb von vier Tagen mit «Ja» oder «Nein» zur Vorlage Stellung nehmen. Nichtstimmende wurden als Annehmende gewertet nach dem Rechtsgrundsatz «qui tacet consentire videtur» – «wer schweigt, scheint zuzustimmen». Sechzehn Kantone stimmten der Verfassung schliesslich zu, allerdings hatten nur 72'453 explizit mit «Ja» gestimmt.
167'172 Bürger hatten überhaupt nicht gestimmt – wurden aber als annehmend gewertet und 92'423 hatten abgelehnt. Am 2. Juli 1802 erklärte der Kleine Rat die neue Verfassung für angenommen. Der Senat trat am folgenden Tag zusammen und bestellte die Exekutive. Zum Landammann wurde durch den Einfluss des französischen Gesandten der Föderalist Johann Rudolf Dolder ernannt, die beiden Unitarier Rüttimann und Füssli als Gegengewicht als Statthalter eingesetzt.
Die neu konstituierte Republik musste sofort an die Lösung der dringenden Probleme mit Frankreich gehen. Im Gegensatz zur Regierung Reding wurde der neue Vollziehungsausschuss sofort anerkannt. In der Frage des Wallis fand sich ein Kompromiss, der darin bestand, dass Napoléon nicht mehr auf eine Abtretung an Frankreich bestand, sondern sich auch mit der Errichtung einer unabhängigen Republik Wallis unter französischem und helvetischem Schutz zufriedengab. Dafür erhielt die Helvetische Republik aber auch nur das Fricktal im Austausch und nicht wie ursprünglich vorgesehen auch noch den Südjura mit Biel.
Weiter musste endlich die finanzielle Sanierung der Republik an die Hand genommen werden. Dazu war schon seit der Aufhebung des Feudallastengesetzes am 15. September 1800 eigentlich der alte Bodenzins wieder eingeführt worden. Der Bezug der Einkünfte schuf aber nur weitere Probleme. Die Bauern als Hauptbetroffene gingen in Teilen der Schweiz im Frühjahr 1802 in den offenen Aufruhr über und stürmten wie 1798 die Schlösser, nun um die alten Dokumente zu vernichten, in denen die mittelalterlichen und frühneuzeitlichen Bodenzinsen festgehalten waren (→Bourla-Papey). Unklar war im Frühjahr 1802 jedenfalls immer noch die Frage, um welchen Preis die alten Grundlasten abzulösen seien.

### Zerfall der Helvetischen Republik im «Stecklikrieg»

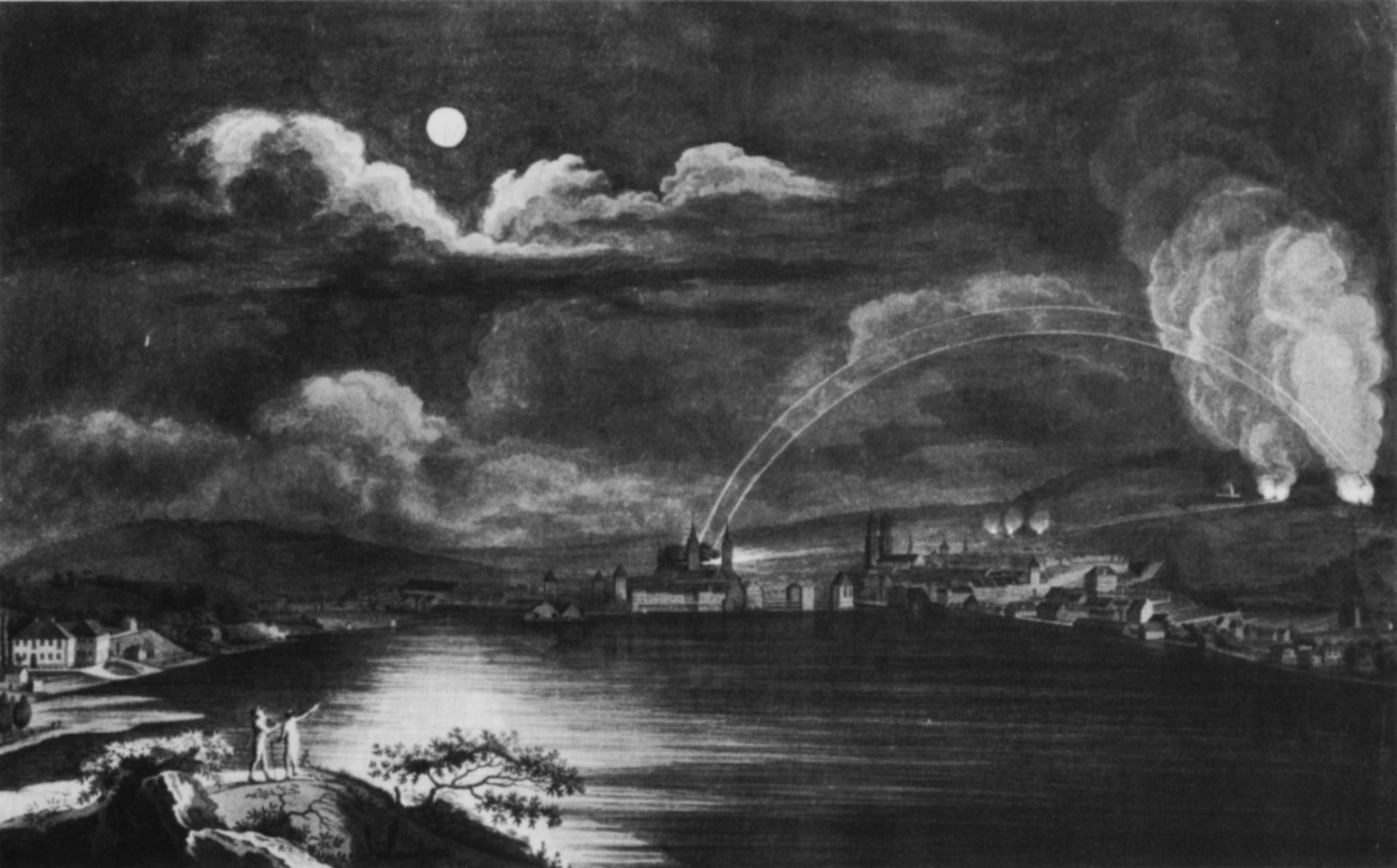
Die zweite Beschiessung der Stadt Zürich durch helvetische Truppen unter General Andermatt in der Nacht vom 12. auf den 13. September 1802

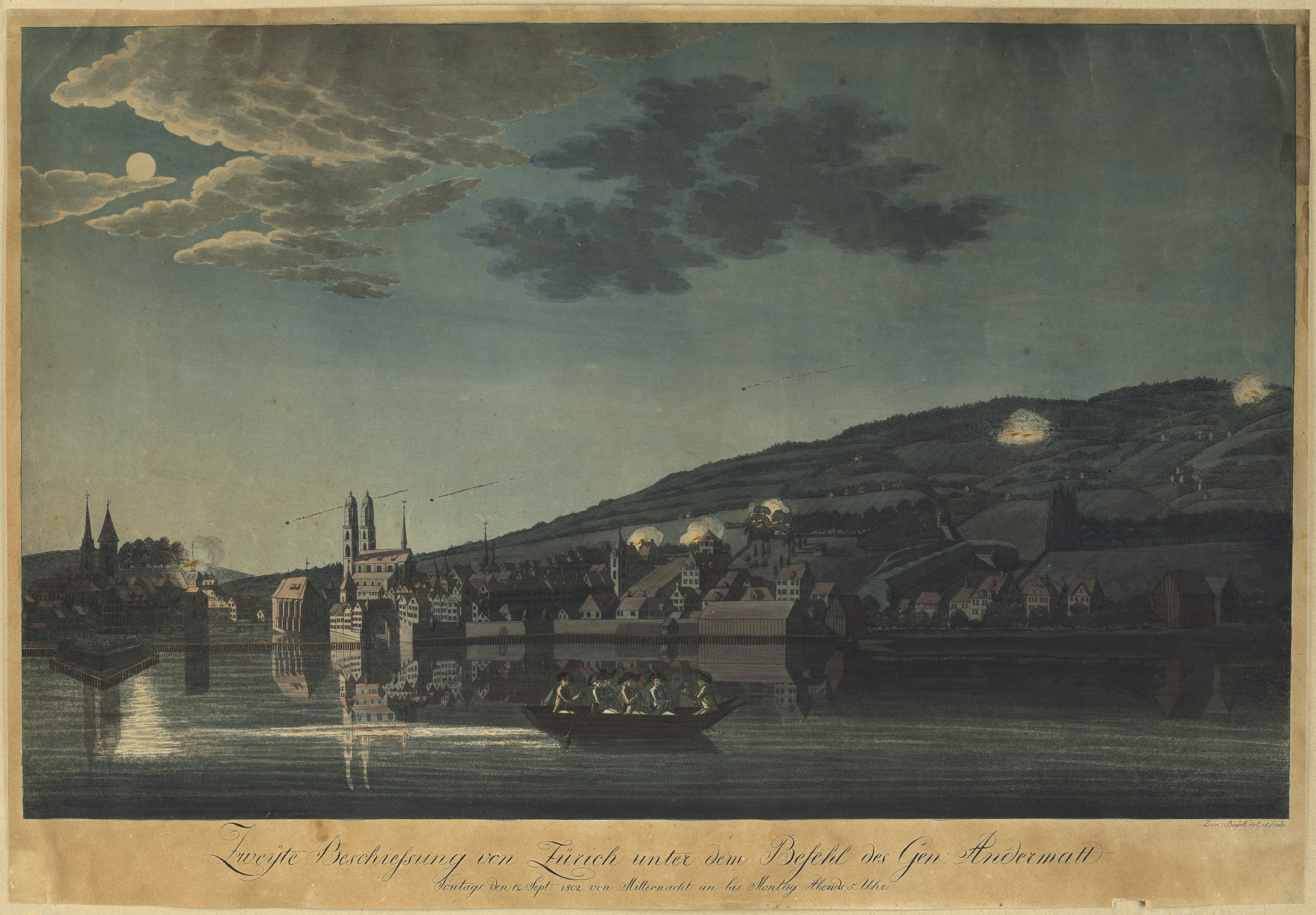
Die zweite Beschiessung der Stadt Zürich, Ansicht vom Zürichsee auf die Innenstadt und das rechtsseitige Seeufer, rechts der Zürichberg

In dieser kritischen Situation kündigte Napoléon den Rückzug der französischen Truppen aus Helvetien an. Historiker haben Napoléon immer wieder unterstellt, er habe damit bewusst den Untergang der Helvetischen Republik herbeigeführt. Tatsächlich mag es eine gewisse Rolle gespielt haben, dass er durch seinen Geheimdienst sehr gut über die Lage in Helvetien informiert war und genau wusste, dass die Helvetische Republik bald in Schwierigkeiten kommen würde und Frankreich dann als gütiger Retter auf Anfrage wieder zurückkehren könnte. Der Rückzug stand jedoch in Zusammenhang mit dem Frieden von Lunéville, in dem klar die Unabhängigkeit der Helvetischen Republik zwischen den Grossmächten vereinbart worden war. Der Rückzug der französischen Truppen wurde am 20. Juli 1802 der helvetischen Öffentlichkeit bekannt gemacht.
Währenddessen gingen die Kantone an die Ausarbeitung ihrer Verfassungen, die für die Kantone Aargau, Basel, Bern, Freiburg, Solothurn, Waadt, Zug und Zürich auch zustande kamen. In den übrigen Kantonen scheiterte die Erarbeitung einer Verfassung an der Agitation der reaktionären Elemente, die durch den Abzug der Franzosen Aufwind verspürten. In der Innerschweiz fanden im August Landsgemeinden statt, und helvetisch gesinnte Bürger wurden durch Terror ausser Landes getrieben.
Die aufrührerischen Kantone riefen dabei gleichzeitig den Schutz Napoléons wie auch des römisch-deutschen Kaisers an. Ihr Anführer war wie schon 1799 Alois Reding. Ein Vermittlungsversuch des französischen Gesandten Verninac verlief im Sande, der Vollziehungsausschuss setzte Anfang August Truppen unter General Joseph Leonz Andermatt gegen die Innerschweiz in Marsch. Glarus und Appenzell folgten Ende August dem Vorbild der Innerschweiz und führten die alte Landsgemeinde wieder ein. Auch in Graubünden versammelten sich in einigen Distrikten die Hochgerichte wieder.
Die Unterdrückung des Aufstandes durch militärische Mittel scheiterte vorerst, als General Andermatts kleine Truppe von 1850 Mann am 28. August 1802 bei der Rengg am Pilatus zum Rückzug gezwungen wurde. Er musste sich darauf beschränken, die Stadt Luzern vor den Aufständischen zu schützen. Der Vollziehungsrat suchte in dieser Situation Rückhalt bei Napoléon, von dem man hoffte, er würde Druck auf die Gegner der Republik ausüben. Um eine Vermittlung zu ermöglichen, schloss der Vollziehungsrat am 7. September einen vorläufigen Waffenstillstand mit den aufständischen Kantonen ab.
Die offensichtliche Machtlosigkeit der Regierung gegenüber den Innerschweizern rief nun aber im ganzen Land die Verlierer der neuen Ordnung auf den Plan: die Oligarchen und Patrizier, die ihre alten Vorrechte und Ämter eingebüsst hatten, die Städter, die ihre Monopole und Zünfte vermissten. In Zürich kam es im August zum Widerstand gegen die helvetische Regierung und zu Spannungen zwischen der Stadt und der Landschaft. Als der Vollziehungsausschuss Albrecht Friedrich May von Schadau zum Regierungskommissär ernannte und Truppen in die Stadt Zürich schickte, eskalierte die Situation: Zürich verschloss vor May seine Tore, worauf dieser zweimal, am 10. und am 13. September 1802, durch General Andermatt die Stadt mit Kanonen beschiessen liess.
May liess sich schliesslich nach Verhandlungen auf den Kompromiss ein, dass er zwar in der Stadt seine Residenz beziehen durfte, aber keine Truppen aus der Landschaft oder andere helvetische Truppen die Stadt betreten durften. Dieser faule Kompromiss und das Vorbild der entschlossenen Gegenwehr Zürichs wirkten wie ein Signal für den Aufstand, der im sogenannten «Stecklikrieg», einem kurzen Bürgerkrieg im September/Oktober 1802, zum Ende der Helvetischen Republik führte. Im Verlaufe des Septembers lösten sich die Kantone Säntis und Linth in eine grössere Zahl Republiken mit direktdemokratischen Landsgemeinden auf, die Kantone Thurgau, Lugano, Zug, Baden, Aargau, Basel und Schaffhausen fielen ebenfalls von der Regierung ab. Im Aargau sammelte sich ein Heer der Aufständischen und marschierte gegen die Hauptstadt Bern zu.

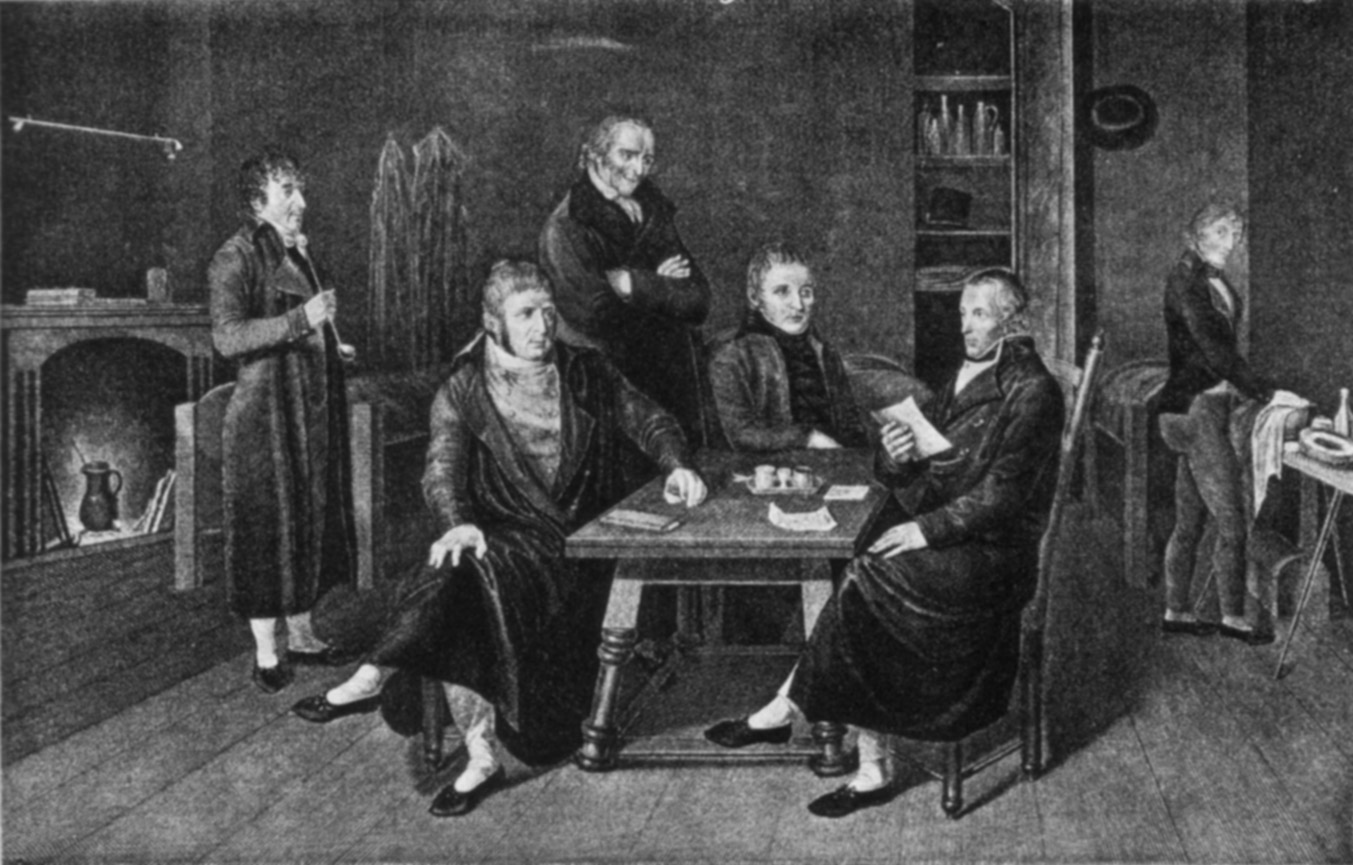
Die prominentesten politischen Führer des Stecklikriegs warten 1803 als Häftlinge auf der Festung Aarburg auf das Resultat der Vermittlung Napoléons.

In Bern löste sich mittlerweile die helvetische Regierung auf. Am 14. September zwangen einige aristokratisch und föderalistisch gesinnte Senatoren die Regierungsmitglieder Dolder, Rüttimann und Füssli zum Rücktritt und ernannten den Föderalisten und früheren bernischen General Emanuel von Wattenwyl zum neuen Landammann – dieser schlug das Amt aber sofort aus und ging zu den Aufständischen über. Also musste am 16. September bereits wieder die alte Regierung ins Amt zurückgeholt werden. Die Lage der Republik verschlimmerte sich noch weiter, da die Innerschweiz am 18. September den Waffenstillstand aufkündigte und unter der Führung von Alois Reding die Föderalisten nun das ganze Land zum Sturz der Helvetik und zur Wiederaufrichtung der Alten Eidgenossenschaft aufriefen.
In dieser bedrohlichen Situation ging die helvetische Regierung am 17. September Napoléon als Garant der Helvetischen Verfassung um Hilfe an. Die Regierung musste jedoch schon am 19. September unter demütigenden Umständen nach dem Eintreffen des Heeres der Aufständischen vor Bern die Hauptstadt räumen und sich mit den ihr verbliebenen Truppen aus der Waadt und der Berner Landschaft nach Lausanne zurückziehen. In Bern, Basel, Luzern, Solothurn und Zürich versammelten sich wieder die alten aristokratischen Räte und erklärten die Restauration des Ancien Régime; Bern lud auch den Aargau ein, sich wieder zu unterwerfen. In einem letzten Aufbäumen gingen die helvetischen Truppen aus der Waadt und aus Freiburg in die Offensive über, wurden aber vom föderalistischen General Niklaus Franz von Bachmann am 3. Oktober 1802 bei Faoug geschlagen.
Die fünf Kantone der Innerschweiz luden am 18. September die anderen Kantone und die ehemaligen Untertanen zu einer eidgenössischen Tagsatzung nach Schwyz. Am 30. September erklärten die dort versammelten Deputierten der Kantone Uri, Schwyz, Unterwalden, Glarus, Zug, Zürich, Bern, Schaffhausen, Freiburg, Solothurn, Graubünden, Stadt und Landschaft St. Gallen, Thurgau, Baden und Rheintal die Neukonstituierung der Eidgenossenschaft und wandten sich um Anerkennung an die Grossmächte. Damit schien die Helvetische Republik endgültig am Ende.

### Intervention Napoléons im Herbst 1802

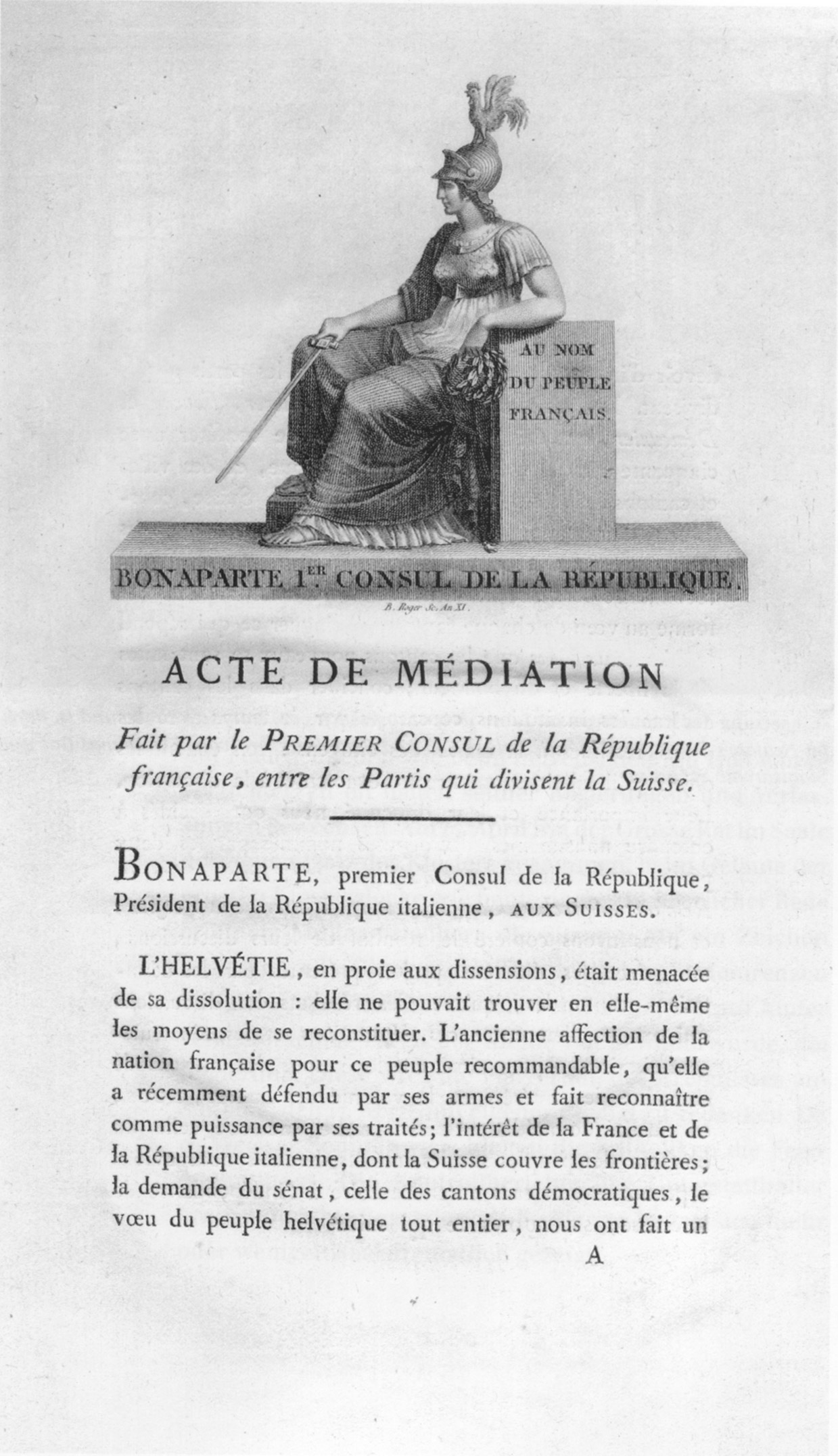
Titelblatt der Mediationsakte 1803

Die helvetische Regierung ersuchte Napoléon mehrfach um Hilfe, ja schliesslich sogar um die militärische Intervention. Der ehemalige Minister Stapfer diente der helvetischen Regierung als Sprachrohr in Paris. Napoléon wartete aber zunächst die Entwicklung ab und weigerte sich, zwischen einer legitimen Regierung und Aufständischen zu vermitteln. Erst als Graubünden wieder unter österreichischen Einfluss zu geraten drohte und die Niederlage der helvetischen Regierung klar war, befahl er am 28. September General Michel Ney nach Genf, um den Einmarsch in Helvetien vorzubereiten.
Im Wallis, in Savoyen, Pontarlier, Hüningen und Como machten sich 25 bis 30 Bataillone marschbereit. Am 30. September erschien eine Proklamation Napoléons an das Schweizer Volk, in der er seine Vermittlung im Bürgerkrieg ankündigte. Auf seinen Befehl musste sich der helvetische Senat innerhalb von fünf Tagen wieder in Bern zusammenfinden, alle provisorisch wiederhergestellten alten Regierungen und Behörden sowie alle Armeen wieder aufgelöst werden. Zuletzt forderte der Erste Konsul der Französischen Republik den Senat und alle Kantone auf, Abgeordnete nach Paris zur sogenannten «Helvetischen Konsulta» zu entsenden.
Die aufrührerischen Kantone und ihre Tagsatzung weigerten sich vorerst, der Weisung aus Paris Folge zu leisten, und beschlossen am 25. September sogar noch eine neue Verfassung, durch welche die volle Souveränität der Kantone wiederhergestellt wurde. Erst als die französischen Truppen tatsächlich in die Schweiz einmarschierten, Bern, Basel, Zürich und die Innerschweiz besetzten, ging die Tagsatzung unter Protest auseinander. Reding, Hirzel und andere Anführer des Aufstandes wurden verhaftet und vorläufig in der Festung Aarburg inhaftiert. Damit war die aristokratisch-föderalistische Gegenrevolution gescheitert.

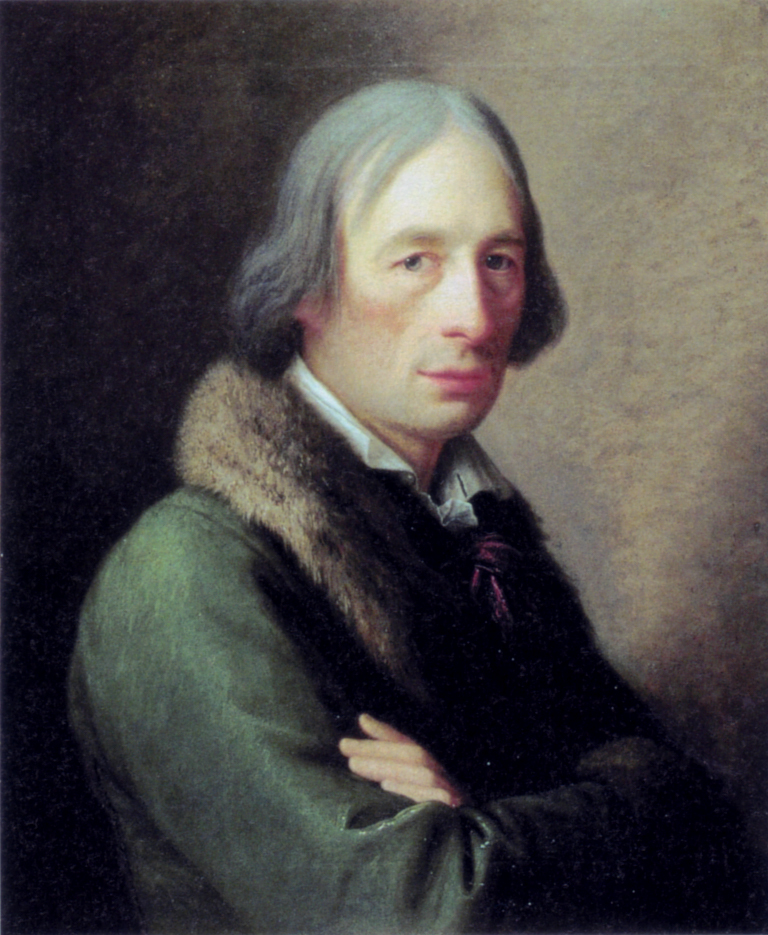
Karl von Müller-Friedberg, Deputierter des helvetischen Senats an der Konsulta

Die Helvetische Konsulta wurde am 10. Dezember 1802 in Paris eröffnet. 45 unitarischen Abgeordneten standen 18 Föderalisten gegenüber. Der helvetische Senat hatte Karl von Müller-Friedberg, Auguste Pidou und Vinzenz Rüttimann entsandt. Sonst war alles vertreten, was in der Helvetischen Republik Rang und Namen hatte, ausser Laharpe, der seine Wahl ausgeschlagen hatte. Den erstaunten Deputierten liess Napoléon in der Eröffnungsrede die Leitlinien seiner «Médiation» vorlesen: Eine föderative Verfassung sollte eingeführt werden, die Rechtsgleichheit aber bestehen bleiben.
Das Weiterbestehen der Helvetischen Republik stand also schon zu Beginn der Konsulta gar nicht mehr zur Debatte. Die Verhandlungen und Erarbeitung der Verfassungen der Kantone und der Bundesverfassung für den neuen Staat dauerten bis Ende Januar 1803. Am 19. Februar 1803 übergab Napoléon die sogenannte Mediationsakte, die alle Kantonsverfassungen und die Bundesverfassung enthielt, an den von ihm selbst zum Landammann der Schweiz ernannten Föderalisten Louis d’Affry.

### Auflösung der Helvetischen Republik
Der Vollziehungsrat hatte zwar nach der Intervention Napoléons theoretisch wieder die Kontrolle über das ganze Land übernommen, blieb aber praktisch bis zur Auflösung der Republik gelähmt, da in den meisten Kantonen die Verwaltung mit Anhängern der Föderalisten besetzt blieb. Einen letzten grossen Erfolg konnte die Regierung auf dem Feld der Aussenpolitik verbuchen: Auf der letzten Sitzung des Immerwährenden Reichstags in Regensburg sollte die im Frieden von Lunéville vereinbarte Entschädigung der Reichsfürsten, die auf dem an Frankreich gefallenen linken Rheinufer Territorien besessen hatten, durch die Säkularisation der geistlichen Territorien des Reiches geregelt werden.
Dies betraf auch die Helvetische Republik, da zu diesem Zeitpunkt sowohl geistliche und weltliche Reichsfürsten, Klöster und Stifte des Reiches Gebiete, Herrschaftsrechte und Einkünfte in der Helvetischen Republik besassen, als auch umgekehrt schweizerische Rechte im Reich bestanden. Die Verhandlungen begannen im Herbst 1802, und Ende Oktober zeichnete sich ab, dass die Helvetische Republik als Entschädigung für den Verlust der Besitzungen ihrer Klöster im Reich die Herrschaft Tarasp und die Besitzungen des Bistums Chur erhalten sollte.
Die übrigen Rechte und Einkünfte der Reichsstände hätte die Helvetische Republik zum 40-fachen Jahresertrag ablösen sollen. Durch die diplomatische Intervention der helvetischen Regierung und dank der Unterstützung durch Frankreich und Russland konnte in der endgültigen Fassung der Entschädigungsvereinbarung, dem Reichsdeputationshauptschluss vom 25. Februar 1803, eine etwas bessere Formel durchgesetzt werden, insbesondere aber die unentgeltliche Aufhebung aller Gerichtsbarkeiten und Lehnsrechte der alten Reichsstände auf dem Gebiet der Helvetischen Republik erreicht werden.
Die letzte Amtshandlung der alten Behörden der Helvetischen Republik war die Zustimmung des Senates zur Mediationsakte am 5. März 1803. Am 10. März trat der neue Landammann d’Affry sein Amt an, womit die Helvetische Republik offiziell zu existieren aufhörte.
Auf die Helvetische Republik folgt in der traditionellen Einteilung der Schweizer Geschichte die Phase der sogenannten «Médiation» 1803–1813. Der offizielle Staatsname der als Staatenbund neu konstituierten Schweiz lautet seither Confoederatio Helvetica, deutsch «Schweizerische Eidgenossenschaft».

## Behörden und Verfassung

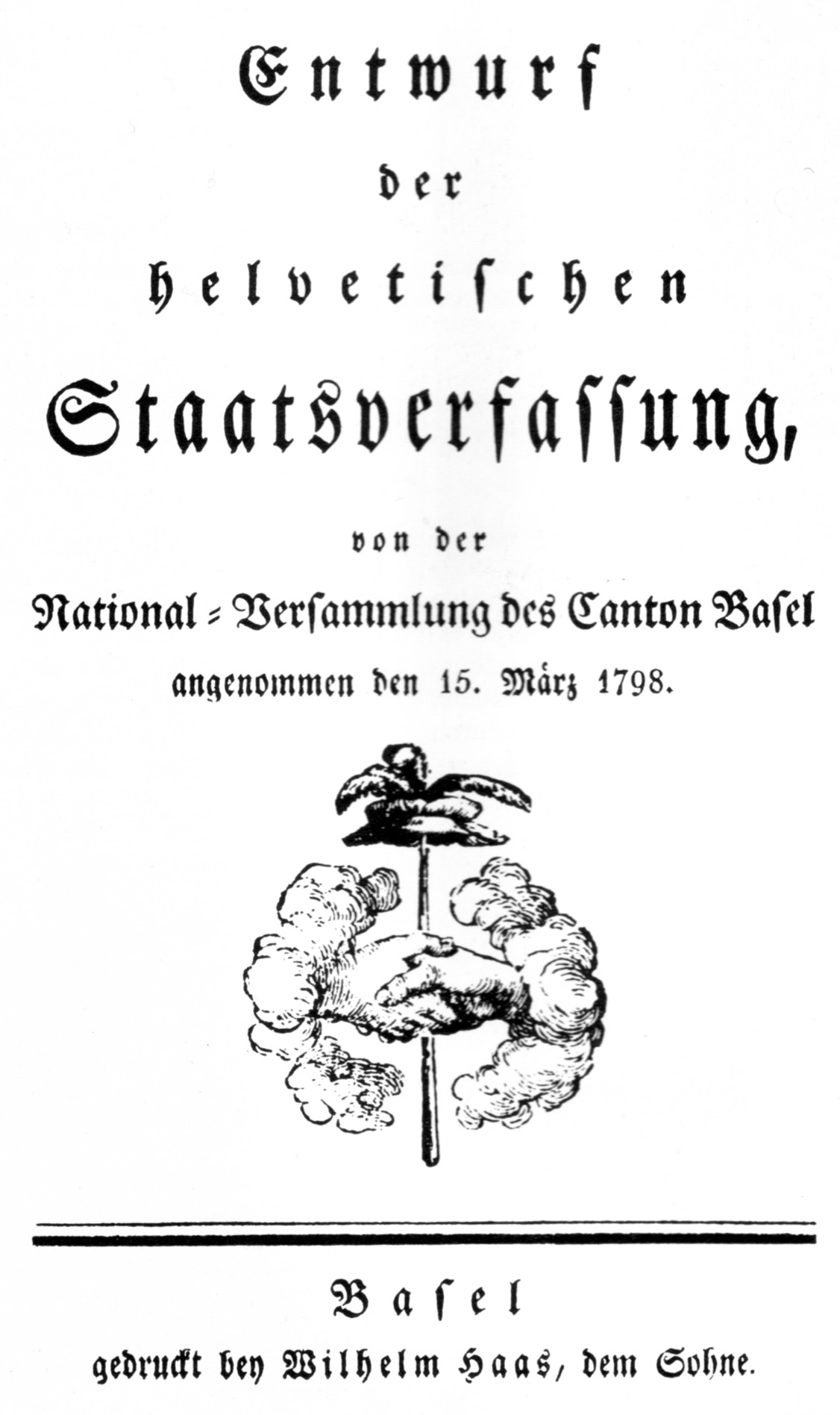
Titelblatt des öffentlich kursierenden Entwurfs der Helvetischen Verfassung von 1798

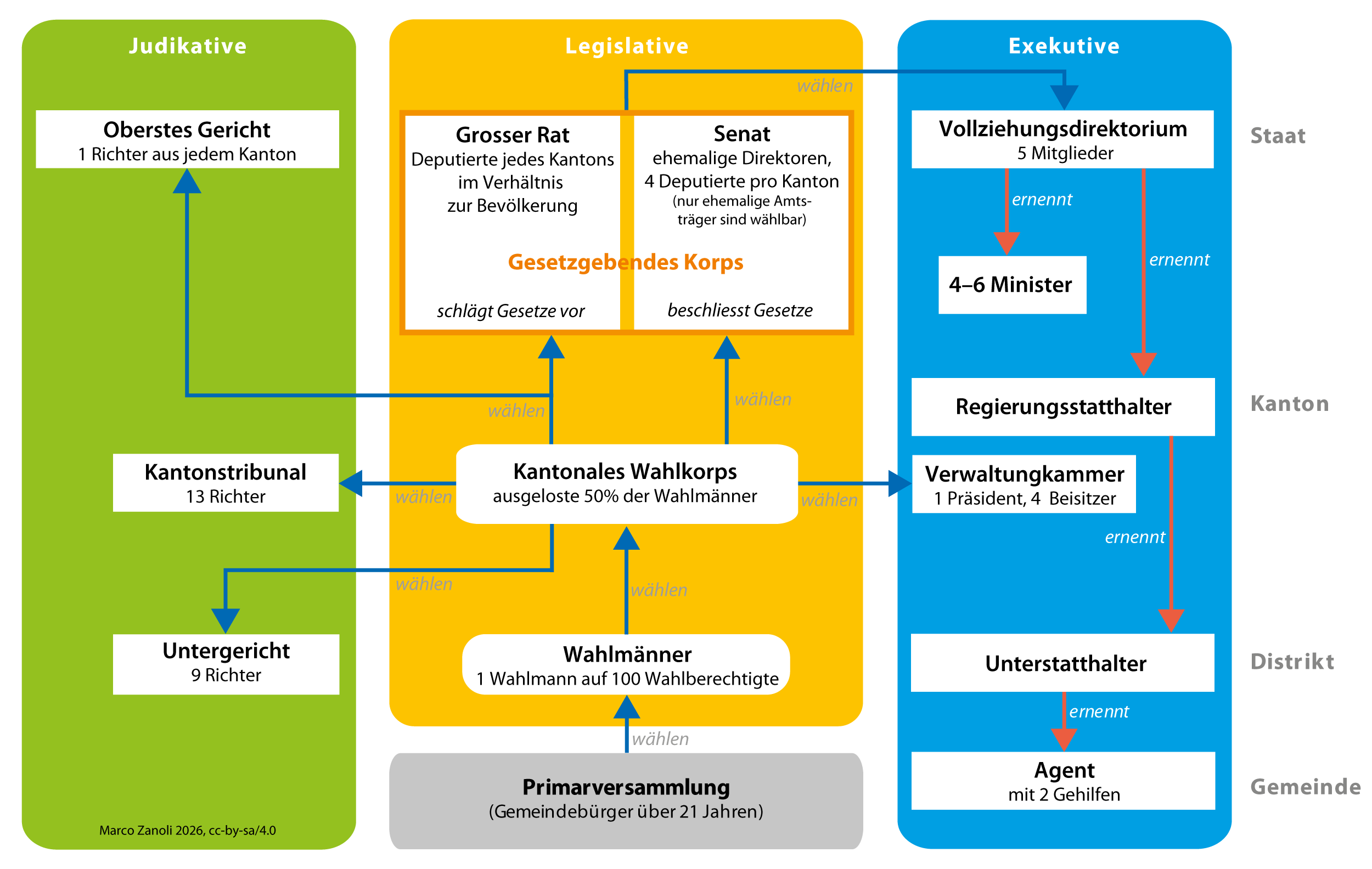
Schema der Verfassungsstruktur der Helvetischen Republik

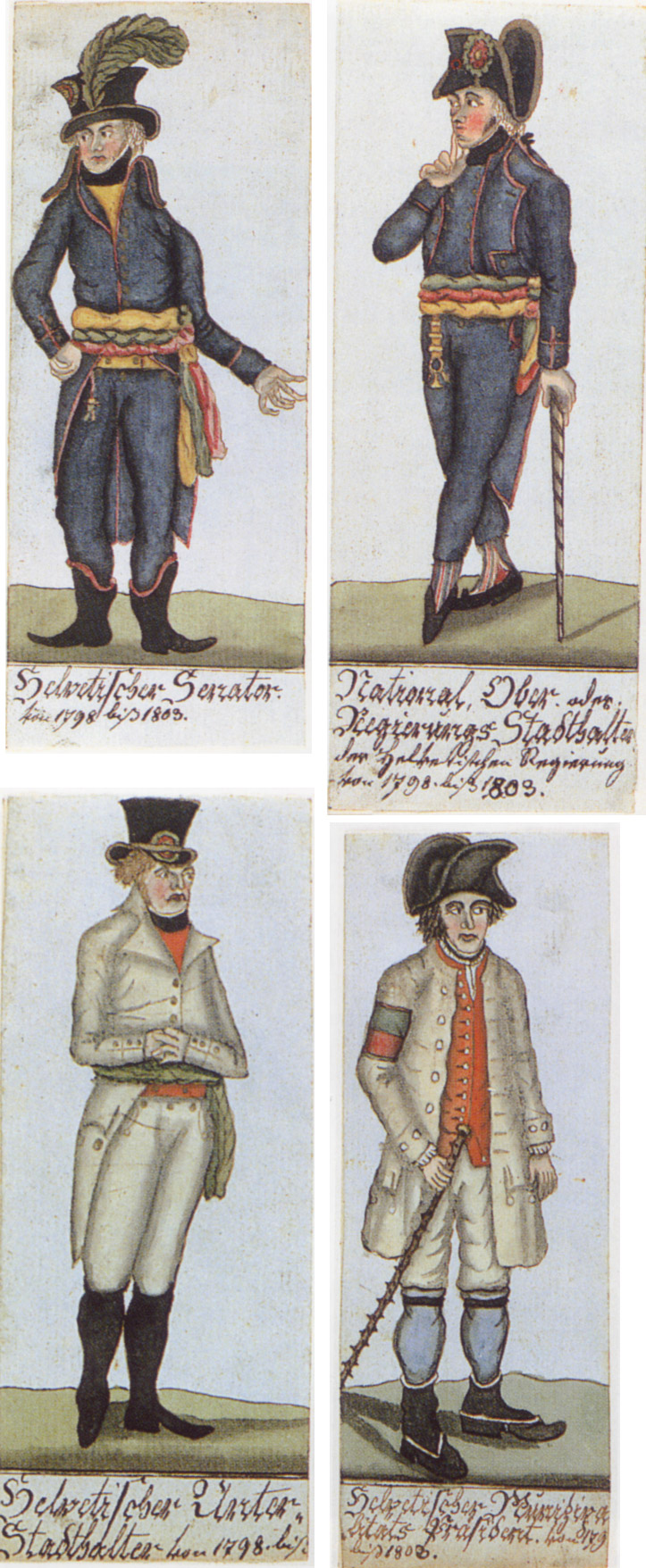
Amtsuniformen einiger helvetischer Beamter

### Vorbilder und Einführung der Ersten Helvetischen Verfassung

Wilhelm Tell, legendärer Freiheitsheld aus der Innerschweiz auf dem Siegel des Kleinen Rates der Helvetischen Republik

Die Erste Helvetische Verfassung wurde vom Basler Oberstzunftmeister Peter Ochs im Auftrag des französischen Direktoriums entworfen. Dabei wurde er durch die Direktoren Louis-Marie de La Révellière-Lépeaux, Jean François Reubell und den Architekten der französischen Direktorialverfassung, Jean-Claude-François Daunou, beraten. Am 15. Januar 1798 wurde sie dem französischen Direktorium vorgelegt und im Februar 1798 gedruckt und in der Eidgenossenschaft veröffentlicht. Sie gilt als die erste moderne Verfassung auf dem Gebiet der heutigen Schweiz.
Ochs wollte ursprünglich die Verfassung nur als Entwurf zuhanden einer helvetischen Konstituanten verstanden wissen, auf Intervention des Direktoriums sah schliesslich die Helvetische Verfassung aber eine Revision frühestens nach sechs Jahren vor. Wegen dieser fehlenden Revisionsmöglichkeit entstand in der Schweiz der Eindruck eines französischen Diktats, was dem Ansehen der Verfassung stark schadete. Am 12. April 1798 wurde die Verfassung in Aarau von den Vertretern der Mehrheit der Kantone angenommen.
Mehrfach wurden Teile der Verfassung später aufgehoben oder suspendiert, so durch die Dekrete vom 5. November 1798, 15. Februar und 18. Mai 1799. Durch den Staatsstreich vom 7. Januar 1800 wurde die Erste Helvetische Verfassung aufgehoben. Obwohl in den Grundsätzen der Verfassung darauf verwiesen wird, dass keine Verfassung gelten könne, ohne dass sie vom Volk angenommen worden sei, fand keine Volksabstimmung über die Erste Helvetische Verfassung statt. Die Einführung der Zweiten Helvetischen Verfassung war allerdings im Juni 1802 von der ersten nationalen Volksabstimmung in der Schweiz begleitet. Mit der Helvetischen Verfassung hielt auch das Prinzip der geschriebenen Verfassung in der Schweiz Einzug, das bis dahin unbekannt war.

### Grundsätze und Staatsordnung
Im Prinzip war die Erste Helvetische Verfassung stark der französischen Direktorialverfassung des Jahres III (1795) nachempfunden. Die ganze Eidgenossenschaft wurde wie andere französische Tochterrepubliken zu einem zentralistisch verwalteten und regierten Einheitsstaat zusammengefasst. Grundlagen der neuen Staatsordnung waren die Prinzipien der Volkssouveränität, der Gewaltentrennung und der allgemeinen Rechtsgleichheit.
Von der Staatsform her war die Helvetische Republik als repräsentative Demokratie konzipiert. Alle Unterschiede zwischen den Kantonen bzw. zwischen herrschenden Orten und Untertanengebieten wurden abgeschafft. Dieses Prinzip der Gleichheit der Territorien hatte auch über die Existenz der Helvetischen Republik hinaus bestand und ist deshalb von längerfristiger Bedeutung.
Das Staatsgebiet der als Einheitsstaat konzipierten Republik war zwar noch in Kantone eingeteilt, diese besassen jedoch keinerlei Souveränitätsrechte mehr, sondern waren Wahl-, Verwaltungs- und Gerichtskreise. Jeder Kanton wurde von einem Regierungsstatthalter bzw. Nationalpräfekten verwaltet, der direkt vom Vollziehungsdirektorium ernannt wurde.
Im Sinne der Französischen Revolution wurden den Einwohnern der Helvetischen Republik eine ganze Reihe von persönlichen Grund- bzw. Freiheitsrechten gewährt: allgemeines freies Wahlrecht, Meinungs- und Pressefreiheit, Religions- und Kultusfreiheit, Handels- und Gewerbefreiheit, Recht auf Privateigentum. Jede Form erblicher Titel oder anderer angeborener Vorrechte wurde verboten. Alle Zehnten, Pfründen, Rechtsungleichheiten, Privilegien und anderen Elemente der Feudalität sowie das Zunftwesen wurden für abgeschafft erklärt.
In diesem Bereich markiert die Helvetische Verfassung den Bruch mit den bis dahin geltenden traditionellen Staatskonzeptionen auf dem Gebiet der Alten Eidgenossenschaft, obwohl diese Konzepte auch in der Eidgenossenschaft während der Aufklärung von Reformern bereits angedacht und beispielsweise in der Helvetischen Gesellschaft auch diskutiert worden waren. Auch war der Staatsentwurf stark inspiriert vom Zentralismus, wie er im «modernen» Staat des aufgeklärten Absolutismus auch zumindest auf kantonaler Ebene von den Stadtstaaten angestrebt worden war.

### Exekutive
Die Exekutive bildete wie in Frankreich ein fünfköpfiges Vollziehungsdirektorium, das bei fünfjähriger Amtsdauer in einem indirekten Verfahren von der Legislative gewählt wurde. Das Direktorium wachte über die innere und äussere Sicherheit der Republik und befehligte das Heer. Ihm stand allein zu, Verträge mit dem Ausland auszuhandeln. Es ernannte die Minister der Staatsverwaltung, bestimmte die Regierungsstatthalter (préfet national) der Kantone und den Präsidenten sowie den Staatsanwalt des Obersten Gerichtshofes. Durch die kantonalen Statthalter beherrschte das Direktorium den ganzen Verwaltungsapparat der Kantone. Das Direktorium besass zudem das Recht, die kantonalen Gerichte und Verwaltungskammern jederzeit aufzulösen und bis zu den nächsten Wahlen provisorisch neu zu besetzen.
Die Kantone waren in Distrikte eingeteilt, deren Vorsteher, die Unterstatthalter, von den Regierungsstatthaltern ernannt wurden. Sie bestimmten wiederum die Agenten, welche der Verwaltung in den Gemeinden vorstanden. Die gesamte Bürokratie war von oben nach unten organisiert und sah keine Mitwirkung der Bürger vor. In der Praxis konnte der neu entstandene Staat aber kaum von seinen zentralistischen Befugnissen Gebrauch machen und war ähnlich wie die Obrigkeiten des Ancien Régime auf die Kooperation der Gemeinden und Bürger angewiesen. So hatten die Gemeinden trotz der zentralistischen Verfassung einen relativ grossen Spielraum für die Mitwirkung und Eigenverantwortlichkeit der Bürger.

### Legislative
Die Legislative, das «Gesetzgebende Korps», wurde durch den 152 Mitglieder zählenden Grossen Rat und den 76 Mitglieder zählenden Senat gebildet. Im Grossen Rat waren die Kantone zuerst mit acht Abgeordneten vertreten. Später hätte gemäss der Verfassung eine Vertretung im Verhältnis zur Bevölkerungsgrösse hergestellt werden sollen, was aber bis zum Ende der Republik nicht geschah. In den Senat entsandte jeder Kanton vier Abgeordnete.
Das komplizierte Wahlverfahren sah vor, dass das Mandat der Senatoren acht Jahre und das der Grossräte sechs Jahre dauern sollte, wobei der Senat jedes gerade Jahr zu einem Viertel, der Grosse Rat jedes ungerade Jahr zu einem Drittel erneuert werden sollte. Der Grosse Rat hatte nur das Vorschlagsrecht für Gesetze und Beschlüsse, über die der Senat wiederum ohne Abänderungsrecht nur beschliessen durfte. Die Initiative zur Verfassungsrevision lag jedoch beim Senat, wobei der Grosse Rat wieder nur über die Vorschläge beraten konnte.

### Judikative
Die Judikative war auf vier Ebenen organisiert: In den Gemeinden wurden als Basis des Gerichtssystems Friedensrichter eingesetzt, die z. T. heute noch in einigen Kantonen existieren. Distriktgerichte entschieden über Zivil- und Polizeisachen. Diese Institution existiert ebenfalls heute noch z. T. in einigen Kantonen als Bezirksgericht. Die Kantonsgerichte auf der nächsthöheren Ebene waren die letzte Instanz für Zivilsachen und die erste für Strafsachen, und schliesslich fungierte ein nationaler Oberster Gerichtshof als Kassationsinstanz für Zivilsachen und als letzte Instanz für Strafsachen. Das Oberste Gericht bildete auch das Verwaltungsgericht.
Die Mitglieder des Obersten Gerichts wurden wie diejenigen des Kantonsgerichts indirekt vom Volk gewählt, der Präsident des Obersten Gerichts und der Staatsanwalt vom Direktorium. In den Gerichten der Kantone und Distrikte ernannten die Statthalter die Präsidenten und Staatsanwälte. Das Direktorium konnte weiter alle unliebsamen Kantons- und Distriktgerichte jederzeit auflösen und provisorisch neu bestellen. Die Schaffung eines nationalen Zivil- und Strafgesetzbuches nach dem Vorbild des französischen Code civil bzw. Code pénal war zwar vorgesehen, erfolgte jedoch nur in Ansätzen.

### Bürger-, Stimm- und Wahlrecht
Das Bürger- und das aktive Wahlrecht wurde allen Gemeindebürgern der Eidgenossenschaft über 20 Jahren zugesprochen. Erstmals wurde so ein die ganze Schweiz umfassendes Bürgerrecht geschaffen. Sämtliche Standesunterschiede wurden abgeschafft. Auch die Niedergelassenen, Tagelöhner und Hintersassen erhielten das Bürgerrecht. Ausländer konnten nach 20 Jahren Aufenthalt in der Schweiz eingebürgert werden. Alle Bürger, welche seit fünf Jahren in derselben Gemeinde wohnen, durften an Wahlen und Abstimmungen teilnehmen. Im Prinzip galt die Volkssouveränität; da die Helvetische Republik als repräsentative Demokratie konzipiert war, sollten Abstimmungen lediglich über Verfassungsrevisionen stattfinden.
An die Stelle der korporativen Organisationsformen des Ancien Régime, der Bürgergemeinden, Talschaften, Korporationen und Genossengemeinden etc., traten auf Gemeindeebene die Einwohnergemeinden (communes municipales). Sie waren die ersten Gemeinden im modernen Verständnis auf dem Gebiet der Schweiz, d. h., dass alle in der Gemeinde wohnhaften Schweizer Bürger politisch, sozial und ökonomisch gleichberechtigt waren.
Die Bestellung der Volksvertreter erfolgte in einem komplizierten indirekten Wahlverfahren. Je 100 Bürger wählten in den Urversammlungen jedes Kantons einen Wahlmann. Die Hälfte der Wahlmänner wurden darauf durch das Los eliminiert. Die andere Hälfte wählte dann als kantonales Wahlkorps die dem Kanton zustehenden Mitglieder der gesetzgebenden Räte der Republik: je ein Mitglied pro Kanton an das Oberste Gericht, je vier in den Senat, je acht in den Grossen Rat. Auf Kantonsebene bestimmte das Wahlkorps das Kantonsgericht und die kantonale Verwaltungskammer.

### Armee
Die von der Helvetischen Republik aufgestellte «Helvetische Legion» war faktisch ein verlängerter Arm der französischen Besatzer: sie trieb deren Kriegssteuer ein und kämpfte im Stecklikrieg 1802 gegen die aufständischen Schweizer. Daher und weil sie sich vor allem aus Unterschichten und Randständigen rekrutierte, war der Dienst in ihr unbeliebt, und zudem fehlte der helvetischen Regierung das Geld für ihre Finanzierung. Infolgedessen schrumpfte die Legion bis Anfang 1803 von geplanten 3'000 auf 1'605 Mann. In der Mediationsakte war schliesslich gar kein stehendes Schweizer Heer mehr vorgesehen.
Der auf Frankreichs Betreiben eingesetzte helvetische Landammann Louis d’Affry entledigte sich der damit überflüssigen und teuren Truppe schlussendlich dadurch, dass er sie faktisch an Napoleon verkaufte. Die Legion wurde in die bereits bestehenden, aber kriegsbedingt dezimierten helvetischen Halbbrigaden des französischen Heers integriert, obwohl dies den mit den Soldaten abgeschlossenen Verträgen widersprach, die nur einen Dienst im Inland vorsahen. Am 26. März 1803, kurz vor dem befohlenen Abmarsch nach Frankreich, revoltierten die helvetischen Soldaten in Bern dagegen, gaben den Aufstand aber angesichts der überlegenen anwesenden französischen Truppen rasch auf. Beim Grenzübertritt nach Frankreich desertierten viele.

## Gebietseinteilung

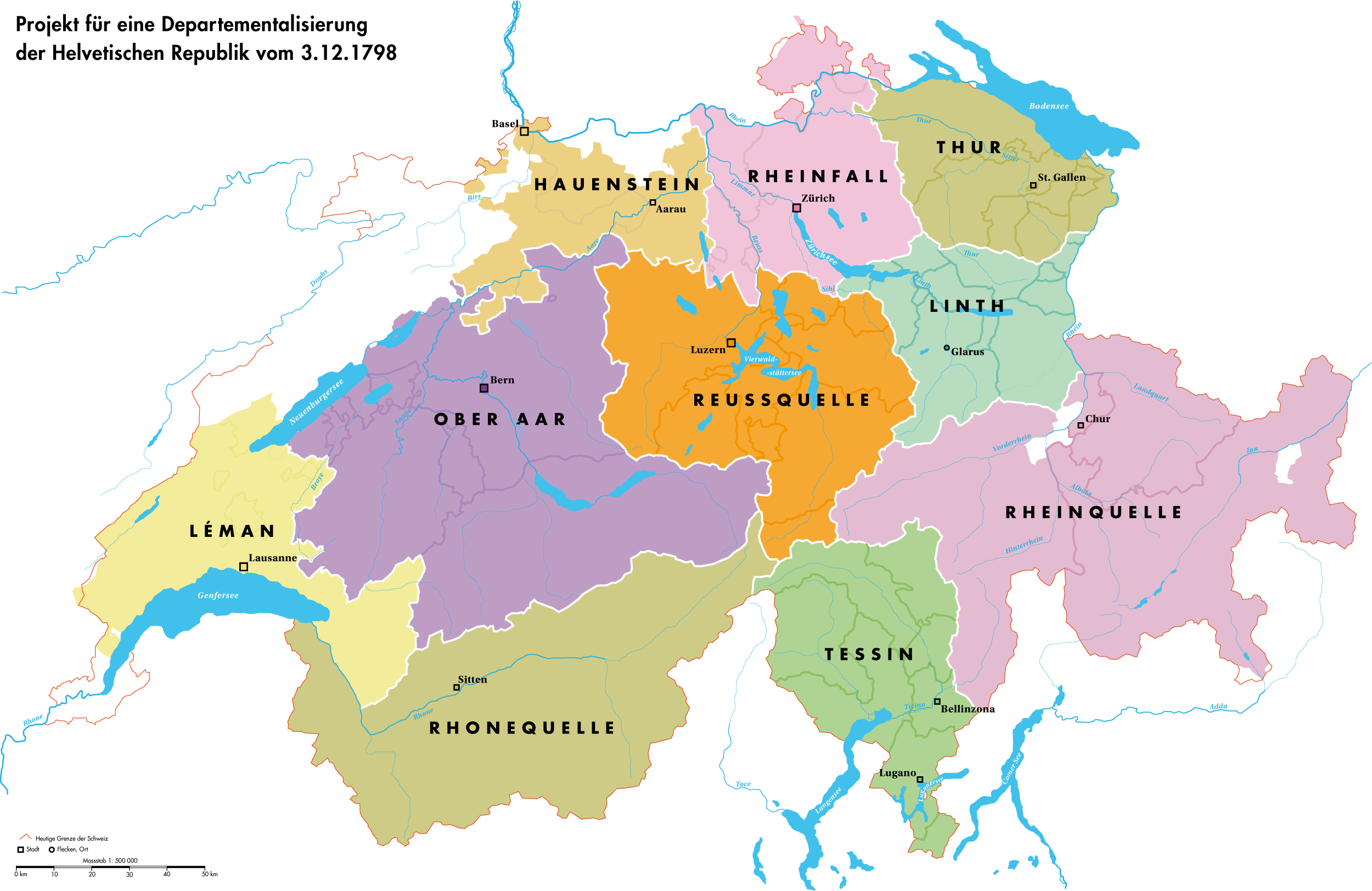
Nicht umgesetztes Projekt für eine Departementalisierung der Helvetischen Republik vom Dezember 1798

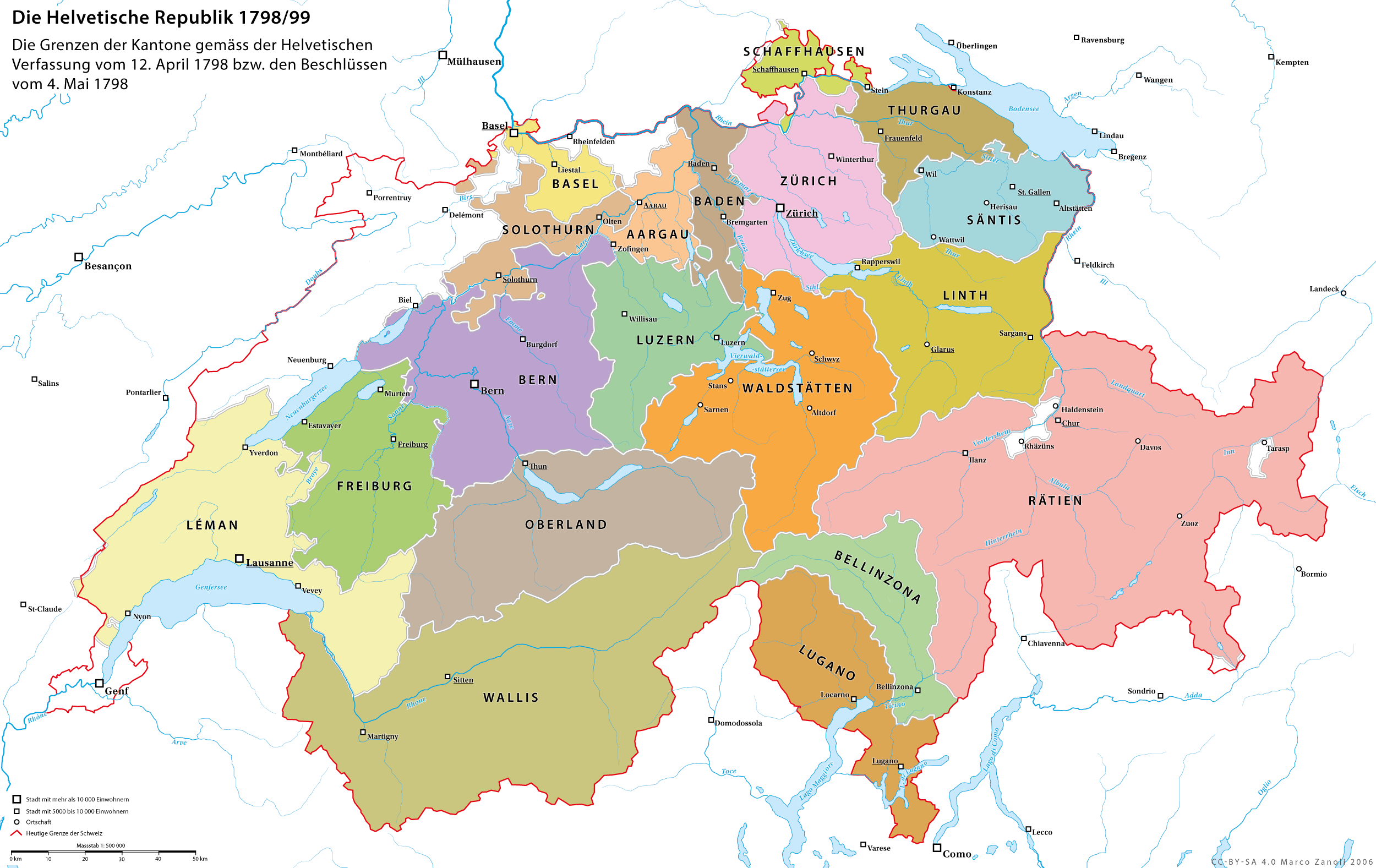
Die Struktur der Helvetischen Republik bis zum Anschluss Graubündens im April 1799

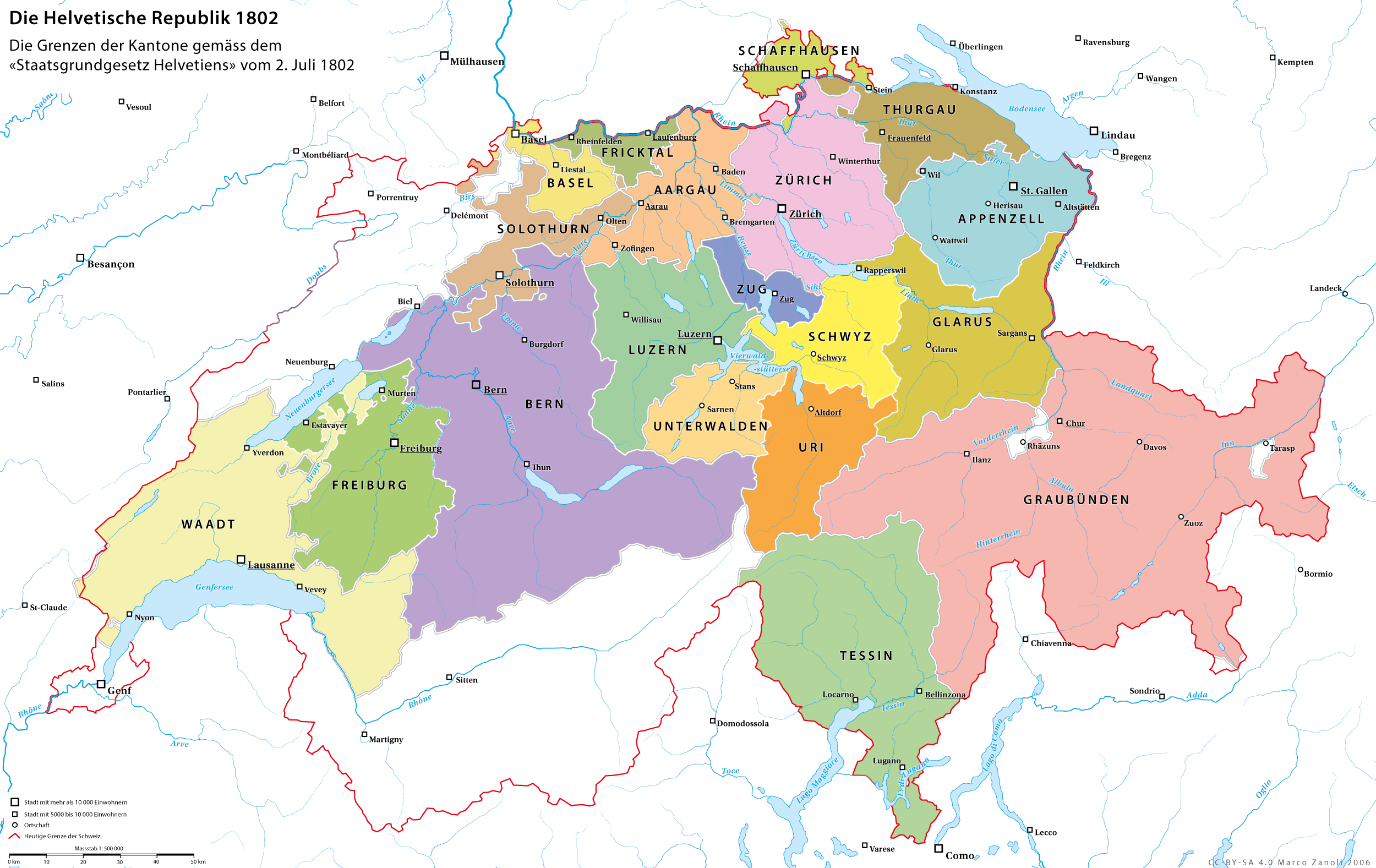
Die Struktur der Helvetischen Republik nach der Zweiten Helvetischen Verfassung 1802

In der Helvetischen Republik waren die Kantone, die zuvor praktisch souverän waren, zu reinen Verwaltungsgliederungen heruntergestuft. Um die alten Strukturen zu zerschlagen, wurden auch die Kantonsgrenzen neu gezogen. Die ehemaligen Zugewandten Orte Genf, Mülhausen, das Fürstentum Neuenburg, Biel, La Neuveville und Moutier-Grandval sowie die Herrschaft Rhäzüns gehörten nicht mehr zur Helvetischen Republik. Zuerst wurden durch die Helvetische Verfassung 22, dann 19 Kantone geschaffen:
- Aargau (Berner Aargau, bis 1801 ohne den Bezirk Zofingen; am 20. Juli 1802 mit Baden und Fricktal zum Kanton Aargau vereinigt)
- Baden (Gemeine Herrschaften Grafschaft Baden und Freie Ämter; am 20. Juli 1802 mit Aargau und Fricktal zum Kanton Aargau vereinigt)
- Basel
- Bellinzona (Gemeine Herrschaften Blenio, Riviera, Bellinzona und Urner Untertanengebiet Leventina; am 20. Juli 1802 mit dem Kanton Lugano zum Kanton Tessin vereinigt)
- Bern (ohne Untertanengebiete Waadt und Aargau, bis 20. Juli 1802 ohne Berner Oberland)
- Freiburg (mit bernischen Landvogteien Payerne und Avenches und Gemeiner Herrschaft Murten)
- Fricktal (Gebiet Vorderösterreichs südlich des Rheins; Gründung 20. Februar 1802)
- Léman (bernisches Waadtland und Gemeine Herrschaften Echallens, Orbe, Grandson)
- Linth (Glarus, Gemeine Herrschaften Uznach, Gaster, Sargans, Gams, der Schirmort Rapperswil, das Obertoggenburg sowie das Zürcher Untertanengebiet Sax und das Glarner Untertanengebiet Werdenberg sowie die schwyzerischen Untertanengebiete March, Höfe und Einsiedeln; ab 1802 in Kanton Glarus umbenannt)
- Lugano (Gemeine Herrschaften Lugano, Mendrisio und Locarno; am 20. Juli 1802 mit dem Kanton Bellinzona zum Kanton Tessin vereinigt)
- Luzern
- Oberland (Berner Oberland; am 20. Juli 1802 mit dem Kanton Bern vereinigt)
- Rätien (Zugewandter Ort Drei Bünde ohne Untertanengebiete Chiavenna, Veltlin und Bormio; Beitritt am 21. April 1799)
- Säntis (Republik der Landschaft St. Gallen, Untertoggenburg, beide Appenzell und Herrschaft Rheintal; später mit Obertoggenburg, Mai 1801 Umbenennung in Kanton Appenzell)
- Schaffhausen (mit der zürcherischen Stadt Stein am Rhein und bis 1800 dem Bezirk Diessenhofen)
- Solothurn
- Thurgau (bis 1800 ohne Bezirk Diessenhofen)
- Waldstätte (Uri, Schwyz, Obwalden, Nidwalden, Zug, Schirmorte Engelberg und Gersau; existierte bis 5. November 1801, dann Zerfall in die Kantone Unterwalden, Schwyz, Zug und Uri)
- Wallis (Zugewandter Ort der Republik der Sieben Zenden des Wallis)
- Zürich (ohne Untertanengebiete Stein am Rhein und Sax)

Als die Helvetische Republik Fricktal 1802 als Kanton erhielt, wurde Wallis von den Franzosen einverleibt.

## Reformprojekte der Helvetik

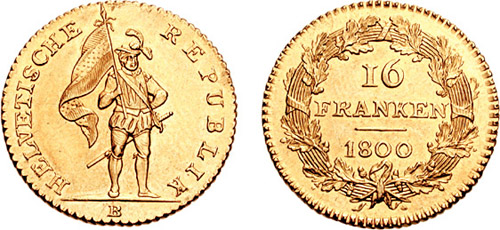
16-Franken Goldmünze der Helvetischen Republik (Dublone), geprägt 1800 in Bern

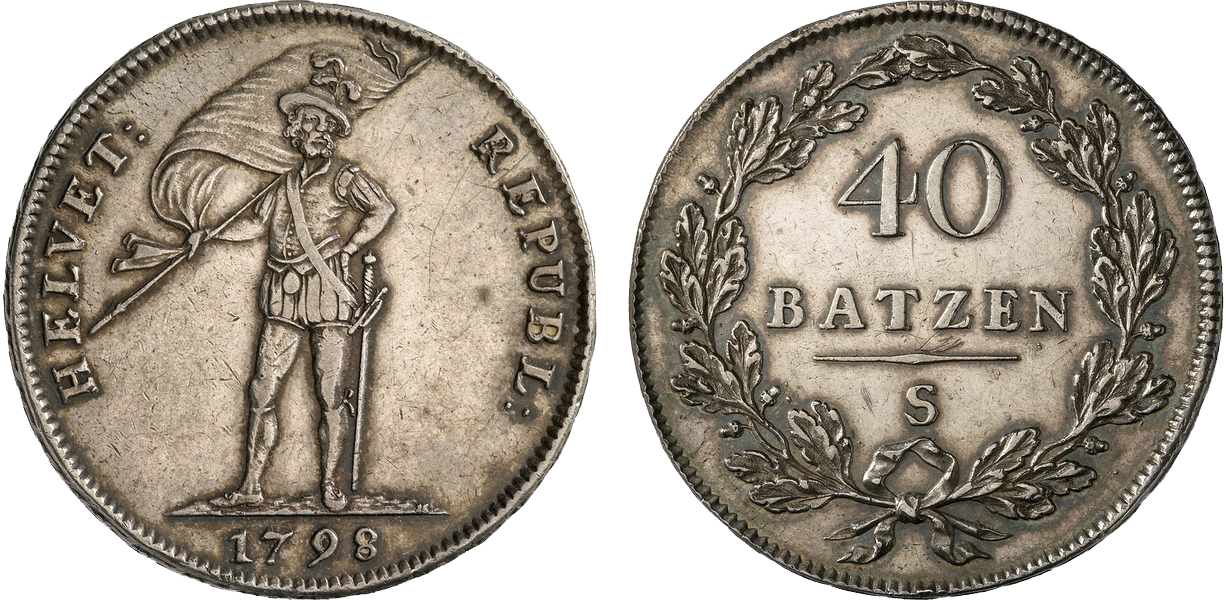
Eine 40 Batzen Silbermünze der Helvetischen Republik (Neuthaler) von 1798

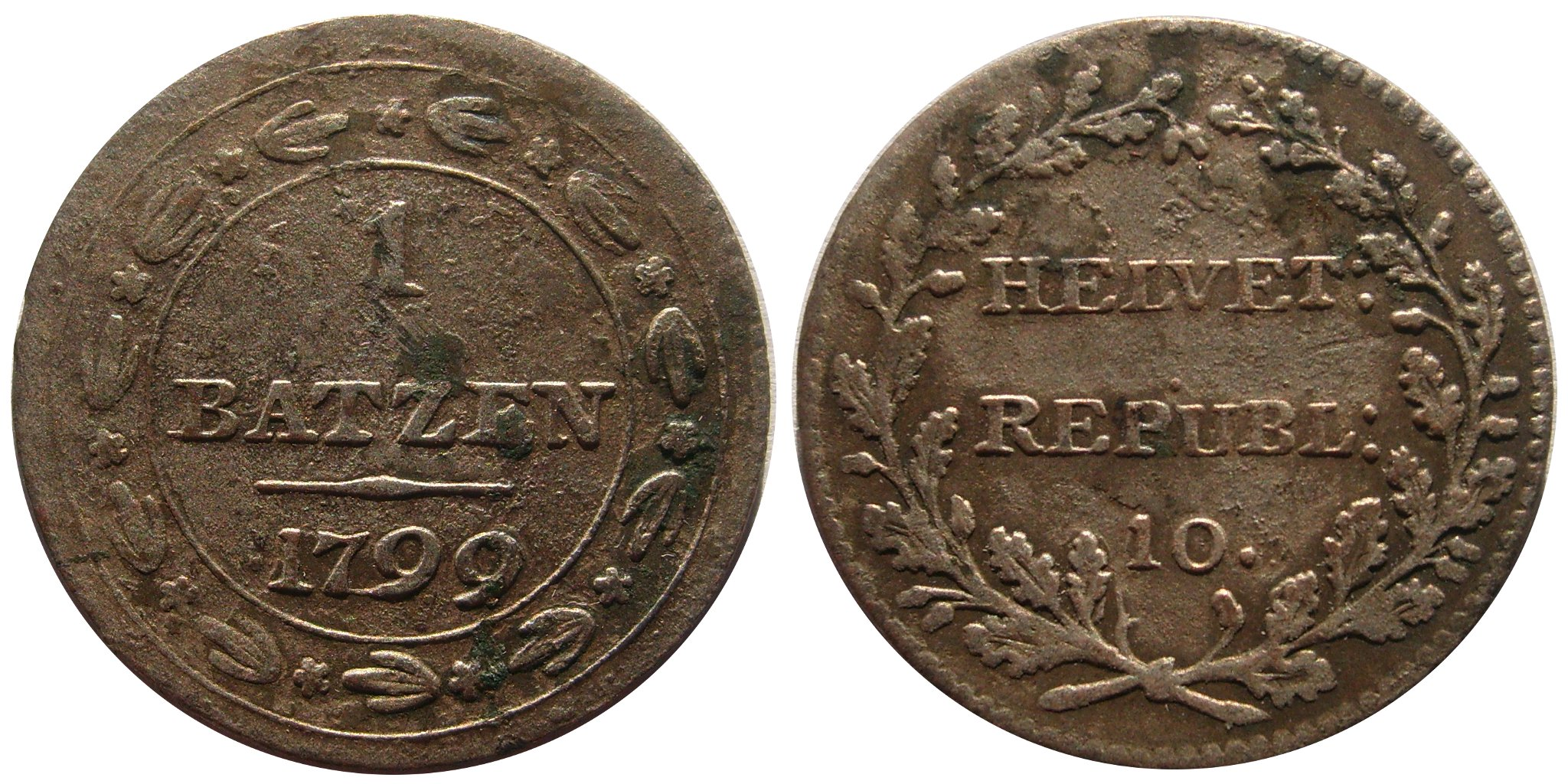
Ein Batzen der Helvetischen Republik

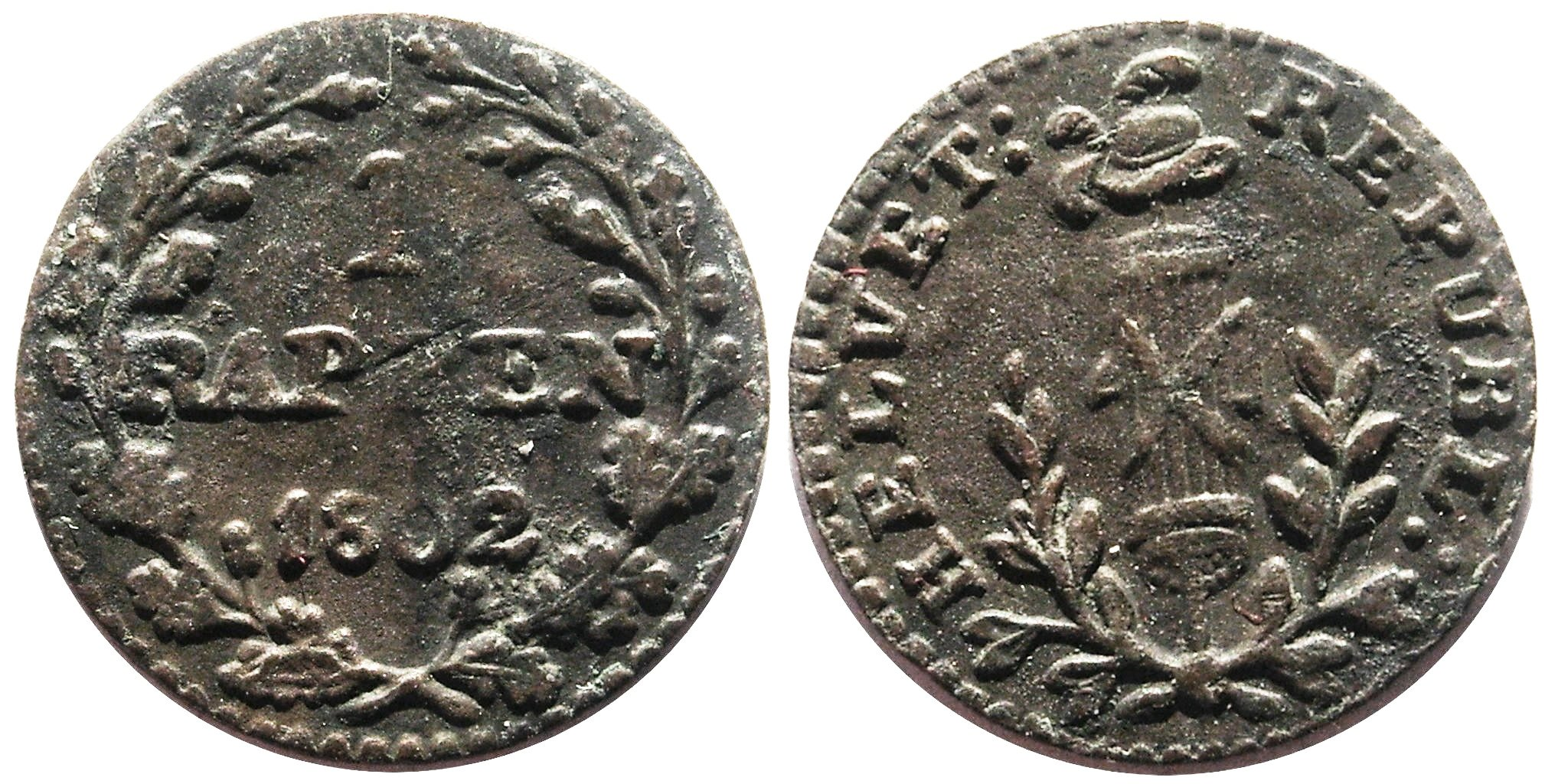
Ein Rappen der Helvetischen Republik

Noch im Frühjahr 1798 begannen die Behörden der Helvetischen Republik eifrig mit einer Reihe von Reformen, mit denen die Prinzipien der Revolution durchgesetzt werden sollten. Besonders aktiv waren die Minister Philipp Albert Stapfer und Albrecht Rengger. Mangels Finanzen und wegen der ständigen politischen Umwälzungen blieben viele Projekte in den Anfängen stecken oder existierten nur als Gesetz auf dem Papier.
- Herstellung der persönlichen Freiheit der Bürger: Ab dem 28. Mai 1798 wurde die Anrede «Herr» durch «Bürger» ersetzt. Die Feudallasten wurden abgeschafft, die Sonderbesteuerung der Juden aufgehoben und die Folter abgeschafft.
- Säkularisation: Alle Klostergüter wurden noch im Frühjahr 1798 verstaatlicht und die Aufhebung der Klöster eingeleitet, indem die Aufnahme von Novizen verboten wurde. Durch den Reichsdeputationshauptschluss 1803 erreichte die Republik auch die Aufhebung aller Feudalrechte und Gerichtsbarkeiten, die von Fürsten, Klöstern, Stiften etc. von ausserhalb des Landes wahrgenommen wurden.
- Herstellung der Wirtschafts-, Gewerbe- und Handelsfreiheit: Im Herbst 1798 wurde der Zunft- und Innungszwang aufgehoben und die Gewerbefreiheit eingeführt. Auch die Industrie sollte sich nun frei entfalten können.
- Aufbau staatlicher Dienstleistungen: Zu Jahresbeginn 1799 nahm die helvetische Staatspost ihren Dienst auf, und einheitliche Postgebühren galten im ganzen Land. Am 19. März 1799 wurde das Münzwesen verstaatlicht: Der Schweizerfranken zu 10 Batzen bzw. 100 Rappen wurde als Einheitswährung eingeführt. Die neue Währung vergrösserte jedoch nur den bestehenden Münzwirrwarr. Da die Regierung sich trotz chronischer Geldnot nicht zur Ausgabe von Papiergeld durchringen konnte, setzte sich der Schweizerfranken nicht durch.
- Ablösung des Zehnten: Durch ein Gesetz vom 10. November 1798 wurden die bäuerlichen Zehnten neu geordnet. Der Kleine Zehnten auf Obst, Gemüse etc. wurde ersatzlos gestrichen. Der Grosse Zehnten auf Wein, Heu, Getreide etc. musste vom Staat gegen eine Entschädigung abgelöst werden. Die Republik sollte dann ihrerseits alle Gläubiger, das heisst alle Inhaber von Zehntenbezugsrechten, mit dem 15-fachen Durchschnittsbetrag der Jahrzehnte entschädigen. Die Grund- und Bodenzinsen, die vor der Revolution in Naturalien abgegolten worden waren, konnten von den Bauern mit dem 15-fachen Betrag abgelöst werden, die Geldleistungen mit dem 20-fachen Betrag. Mangels Geld wurden diese Reformen nicht umgesetzt und bereits am 15. September 1800 wieder aufgehoben – sehr zum Ärger der betroffenen Landbevölkerung, die vielerorts erneut die alten Landvogteischlösser stürmte, um die Archive und damit die Grundlage für den Einzug der Zehnten zu vernichten.
- Einrichtung eines staatlichen Schulwesens: Im Sommer 1798 wurde in jedem Kanton ein achtköpfiger Erziehungsrat geschaffen, der unabhängig von der Kirche das Schulwesen des Kantons leiten sollte und für jeden Distrikt einen Schulinspektor ernannte. Weiter war vorgesehen, ein mehrgliedriges Schulsystem einzuführen, Industrieschulen und eine Nationaluniversität zu gründen wie auch die allgemeine Schulpflicht durchzusetzen. Der Minister der Künste und Wissenschaften, Philipp Albert Stapfer führte zu diesem Zweck im Januar 1799 eine gesamthelvetische Schul-Enquête durch.
- Die Reform des Rechtswesens war schon Bestandteil der Helvetischen Verfassung. Die jahrhundertelange Rechtsungleichheit wurde abgeschafft, die Leibeigenschaft aufgehoben und ein einheitliches Staatsbürgerrecht geschaffen. Die Diskriminierung der Juden endete insofern, als die Judensteuer abgeschafft wurde – nicht gewährt wurde den Juden das Bürgerrecht. Auch die Frauen wurden weiterhin nicht den Männern gleichgestellt.

Das grösste Projekt bei der Reform des Rechtswesens stellte jedoch die Kodifikation und die Vereinheitlichung des Zivil- und Strafrechts dar. Während die Zusammenstellung eines Zivilgesetzbuches bis auf wenige einzelne Erfolge scheiterte, wurde mit dem «Helvetischen Peinlichen Gesetzbuch» am 4. Mai 1799 ein neues Strafgesetzbuch in Kraft gesetzt.

## Persönlichkeiten

### Mitglieder des Vollziehungsdirektoriums (April 1798–7. Januar 1800)
- Johann Lukas Legrand (Republikaner); 1798–25. Januar 1799; Präsident 22. April–31. Mai 1798
- Pierre-Maurice Glayre (Unitarier); 18. April–9. Mai 1799; Präsident 2. Juli–31. Juli 1798, 13. Januar–5. März 1799
- Urs Viktor Oberlin (Unitarier); 18. April 1798–7. Januar 1800; Präsident 1. Juni–1. Juli 1798 und 22. November 1798–12. Januar 1799
- David Ludwig Bay (Republikaner); 18. April–29. Juni 1798, 3. Januar–22. Juni 1799; Präsident 6. März–26. April 1799
- Alphons Pfyffer (Republikaner); 18. April–29. Juni 1798
- Frédéric-César de La Harpe (Patriot/Unitarier); 29. Juni 1798–7. Januar 1800; Präsident 1. August–31. August 1798, 1. Oktober–21. November 1798 und 24. Januar–4. September 1799
- Peter Ochs (Patriot/Unitarier); 29. Juni 1798–25. Juni 1799; Präsident 1. September–30. September 1798, 27. April–23. Juni 1799
- Philippe Abraham Louis Secretan (Unitarier); 1799–7. Januar 1800
- Johann Rudolf Dolder (Föderalist); 1799–7. Januar 1800; Präsident 18. November 1799–7. Januar 1800
- François-Pierre Savary (Föderalist); 22. Juni 1799–7. Januar 1800; Präsident 5. September–17. November 1799

### Mitglieder des provisorischen Vollziehungsausschusses (7. Januar–8. August 1800)
- Karl Albrecht von Frisching (Föderalist); Präsident 28. Mai–25. Juni 1800
- Karl von Müller-Friedberg, Finanzen
- Carl Heinrich Gschwend, Justiz und Polizei
- François-Pierre Savary (Unitarier); Präsident 26. Juni–23. Juli 1800
- Johann Rudolf Dolder (Föderalist); Präsident 7. Januar–11. Januar bzw. 12. Januar–27. Mai 1800
- Hans Konrad Finsler; (Föderalist); Präsident 24. Juli–8. August 1800
- Pierre-Maurice Glayre, Aussenpolitik (Unitarier)

### Mitglieder des 1. Vollziehungsrates (8. August 1800–28. Oktober 1801)
- Karl Albrecht von Frisching (Föderalist); Präsident 9. August – 30. September 1800 und 1. März – 31. März 1801, verstorben am 24. Oktober 1801
- Karl Friedrich Zimmermann; Präsident 1. November–30. November 1800 und 1. Mai–31. Mai 1801
- Johann Jakob Schmid (Unitarier); Präsident 1. Dezember–31. Dezember 1800 und 1. Juli–31. Juli 1801
- Vinzenz Rüttimann (Unitarier); Präsident 1. Januar–31. Januar 1801 und 1. August–31. August 1801
- François-Pierre Savary (Unitarier); Präsident 1. Februar–28. Februar 1801 und 1. Juni–30. Juni 1801
- Johann Rudolf Dolder (Föderalist); Präsident 1. Oktober–31. Oktober 1800, 1. April–30. April 1801 und 1. Oktober–27. Oktober 1801
- Pierre-Maurice Glayre (Unitarier)
- Bernhard Friedrich Kuhn (Unitarier)
- Paul Usteri; Präsident 1. September–30. September 1801

### Mitglieder des 2. Vollziehungsrates (5. Juli 1802–5. März 1803)
- Johann Rudolf Dolder, Landammann
- Vinzenz Rüttimann, 1. Statthalter
- Hans Heinrich Füssli, 2. Statthalter

### Landammann der Helvetischen Republik, ab 21. November 1801
- Alois Reding (Föderalist), Erster Landammann, 23. November 1801–20. April 1802
- Vinzenz Rüttimann (Unitarier), Erster Landammann, 20. April 1802–5. März 1803
- Johann Rudolf von Frisching (Föderalist), Zweiter Landammann, 23. November 1801–23. Januar 1802
- Albrecht Rengger (Unitarier), Zweiter Landammann, 23. Januar 1802

### Mitglieder des Kleinen Rates (21. November 1801–5. März 1803)
- Urs Glutz (Föderalist), 21. November 1801–17. April 1802, Innenminister
- Hans Caspar Hirzel (Föderalist), 21. November 1801–17. April 1802, Justiz- und Polizeiminister, Zweiter Statthalter, verstorben am 18. Februar 1803
- Johann Rudolf Dolder (Föderalist), 21. November 1801–17. April 1802, Finanzminister
- Joseph Lanther (Föderalist), 21. November 1801–17. April 1802, Kriegsminister
- Hans Conrad Escher von der Linth (Republikaner), 23. Januar–17. April 1802, Kriegsminister
- Johann Heinrich Füssli (Unitarier), 23. Januar 1802–5. März 1803, Innenminister
- Albrecht Rengger (Unitarier), 23. Januar 1802–5. März 1803
- Johann Jakob Schmid (Unitarier), 23. Januar 1802–5. März 1803
- Vinzenz Rüttimann (Unitarier), 23. Januar–20. April 1802, Erster Statthalter
- Johann Rudolf von Frisching (Föderalist), 23. Januar–17. April 1802
- Bernhard Friedrich Kuhn (Unitarier), 23. Januar 1802–5. März 1803

### Minister der 1. Helvetischen Republik
- Franz Bernhard Meyer von Schauensee, Justiz und Polizei
- Hans Konrad Finsler (Unitarier), Finanzen und Wirtschaft
- Albrecht Rengger, Inneres
- Philipp Albert Stapfer, Schöne Künste und Wissenschaften; später Botschafter in Paris
- Johann Melchior Mohr (Unitarier), Nachfolger von Stapfer als Kulturminister
- Hans Caspar Hirzel, Justiz und Polizei
- Joseph Lanther, Krieg (1799–1802)
- Louis François Bégoz, Kriegs- (2. Mai–15. Oktober 1798), später Aussenminister (bis 22. November 1801)
- Johann Heinrich Rothpletz, Finanzen (10. Februar 1800–13. November 1801)
- Nicolas Simon Pierre Repond, Krieg (15. Oktober 1798–18. April 1799)

### Staatssekretäre der 2. Helvetischen Republik
- Albrecht Rengger, Inneres
- Bernhard Friedrich Kuhn, Justiz und Polizei
- Johann Jakob Schmid
- Gottlieb Abraham von Jenner, Äusseres
- Johann Melchior Mohr, Äusseres
- Jakob Laurenz Custer, Finanzen
- Samuel Tribolet (Nachfolger von B. F. Kuhn)

### Justizwesen
- Johann Rudolf Schnell (Präsident des Obersten Gerichtshofes)
- Johann Jakob Koller (Öffentlicher Ankläger)

## Kokarde und Fahne

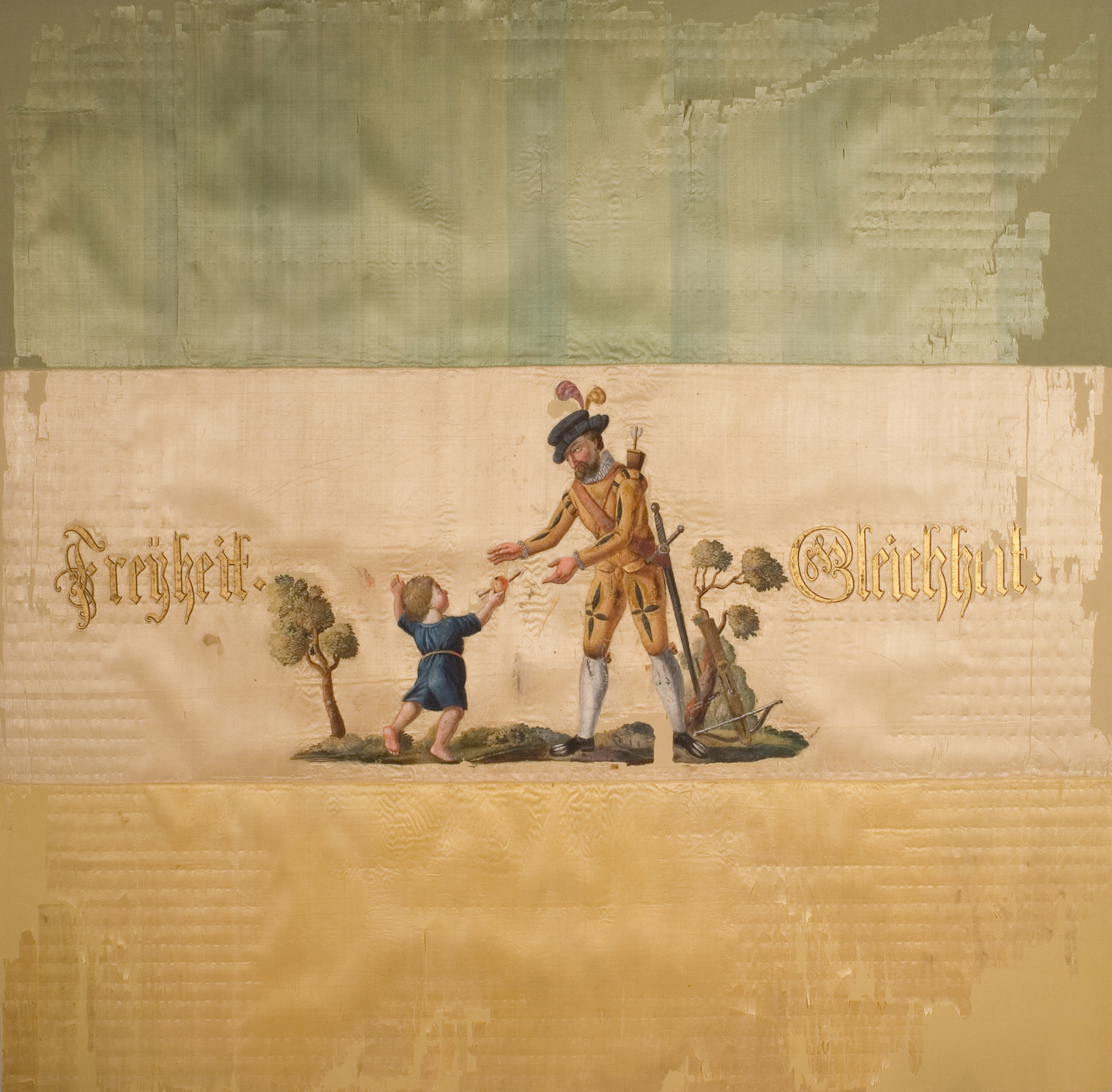
Fahne der Helvetischen Republik mit Emblem Wilhelm Tell und Devise «Freÿheit, Gleichheit», Geschenk Heinrich Zschokkes an den Distrikt Stans (1799), Farben verblasst

Am 14. April 1798 – zwei Tage nach Gründung der Helvetischen Republik – beschlossen die gesetzgebenden Räte auf Antrag Johann Conrad Eschers (von der Linth) im «Gesetz betreffend die Farben der helvetischen National-Cocarde»: «Dass die Cocarde dreifarbig seye, und zwar sollen die Farben grün, roth und gelb sein; grün oben, roth in der Mitte, und gelb unten.» Und zwar war gewünscht worden, «dass aus Achtung für den Canton Leman, der sich zuerst für die neue Republik erklärt und die grüne Farbe als Zeichen seiner Freiheit bestimmt hatte, die eine dieser Farben grün sein sollte». Rot und Gelb sollen auf die Urkantone Schwyz und Uri verwiesen haben. Das «Gesetz über obligatorischen Gebrauch der National-Cocarde» vom 11. Juni 1798 befahl jedem Schweizer, diese zu tragen.
Auch die Nationalfahne, eine quergestreifte quadratische Trikolore, war in den Farben Grün-Rot-Gelb gehalten. Auf Direktorialbeschluss vom 13. Februar 1799 ersetzte sie alle alten Kriegsfahnen. Das rote Feld trug auf der Vorderseite die Aufschrift «Helvetische Republik», auf der Rückseite «République Helvétique». Es waren auch Varianten mit Emblemen und Devisen in Gebrauch. Vor den Schweizer Parlamentswahlen 2011 schlug eine Immigrantenvereinigung vor, die Fahne für einige Tage wieder einzuführen. Die Idee stiess jedoch fast überall, vor allem bei den bürgerlichen Parteien, auf Ablehnung.

## Hauptstadt
In der Helvetischen Verfassung war Luzern als Hauptstadt vorgesehen. Da die Konstitution der Republik im April 1798 in Aarau stattfand und die Räte erst am 9. Oktober 1798 in Luzern tagten, wurde Aarau zur Hauptstadt. Nach dem Staatsstreich vom Januar 1800 und der Einführung der Verfassung von Malmaison am 29. Mai 1802 war Bern der Sitz der Tagsatzung und der Regierung bis zum Ende der Helvetischen Republik.